# Église Saint-Georges de Belloy-en-France
Pour les articles homonymes, voir Église Saint-Georges.
L'église Saint-Georges est une église catholique paroissiale située à Belloy-en-France dans le département français du Val-d'Oise.  Son portail occidental au riche décor sculpté est considéré comme un chef-d'œuvre des débuts de la Renaissance au nord de Paris.

## Aperçu
Une basilique dédiée à saint Georges est attestée à Belloy dès 840.
Les parties les plus anciennes de l'édifice actuel sont le clocher roman, largement remanié, et le croisillon nord avec la chapelle de la Vierge. Ils sont de style gothique primitif et datent de la fin du XIIe siècle.
Le reste de l'église date du XIVe siècle, mais seuls le chœur et la chapelle Sainte-Geneviève, à l'emplacement du croisillon sud, ont été entièrement achevés à cette époque et se présentent dans un style rayonnant tardif.
La nef et les collatéraux n'ont été voûtés qu'au premier tiers du XVIe siècle, et en grande partie refaits, si bien que le style gothique flamboyant y domine. Ce sont les parties les plus intéressantes à l'intérieur de l'église, notamment pour les chapiteaux du XVIe siècle et le dessin particulier des voûtes.
L'édifice fait l’objet d’un classement au titre des monuments historiques depuis 1846, et a été restauré au milieu du XIXe siècle.
L'église est aujourd'hui le siège d'un groupement paroissial et conserve une vie spirituelle et liturgique intense, avec comme particularité, la célébration de la messe et des autres sacrements du catholicisme selon le rite tridentin.

## Localisation
L'église est située en Île-de-France, dans le département du Val-d'Oise, en pays de France, sur la commune de Belloy-en-France, à l'ouest du vieux village, place Sainte-Beuve. C'est la place centrale du village, où sont regroupés église, mairie, écoles, médiathèque, salle de fêtes et presbytère. On y accède par la rue Faubert. La place entoure entièrement l'église, mais la partie située derrière l'église (au nord) est souvent fermée par des grilles. Dans ce cas, seule la façade occidentale, l'élévation méridionale, la chapelle Sainte-Geneviève et le chœur sont visibles, ainsi que partiellement, la chapelle de la Vierge.

## Histoire

### Histoire de la paroisse
En 829, un seigneur nommé Lantfrid procède à un échange avec l'abbé Hilduin de Saint-Denis : Il donne à l'abbaye de Saint-Denis des terres qu'il possède à Houdancourt, dans le diocèse de Beauvais, et l'abbaye lui cède des terres qu'elle possède à Belloy, alors nommé Bidolidum. C'est la première mention connue de Belloy. En 832, le village est cité dans le partage des terres entre l'abbé de Saint-Denis et les moines, qui reçoivent les terres de Belloy pour payer leurs vêtements et chaussures. L'abbaye n'avait donc pas tout donné à Lantfrid. Une autre charte, datée de 840, fait ressortir que Belloy était initialement une terre du Fisc. Les possessions locales de l'abbaye de Saint-Denis provenaient donc probablement de donations royales. Le plus intéressant est la mention finale, qui indique que la charte a été donnée en la basilique du saint martyr Georges à Belloy. L'ancienneté de la paroisse de Belloy est ainsi prouvée. Possédant des reliques de son saint patron, l'église devient très tôt un lieu de pèlerinage. Au IXe siècle, l'abbaye de Saint-Germain-des-Prés possède une autre église à Belloy, mais l'abbé Lebeuf suppose qu'il s'agit plutôt de l'église voisine de Villaines-sous-Bois.

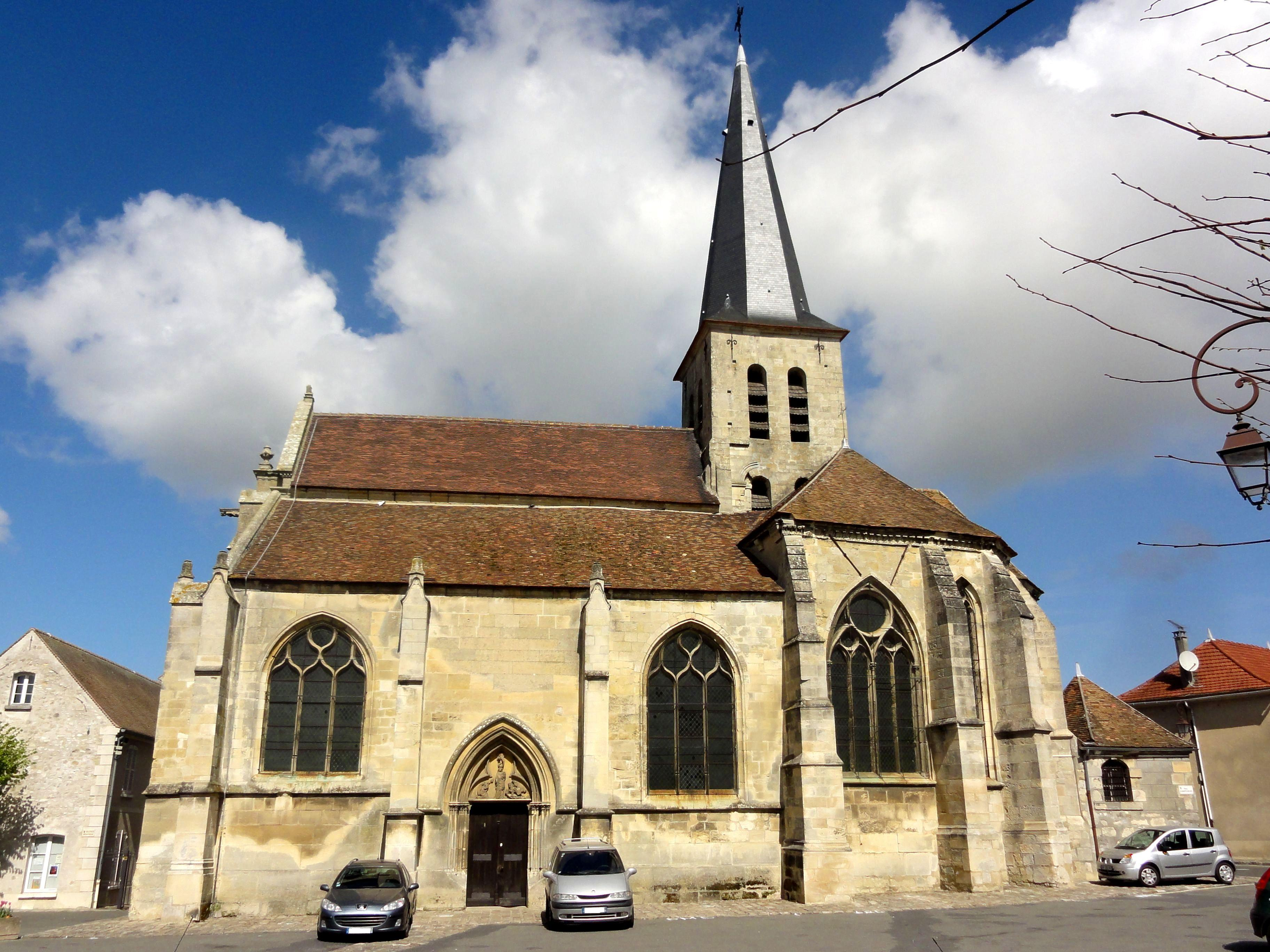
Vue de l'église depuis le sud.

Pendant tout l'Ancien Régime, la paroisse de Belloy appartient au doyenné de Montmorency du diocèse, puis archidiocèse de Paris. La cure de la paroisse Saint-Georges est à la pleine collation de l'évêque de Paris. L'abbaye de Saint-Denis n'est donc que le principal seigneur temporel de Belloy, et ne possède pas de droits sur l'église. On peut maintenant faire le rapprochement entre les différents abbés de Saint-Denis et les autres seigneurs de Belloy, d'une part, et les différentes parties de l'église construites au fil du temps, d'autre part, mais la datation n'est pas assez précise pour obtenir des indications fiables, sauf pour les travaux des années 1540 jusqu'à la fin du XVIe siècle. L'église est vraisemblablement endommagée sous la guerre de Cent Ans, ainsi que sous les guerres de religion du dernier tiers du XVIe siècle. L'abbé Lebeuf mentionne l'existence ancienne d'un orgue, qui est déjà détruit au moment qu'il écrit (milieu du XVIIIIe siècle). L'ancien presbytère est la maison entre la façade occidentale et l'école, qui accueille aujourd'hui la médiathèque.
Après la Révolution française et la création du département de Seine-et-Oise, la paroisse de Belloy est rattachée au nouveau diocèse de Versailles qui correspond exactement au territoire du département. Le diocèse de Paris se limite désormais à la seule ville de Paris. Dans le contexte de la refonte des départements d'Île-de-France, le nouveau diocèse de Pontoise est érigé en 1966, et Belloy-en-France en fait partie à l'instar de toutes les autres paroisses du département. À cette époque, la réforme liturgique décidée par le concile Vatican II est successivement mise en œuvre. Elle apporte notamment l'installation du maître-autel en avant du chœur, et la célébration de la messe en langue française. À Belloy, l'on n'a pas souhaité appliquer cette réforme. La messe est dite en latin selon le missel de Jean XXIII de 1962 et la forme extraordinaire du rite romain. La communion se reçoit à genoux devant la grille du chœur. Le maître-autel est toujours au fond du sanctuaire. — La paroisse est devenue un groupement paroissial, qui inclut les anciennes paroisses indépendantes de Villaines-sous-Bois et Villiers-le-Sec. Elle est rattachée au doyenné de Luzarches. Des messes dominicales sont célébrées dans l'église Saint-Georges tous les dimanches à 11 h 00, ainsi que plusieurs messes en semaine. Les messes anticipées du samedi soir ont en principe lieu à Villaines-sous-Bois. Le curé réside au presbytère face à l'église, rue Faubert.

### Liste des curés de Belloy
Le plus ancien curé de Belloy connu est Messire Nicolas Bourdon vers 1406.

### Les campagnes de construction
L'église Saint-Georges date en plus grande partie du XIVe siècle, mais a été largement modifiée et mise au goût du jour au XVIe siècle. Elle comporte néanmoins des parties nettement plus anciennes, que Dominique Foussard date de la fin du XIIe siècle, et Charles Terrasse du début du XIIIe siècle. Il s'agit du croisillon nord du transept, de la chapelle de la Vierge qui lui succède à l'est, et du clocher jusqu'au premier étage de baies au moins. Le croisillon nord et la chapelle sont de style gothique primitif. Le clocher repose sur quatre massives piles carrées, dont celles du nord présentent des frises du même style de part et d'autre de l'arcade vers le croisillon. Les baies du premier étage sont en plein cintre et évoquent encore le style roman, ce qui parle plutôt en faveur d'une date assez ancienne, pendant la seconde moitié du XIIIe siècle. Faute d'avoir entrepris des fouilles archéologiques, l'on ignore si le croisillon sud a jamais été construit. Mais puisque l'église a été presque entièrement bâtie à neuf au XIVe siècle, l'on peut supposer que le chœur et la nef étaient plus anciens que le croisillon et la chapelle, que l'on conservait parce que ce furent les parties les plus récentes. Elles ont sans doute été bâtis après le clocher, car le croisillon est plus large que ce dernier, et la date du clocher devrait correspondre à celle de l'ancien chœur, que l'on jeta bas au XIVe siècle,.

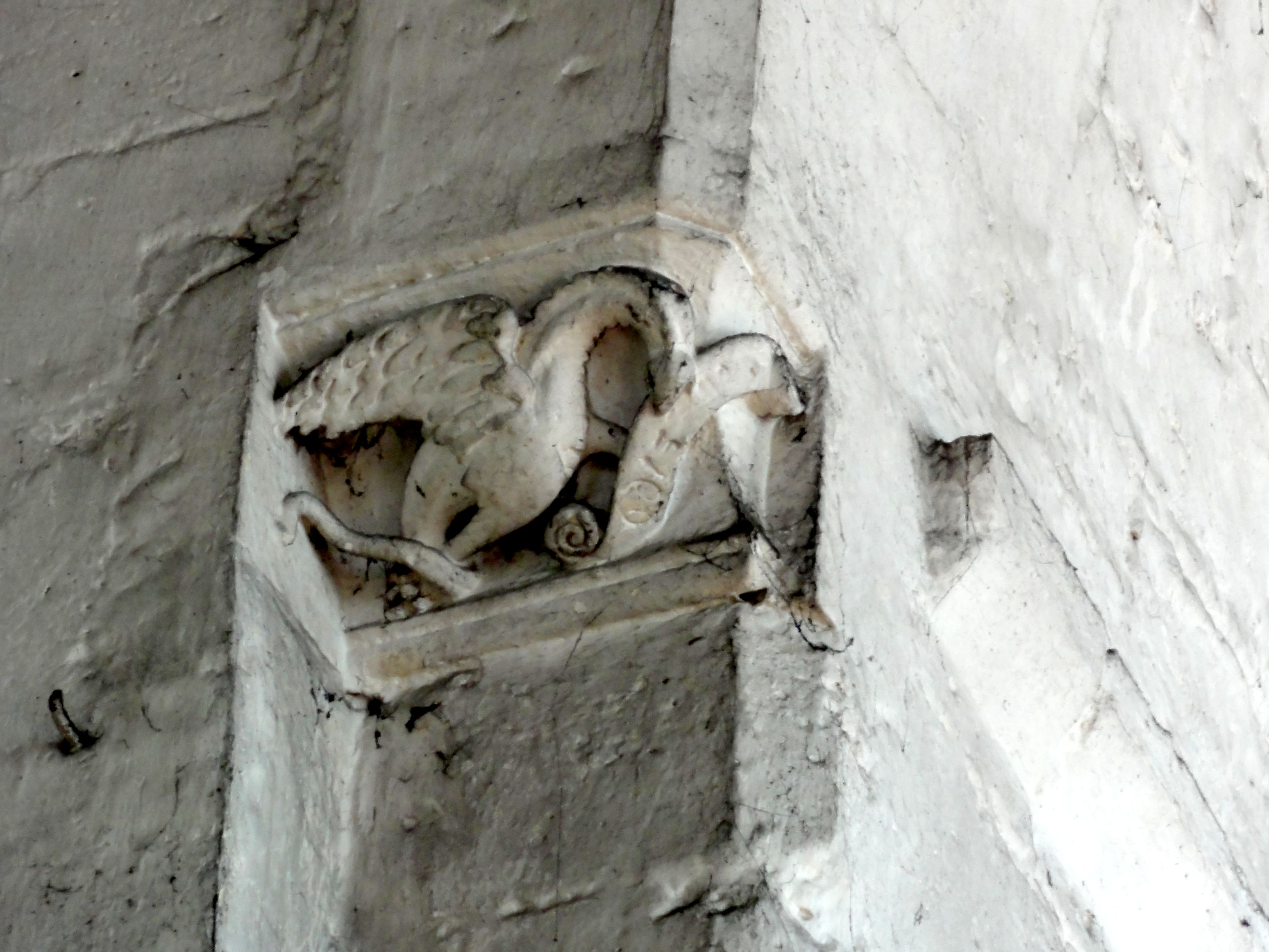
Date de 1312 sur un phylactère.

Au XIVe siècle, l'on édifia un nouveau chœur, une chapelle latérale sud dont la première travée occupe l'emplacement du croisillon sud, deux collatéraux et une nouvelle nef, dans le style gothique rayonnant tardif. Les auteurs ne se prononcent pas sur la période de construction précise, mais le premier tiers du siècle, avant la guerre de Cent Ans, est sans doute l'hypothèse la plus probable. À gauche de l'arcade ouvrant sur la base du clocher depuis la nef, la date de 1312 (seuls les deux premiers chiffres sont clairement lisibles) apparaît sous un phylactère. Si les piles du clocher ont été remaniées à cette époque, c'est sans doute en lien avec la construction de la nef. — Les voûtes de la nef et des collatéraux datent toutes du XVIe siècle. Dominique Foussard croit qu'elles s'appuient sur la structure du XIVe siècle, mais il parle sans doute des supports. La guerre a vraisemblablement interrompu le chantier, et un plafond lambrissé a dû suffire pendant deux siècles. Seul un effondrement des voûtes primitives aurait justifié un revoûtement au XVIe siècle ; or, les piliers du XIVe siècle sont tous intacts jusqu'aux chapiteaux, même si l'on constate que le premier pilier isolé du nord et du sud ont des corbeilles non sculptées. Ce peut être la marque d'un inachèvement, ou d'une réparation antérieure au classement aux monuments historiques. Il est à signaler que Dominique Foussard pense que la nef n'aurait peut-être été achevée qu'au XVe siècle, sans que l'on sache sur quelles observations l'hypothèse se base,.
Pour le XVIe siècle, des documents d'archives permettent de retracer les reconstructions que certaines églises du pays de France ont connues à cette époque. Ce n'est pas de l'église Saint-Georges : les archives paroissiales sont perdues, et aucune pièce n'est conservée dans les archives de la mairie. L'inventaire des titres du chapitre Notre-Dame de Paris ne contient qu'une facture pour la réparation de verrières par le vitrier Jacques Courtin, vers 1580. La plupart des travaux a toutefois lieu avant le milieu du XVIe siècle. Le décor extérieur du collatéral nord, malheureusement en grande partie perdu, et le réseau des fenêtres en arc brisé, sont de style gothique flamboyant. Dans le collatéral sud, les fenêtres sont déjà en plein cintre et ont un remplage Renaissance, ce qui indique la phase de transition entre les deux styles, pendant les années 1540. Charles Terrasse rapproche les voûtes de celles des églises voisines de Groslay, Goussainville et Louvres et penche pour une date au premier tiers du XVIe siècle. Hormis la construction d'un total de neuf voûtes, soit trois par vaisseau, la reconstruction porte sur le repercement des fenêtres, la réfection des murs, la reprise des contreforts, un nouveau portail seigneurial dans la troisième travée du nord, et une nouvelle façade occidentale de la nef. C'est le chef-d'œuvre parmi les portails Renaissance du pays de France, qui fait la célébrité de l'église Saint-Georges. Léon Palustre l'a attribué à Jean Bullant, principal architecte du château d'Écouen, mais Charles Terrasse estime que la façade soit antérieure à l'arrivée de Bullant à Écouen, en 1547 au plus tard. Or, l'œuvre de Bullant jusqu'à cette date reste inconnue, et aucun élément tangible ne permet cette attribution. Il n'est pas non plus possible d'avancer un autre nom, mais en vue du résultat, des sculpteurs du meilleur niveau ont dû être à l'œuvre,.
Charles Terrasse attire l'attention sur l'influence de manuels d'architecture illustrés et très didactiques, qui apparaissent sur le marché vers 1540, et qui ont permis aux habiles « tailleurs d'images » du pays de France de recopier certains éléments sur l'église de Belloy. L'on peut notamment citer le portique corinthien dans la Raison d'architecture par Diego de Sagredo. Dominique Foussard a fait le rapprochement avec la porte du lavabo de la chartreuse de Pavie, création de Giovanni Antonio Amadeo. Les détails de sculpture peuvent s'inspirer de modèles diffusés grâce à des gravures et dessins. Les artisans connaissaient l'iconographie maniériste et sont au courant des toutes dernières tendances artistiques. Quoi qu'il en soit, il est probable que les travaux furent financés par la famille de Belloy, seigneurs de Belloy. Guillaume de Belloy, mort en 1556, et Antoinette de Pertuis, sa femme, morte en 1552, ont leur pierre tombale dans l'église. Leurs descendants interviennent encore à la fin du XVIe siècle. Sans doute, l'église Saint-Georges est elle ravagée sous les guerres de religion, ce qui explique aussi la réparation des vitraux en 1580, alors qu'ils n'avaient été posés que trente-cinq ans plus tôt. En 1598, la première voûte du croisillon nord est donc restaurée, tout en conservant son style gothique du XIVe siècle. La date et les armes de la famille de Belloy, à savoir de gueules à sept losanges d'or posés 3, 3 e 1, figurent sur la clé de voûte. C'est apparemment sous l'influence de cette date que Dominique Foussard affirme que les voûtes de la nef et des collatéraux ne dateraient que de la seconde moitié du XVIe siècle, alors que ces voûtes aux nervures décoratives sont flamboyantes et n'ont stylistiquement aucun lien de parenté avec la voûte réparée en 1598. — L'église a été classée au titre des monuments historiques dès 1846, parmi les premières du département. Elle a été restaurée de 1847 à 1850 sous la direction de l'architecte Desmarest, puis la restauration de la façade occidentale a été confiée à Eugène Viollet-le-Duc en 1851,.

## Description

### Aperçu général

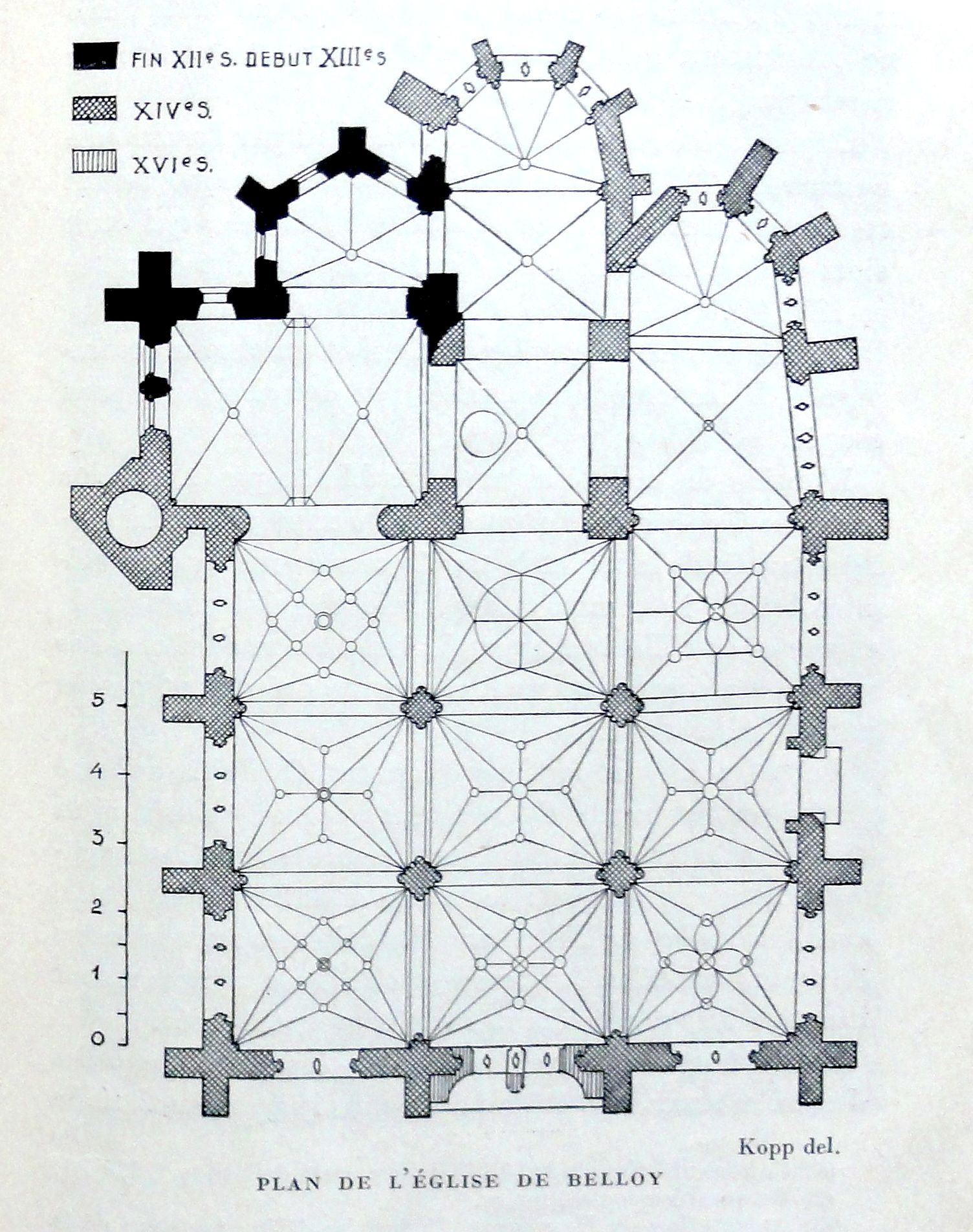
Plan de l'église.

Orientée irrégulièrement vers le nord-est du côté du chevet, et donc vers le sud-ouest du côté de la façade occidentale, l'église Saint-Georges répond à un plan cruciforme modifié, qui n'est pas symétrique autour de l'axe de l'édifice. Il se compose d'une nef de trois travées légèrement barlongues ; de deux collatéraux de longueur et largeur identique ; d'une base du clocher, en même temps ancienne croisée du transept ; d'un chœur comportant une travée carrée et une abside à cinq pans ; de la chapelle Sainte-Geneviève au sud comportant une travée droite et une abside à cinq pans ; d'un ancien croisillon nord de deux travées successives ; et de la chapelle de la Vierge, qui est une sorte d'absidiole à la suite de la première travée du croisillon. Elle est formée par une unique travée, qui comporte deux pans droits et deux pans obliques, ce qui est fort rare. Au sud, la chapelle de la Vierge communique avec la travée carrée du chœur par une large arcade, et l'abside de la chapelle du sud communique avec cette même travée par une arcade beaucoup plus étroite. En effet, le chevet de la chapelle Sainte-Geneviève va moins loin à l'est, car le croisillon nord est plus large que la base du clocher et pousse la chapelle de la Vierge davantage vers l'est. Néanmoins, la Sainte-Geneviève est approximativement aussi grand que le chœur, et aussi élevée. Une autre irrégularité concerne la travée droite de la chapelle du sud, qui diminue de largeur en s'approchant de l'abside, car le mur du sud est légèrement biais. Comme autre composantes de l'église, restent à mentionner une petite sacristie dans l'angle sud-est, entre chapelle sud et chœur ; une tourelle d'escalier pour accéder aux combles, à l'angle nord-ouest du croisillon nord ; et le clocher se dressant au-dessus de la croisée du transept. Les portails sont au nombre de deux : le portail occidental, avec deux portes séparées d'un trumeau, et le portail latéral de la seconde travée du collatéral sud. L'ensemble de l'église est voûté d'ogives, et la nef et les collatéraux présentent des voûtes à liernes et tiercerons. La nef possède un pignon du côté de la façade, et les collatéraux sont recouverts de toits en appentis. Le croisillon nord possède un pignon côté nord, alors que la chapelle du sud est pourvu d'un toit en pavillon de faible hauteur. Le clocher est coiffé d'une flèche octogonale en charpente, recouverte d'ardoise.

### Intérieur

#### Nef

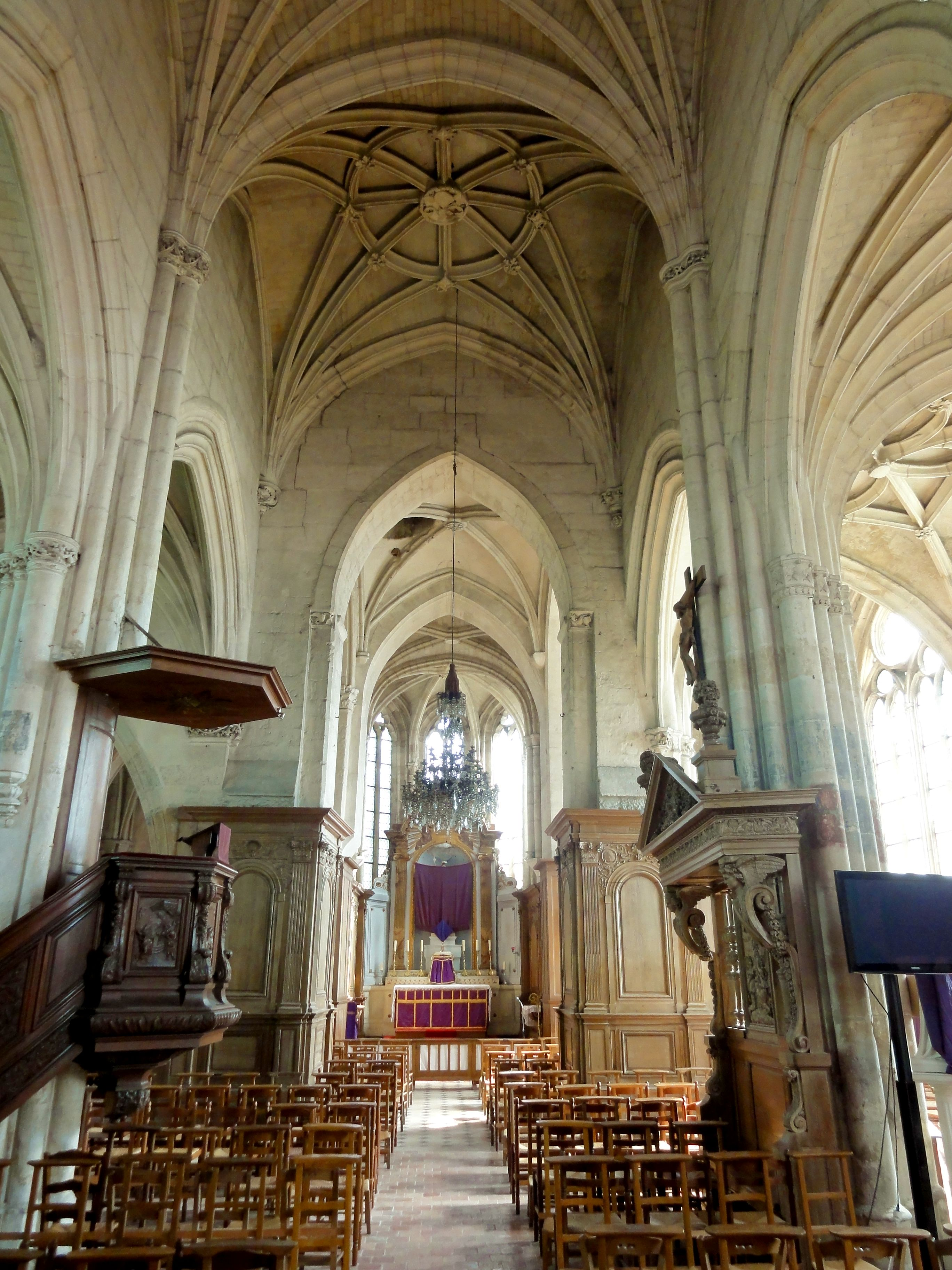
Nef, vue vers l'est.

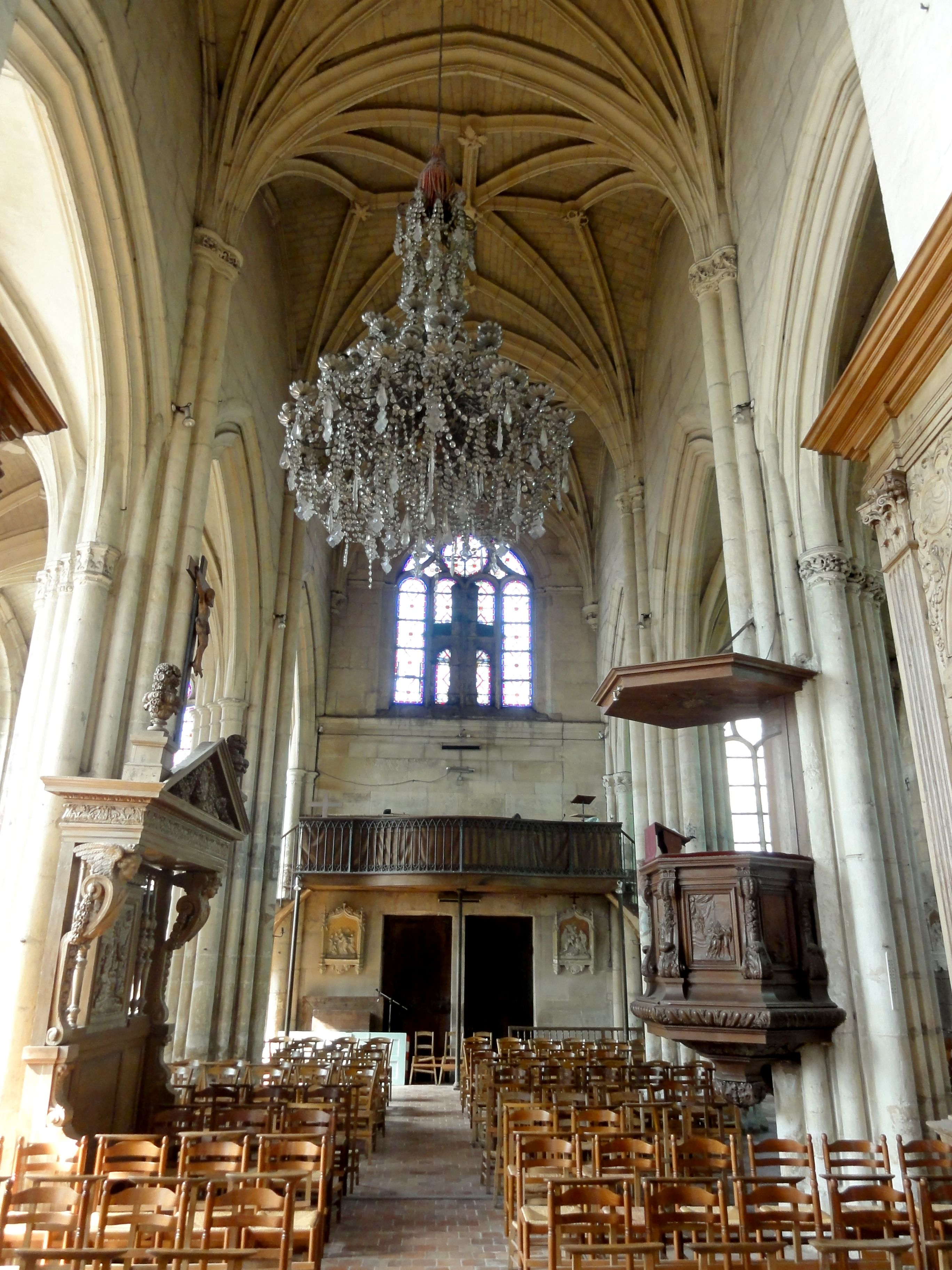
Nef, vue vers l'ouest.

Une lumière tamisée règne dans la nef, qui n'est éclairée directement que par la baie occidentale, en haut de la tribune réservée à la chorale. Les murs latéraux sont aveugles, mais la portion de murs nus au-dessus des grandes arcades n'est pas importante : les chapiteaux des voûtes de la nef sont situés à un niveau légèrement plus haut que le sommet des grandes arcades, comme à Pont-Sainte-Maxence. L'ambiance n'est donc pas sombre, car les collatéraux sont largement ouverts sur la nef, et leurs grandes fenêtres sont essentiellement pourvues de verre blanc. La nef paraît élancée, impression à laquelle contribuent les grandes arcades en tiers-point assez aigües, les élégants piliers cantonnés de fines colonnettes, et la proportion entre largeur et hauteur. La nef est environ deux fois et demi plus haute que large, mais la largeur est en fait peu importante : entre deux piliers, seulement quatre chaises de part et d'autre de l'allée centrale trouvent leur place. La pierre est apparente, et l'on voit que les murs sont soigneusement appareillés en pierre de taille. Le style dominant est le style flamboyant. À ce style appartiennent les grandes arcades, qui sont à double rouleau et présentent un profil prismatique complexe, et les voûtes. Elles sont à liernes et tiercerons et ont un profil prismatique aigu. Sous la première voûte, elles forment le dessin dit en étoile à losange central, comme dans toute la nef de Villiers-le-Bel, et à la fin du collatéral nord de Groslay. Sous la troisième voûte, un cercle relie les clés de voûte secondaires, qui se trouvent aux points de rencontre des nervures. Au moment de retomber sur les chapiteaux, les nervures s'interpénètrent afin de ne pas dépasser l'assiette des trois chapiteaux (qui doivent recevoir neuf nervures), mais aussi en appliquant l'un des principes esthétiques du voûtement flamboyant,.
Du XIVe siècle, subsistent les piliers rectangulaires qui disparaissent entièrement derrière les faisceaux de quatre colonnes et huit colonnettes ; les bases en forme de tore aplati débordant sur le socle ; et les corbeilles rondes des chapiteaux, décorées d'un motif dérivé du corinthien ou de pampres stylisés, avec un entrelacs de guirlandes angulaires. Ces motifs sont éloignés des modèles antiques, mais semblent annoncer la Renaissance, alors que le style flamboyant est encore à venir. Les colonnes correspondent aux arcs-doubleaux et aux grandes arcades, et les colonnettes aux ogives et au rouleau supérieur des grandes arcades. Il n'y a donc pas de supports dédiés pour les formerets. Les faisceaux d'une colonne et deux colonnettes correspondant aux hautes-voûtes n'ont pas de chapiteaux au niveau des grandes arcades, et rien ne les interrompt donc sur leur ascension vers les hauteurs. Au revers de la façade et près des piles du clocher, des supports n'existent que pour les grandes arcades, sous la forme de faisceaux d'une colonne et deux colonnettes. Les voûtes y retombent sur des culs-de-lampe, et les grandes arcades font de même près des piles du clocher. Ces culs-de-lampe sont du XVIe siècle, et on y voit un dragon ailé aux longues griffes, une petite tête grimaçante comme atlante pour un quart-de-chapiteau, etc. L'arcade vers la base du clocher remonte sans doute à la seconde moitié du XIIe siècle, et non à la période romane, car elle est en tiers-point et relativement élevée, quoique nettement plus basse et plus étroite que la nef. Elle n'est pas moulurée, seulement chanfreinée, et présente à sa retombée un lion à sa droite, et une oie ou un cygne aux ailes déployées, portant dans son bec un phylactère où l'on lit la date de 1312, mais les deux derniers chiffres sont mal lisibles,.

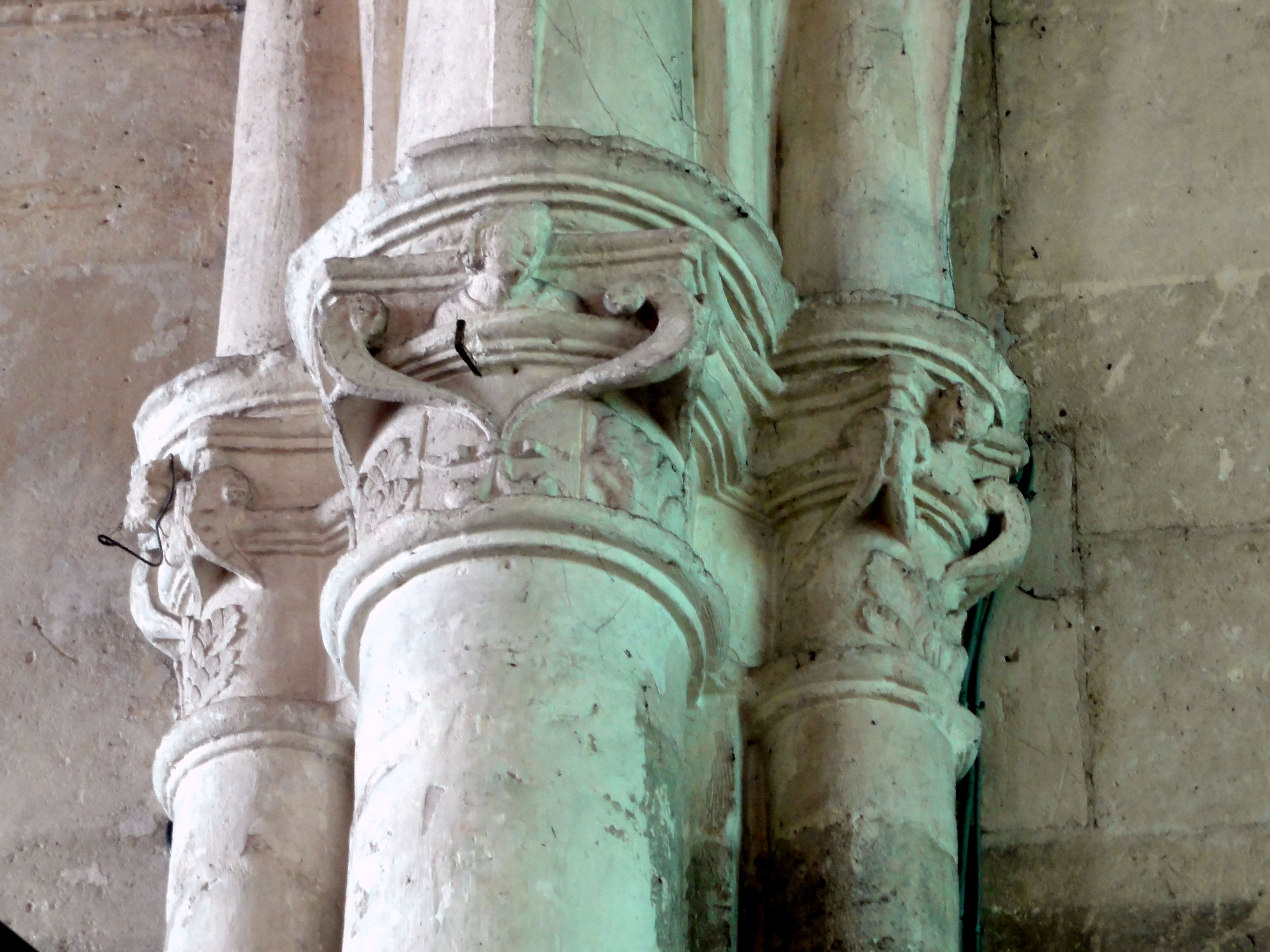
Chapiteaux au début des grandes arcades du nord.
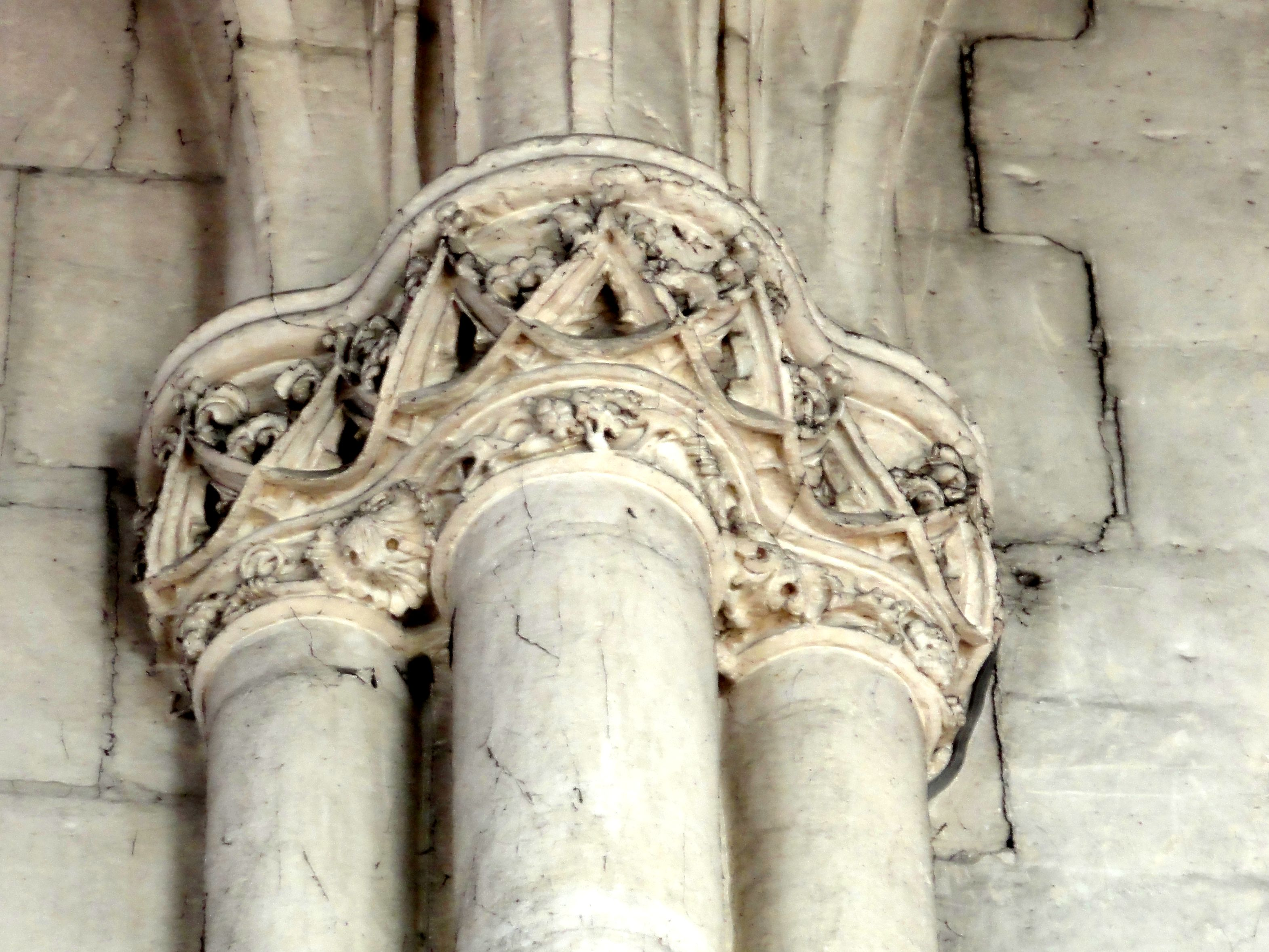
Chapiteaux des hautes-voûtes côté nord.
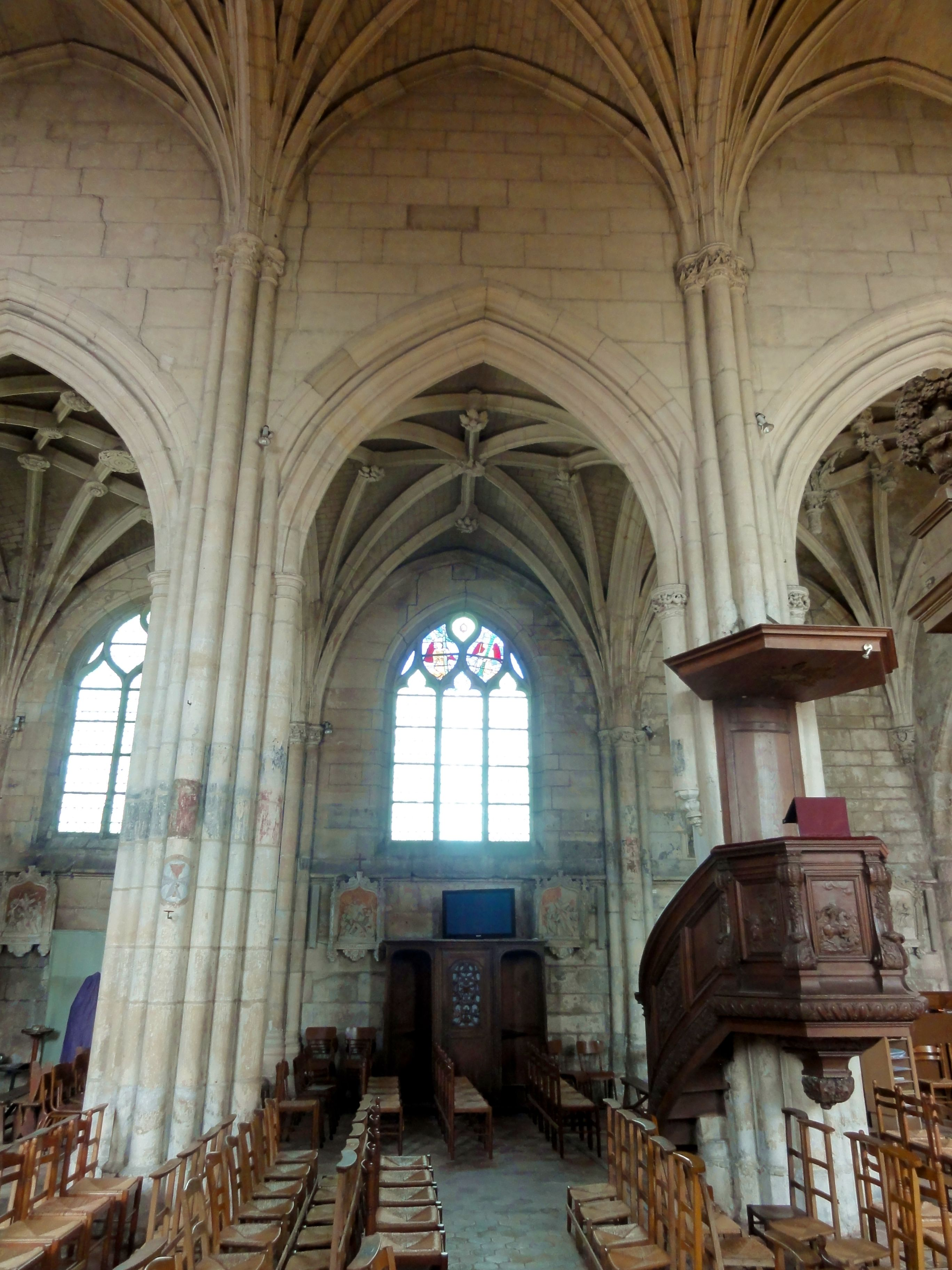
2e travée, élévation nord.
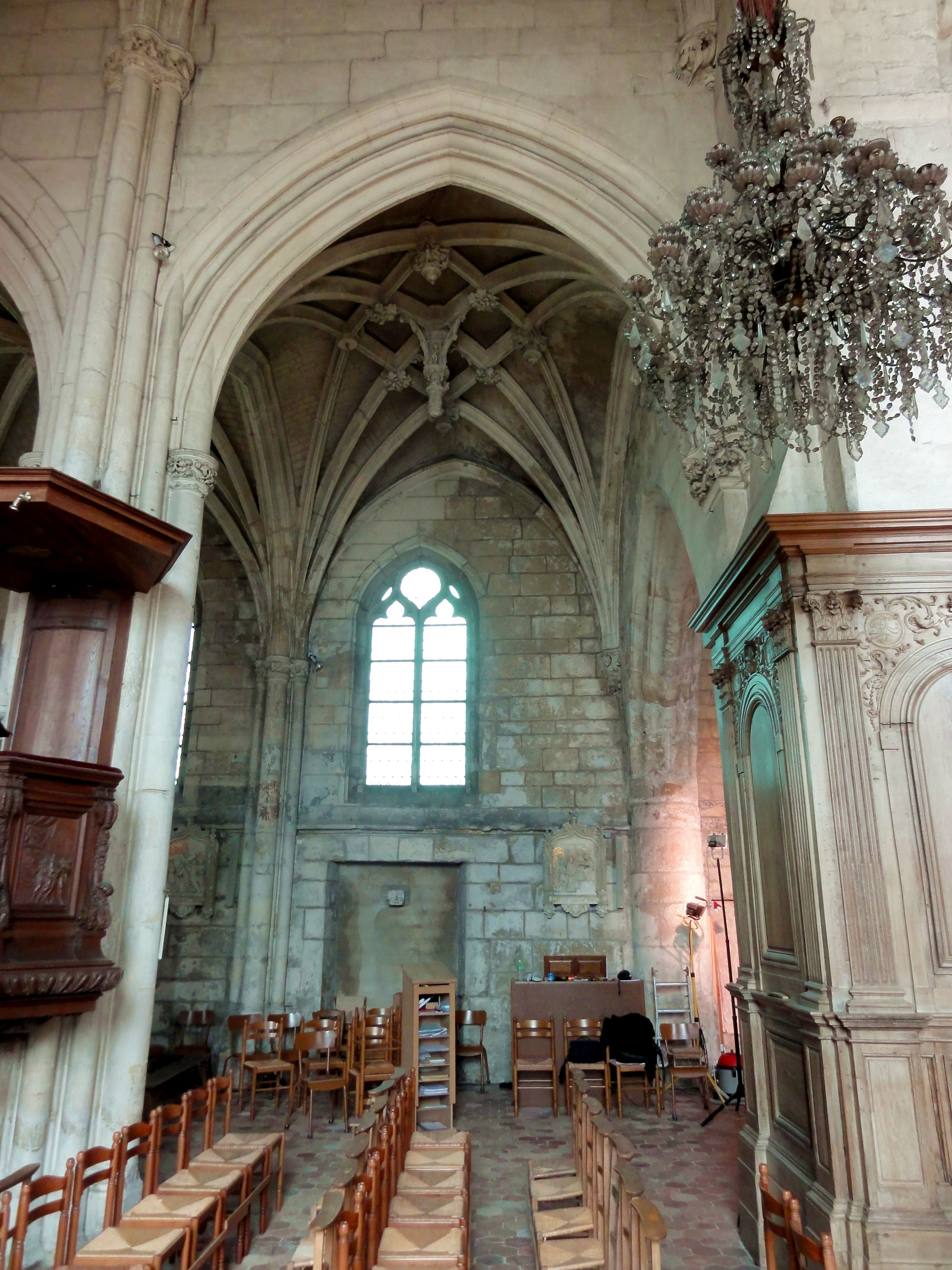
3e grande arcade du nord.
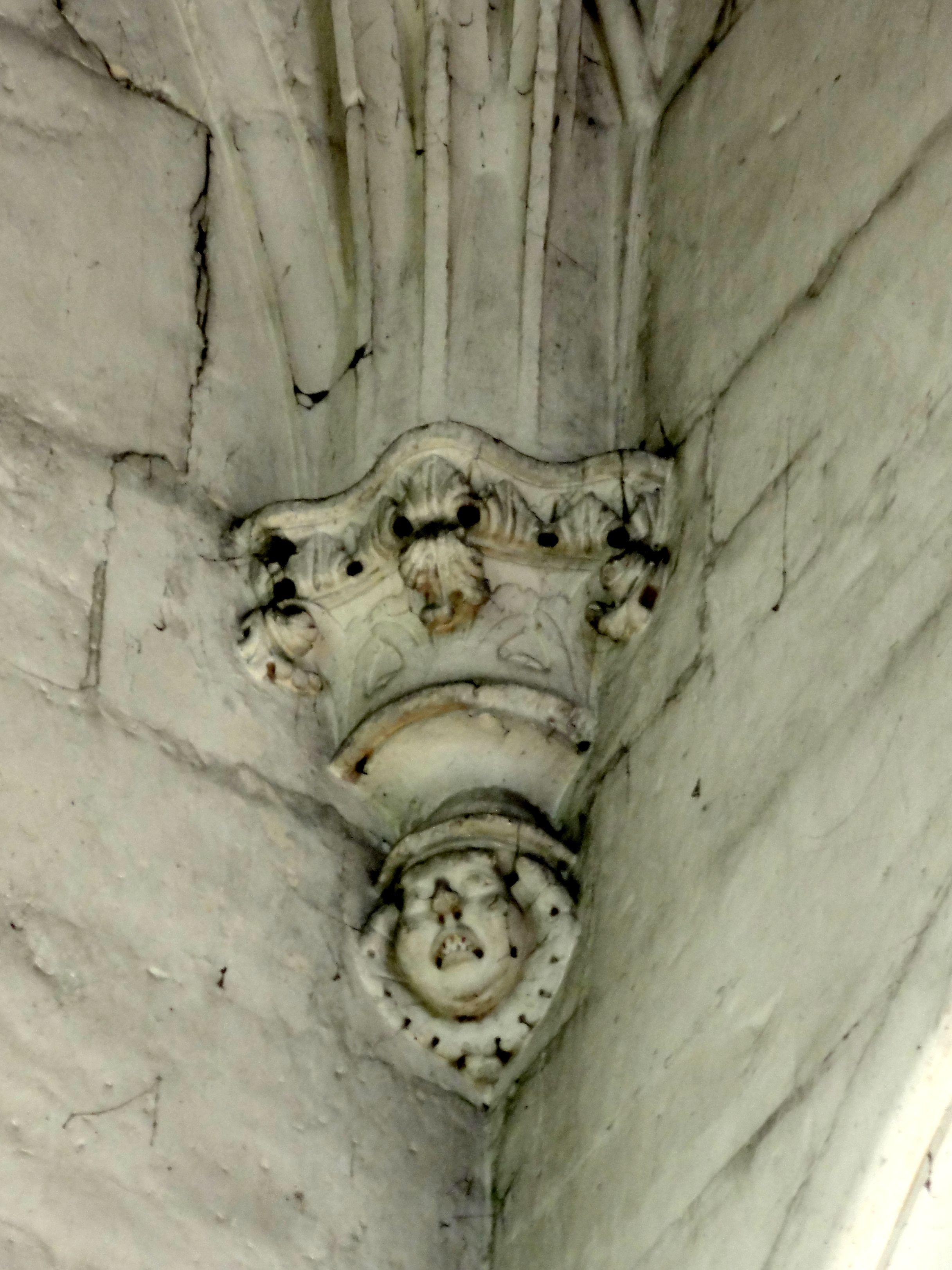
Cul-de-lampe dans l'angle sud-est de la 3e travée.
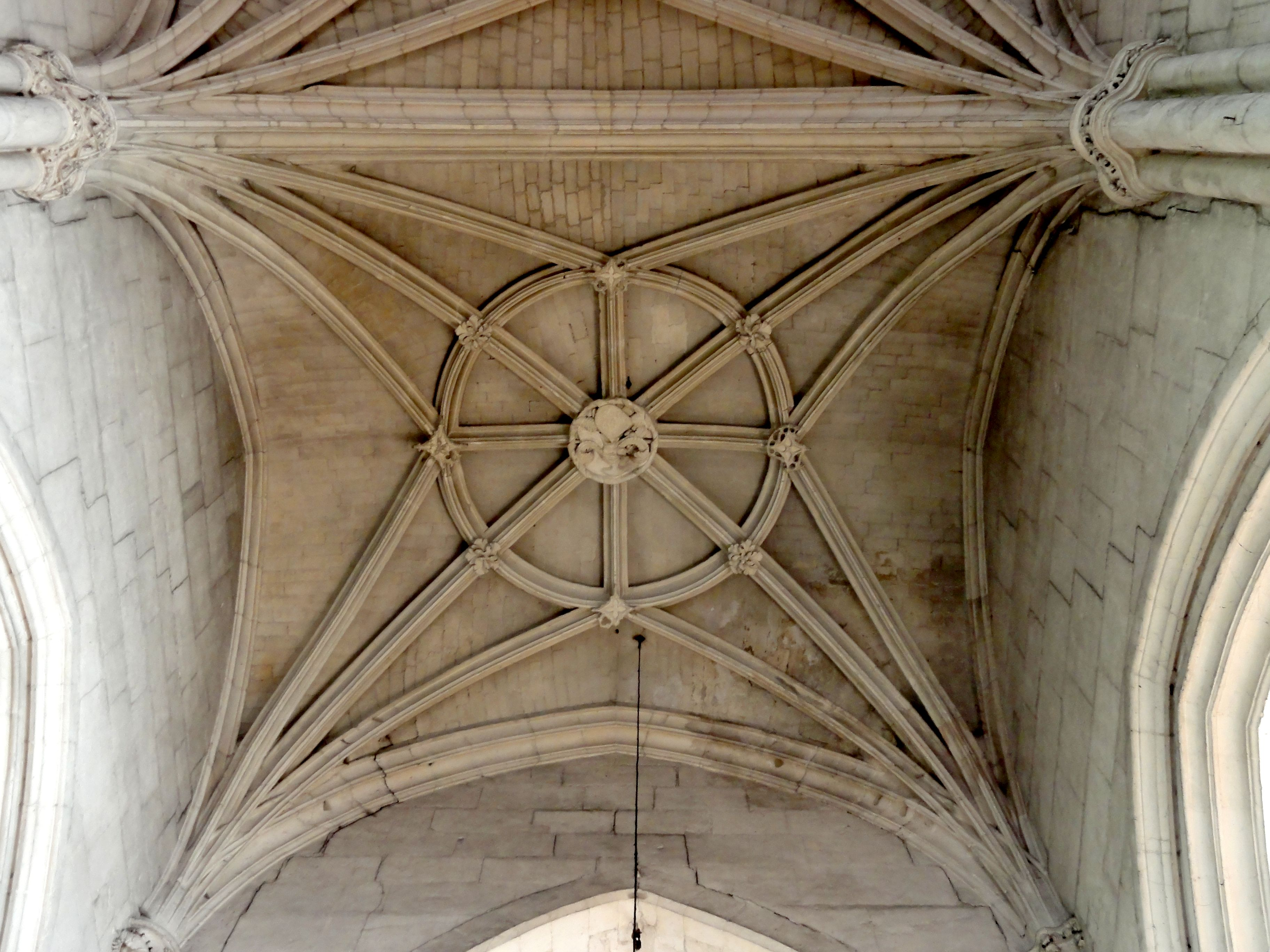
Voûte à liernes, tiercerons et cercle de la 3e travée.

#### Collatéraux

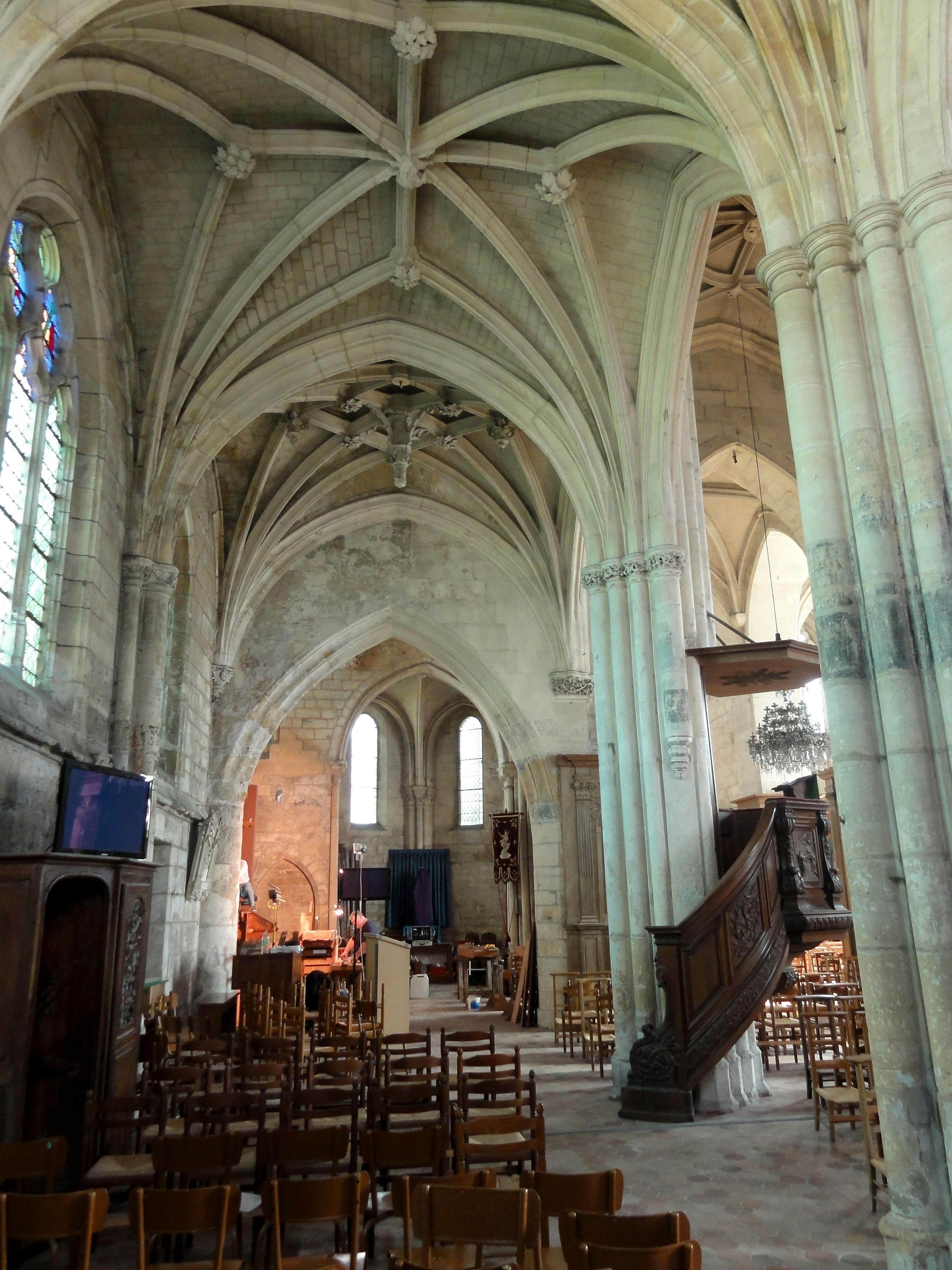
Collatéral nord, vue vers l'est.

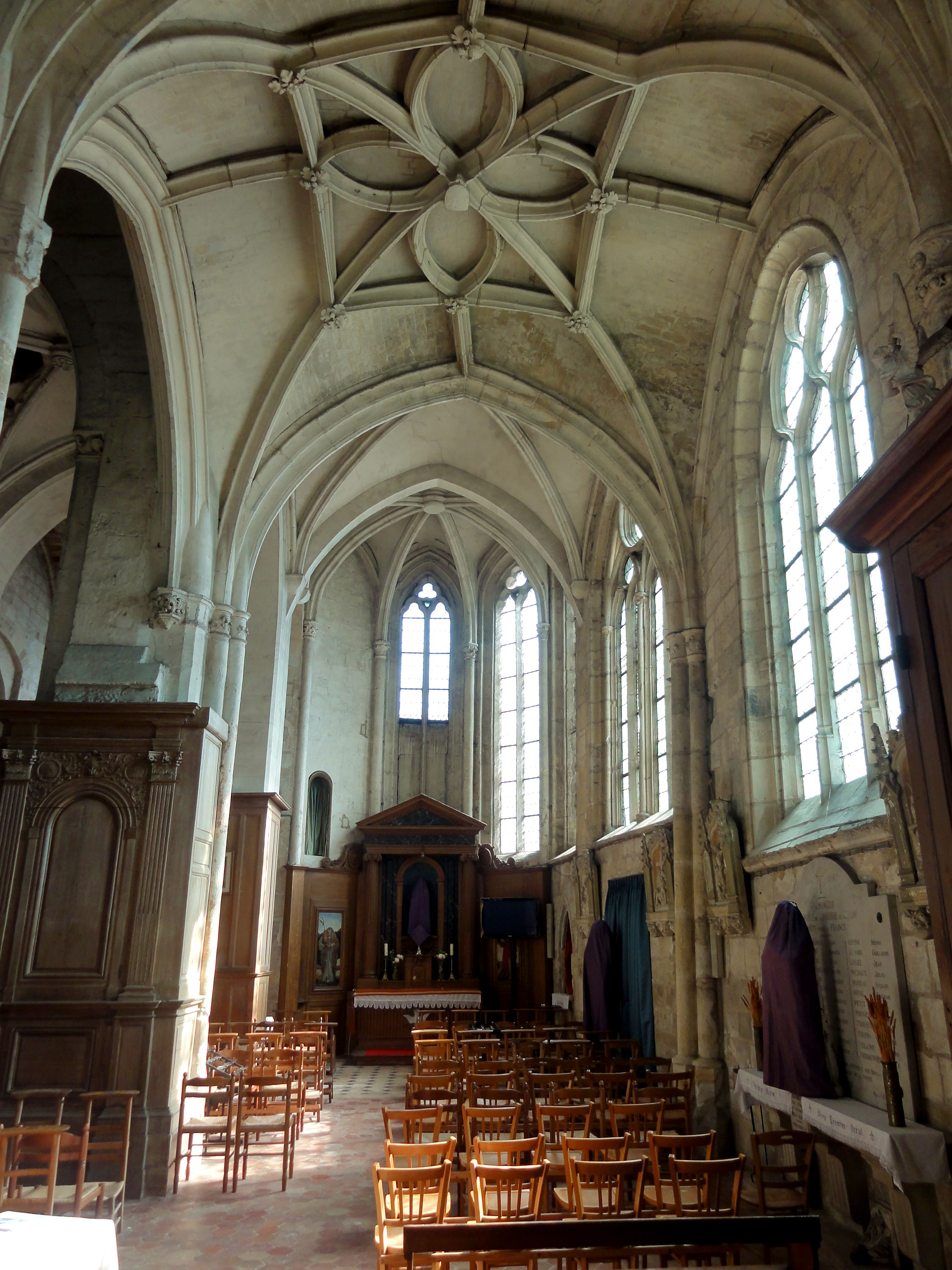
Collatéral sud, vue vers l'est.

Le collatéral nord est celui qui a été reconstruit en premier lieu, apparemment d'est en ouest, car la fenêtre de la première travée voit les formes de son réseau simplifiées, et la fenêtre occidentale présente même un remplage Renaissance, mais elle a peut-être été refait un peu plus tard, en même temps que la façade de la nef. L'homogénéité du collatéral nord est grande, et si l'on ne considère pas les parallèles avec la nef sur le plan des supports, on pourrait le prendre pour entièrement flamboyant : en effet, ce style succède directement au style rayonnant tardif du XIVe siècle, et les pampres et feuilles frisées de la période flamboyante font déjà de temps à autre leur apparition au XIVe siècle. — Au nord et à l'ouest, le collatéral possède de hauts murs-bahuts, qui servent d'appui aux fenêtres. La baie occidentale est en plein cintre et comporte deux arcatures en plein cintre, surmontées d'un petit soufflet. La première au nord est à trois formes. Les meneaux se transforment en accolades qui forment deux grandes mouchettes dissymétriques, surmontées d'un petit soufflet. C'est un réseau flamboyant tardif. La seconde fenêtre au nord est également à trois formes. Ce sont des lancettes trilobées, surmontées de deux grandes mouchettes dissymétriques, puis d'un petit soufflet, comme sur la baie précédente. Dans le tympan, on y voit les fragments des derniers vitraux Renaissance que l'église possède encore. La troisième et dernière fenêtre est excentrée, et à deux formes trilobées, surmontées d'un soufflet et de deux mouchettes.
Les travées sont séparées par des faisceaux d'une colonne et de deux colonnettes engagés dans les murs, à l'instar des supports que l'on voit au début des grandes arcades. L'angle nord-ouest accueille une colonnette isolée, alors que l'angle nord-est abrite un cul-de-lampe avec une tête hurlante entourée de feuillages, évoquant le motif de l'homme vert répandu pour les clés de voûte. Les chapiteaux du premier pilier engagé ont les tailloirs octogonaux et représentent des triangles superposées excavés, garnis de bourgeons. Les chapiteaux du second pilier engagé sont sculptés de pampres un peu maigrichons. Quant aux grandes arcades, leurs supports se présentent sous un autre jour que dans la nef, car l'on ne voit que des chapiteaux alignés sur un même niveau. Ceux du premier pilier sont frustes, et sur le second pilier, l'on voit des feuilles frisées très fouillées, d'une grande qualité. Par ailleurs, la colonne de la seconde arcade y a été coupée jusqu'à mi-hauteur, et se termine désormais sur un cul-de-lampe. La troisième grande arcade retombe à l'est sur un cul-de-lampe flamboyant, qui est stylistiquement très proche. Pour venir aux voûtes, elles présentent le dessin à losange central dans la première et la troisième travée, et le dessin à liernes et tiercerons de base dans la seconde travée. Dans la troisième travée, les clés de voûte sont pendantes.
Le collatéral sud diffère notamment par l'absence de mur-bahut, sauf à l'ouest, et par les fenêtres. Grâce à son exposition plein sud, il est inondé de lumière. La baie occidentale est identique à son homologue du collatéral nord. Les fenêtres méridionales de la première et de la troisième travée sont pourvues du même réseau flamboyant tardif que la première fenêtre septentrionale. Les supports sont organisés de la même façon que dans le collatéral nord, sauf qu'il n'y a pas de culs-de-lampe. Le doubleau ouvrant dans la chapelle Sainte-Geneviève est analogue aux autres, mais du côté de la base du clocher, il est reçu par un faisceau d'une colonne et de deux colonnettes, et non par un pilier composé. Sur le chapiteau dans l'angle sud-ouest, un ange se dessine. Sur le premier pilier engagé du sud, les tailloirs sont octogonaux (comme par ailleurs sur le premier pilier engagé du nord). L'on voit au centre le motif dérivé du corinthien dont existe une variante dans la nef, une tête de chérubin à gauche, et un angelot à droite, les deux accompagnés de feuillage. Sur le second pilier engagé, chaque chapiteau présente une tête de chérubin joufflue entre deux ailes, ainsi qu'un rang d'oves en bas de la corbeille. Sur le troisième pilier engagé, les chapiteaux ne sont garnis que de quelques feuilles appliquées éparses. Le même genre de motif règne en face, sur les chapiteaux au droit de la pile sud-ouest du clocher. C'est sur le second pilier isolé des grandes arcades que l'on rencontre les chapiteaux les plus aboutis. Ils sont octogonaux, tout comme leurs tailloirs, et présentent à chaque angle une feuille frisée appliquée, dont l'extrémité supérieure se recourbe en crochet. La partie inférieure de la corbeille présente un rang d'oves ou un rang de bourgeons, qui est différent sur chaque chapiteau. Les dessins des voûtes sont particulièrement élaborés dans la première et dans la troisième travée : dans la seconde, c'est une fois de plus le dessin classique. Sous la première voûte, les liernes sont remplacés par deux lignes courbes, évoquant le pétale d'une fleur. Sous la troisième voûte, cette fleur s'inscrit dans un carré. En plus de ses voûtes, le charme du collatéral sud vient de sa perspective sur la chapelle Sainte-Geneviève, et contrairement à la perspective entre nef et chœur, il n'y a pas les piles du clocher qui réduisent la visibilité. Les dimensions généreuses du collatéral et son abside aussi grande que le chœur permettent de qualifier l'église Saint-Georges d'église à double nef.

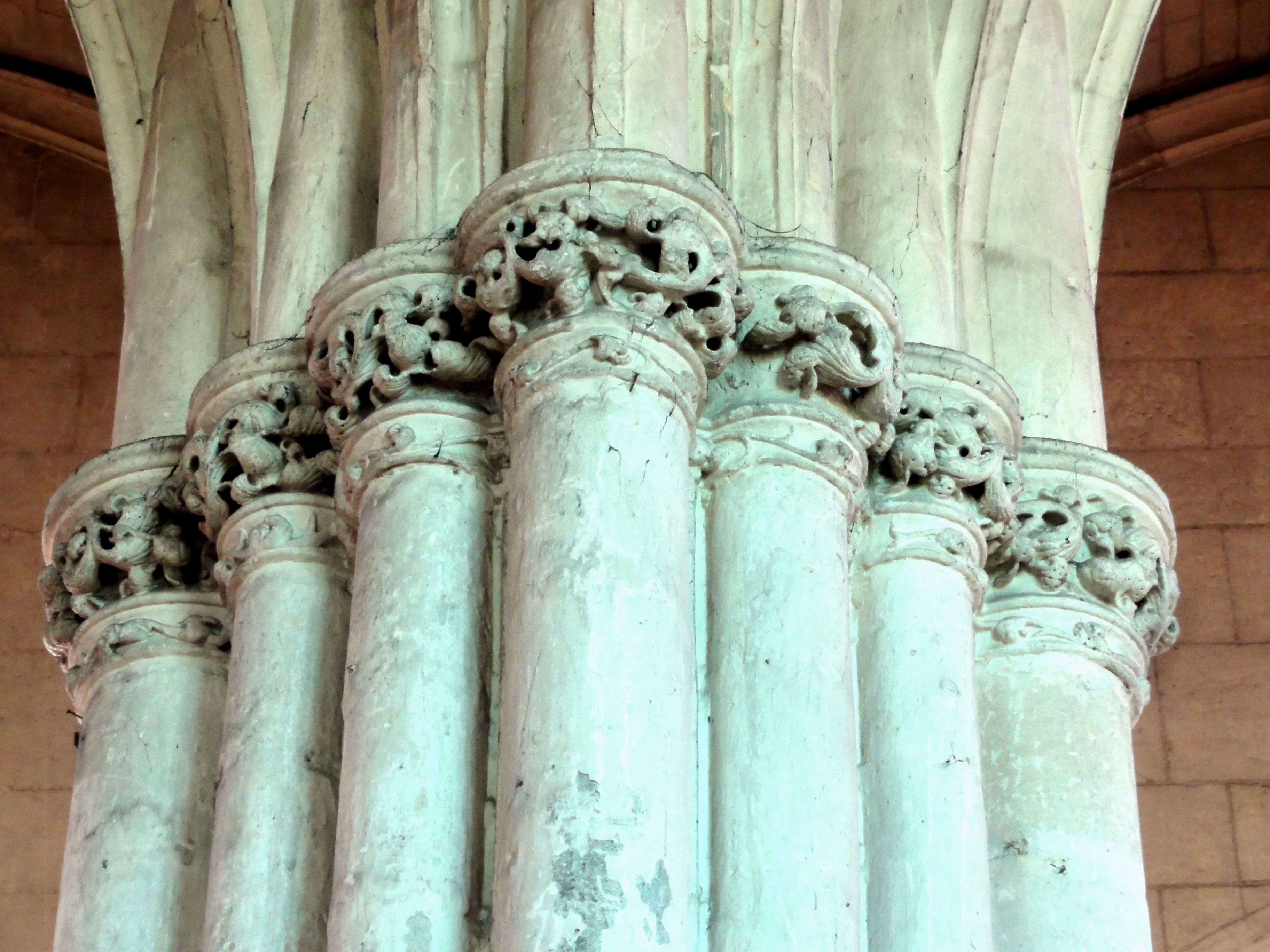
Chapiteaux du 2e pilier isolé du sud.
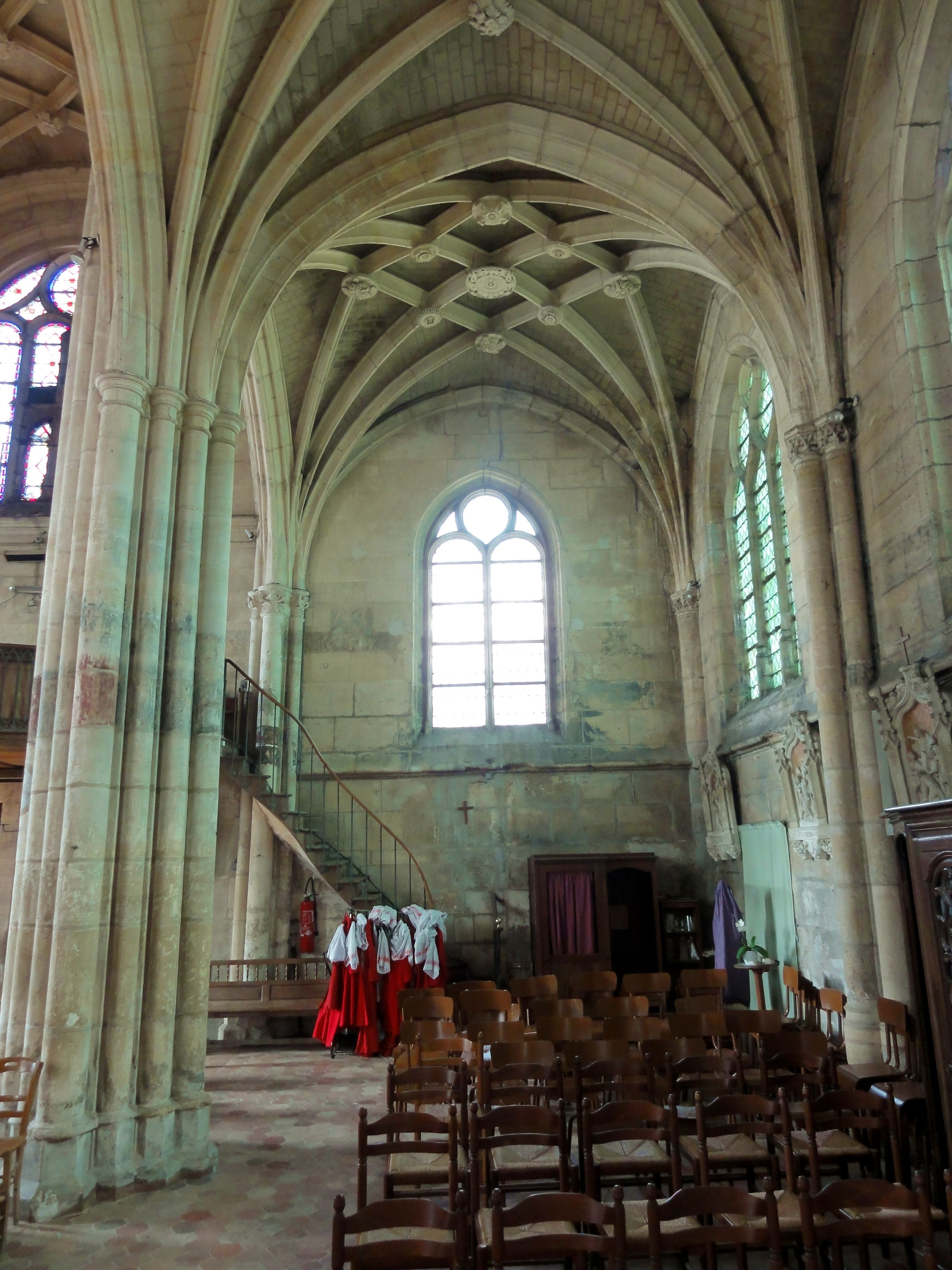
Collatéral nord, vue vers l'ouest.
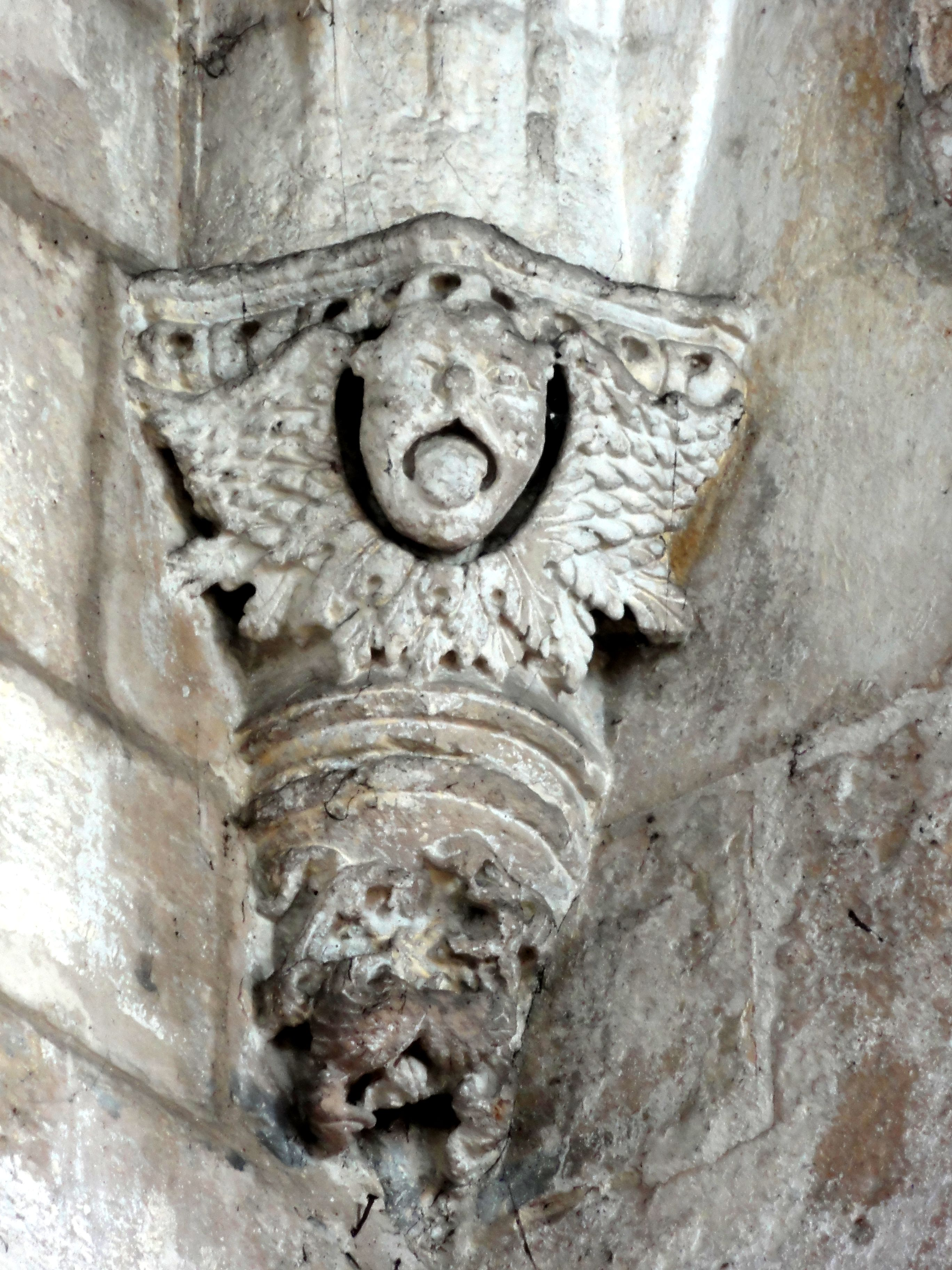
Tête hurlante au collatéral nord (angle nord-est).
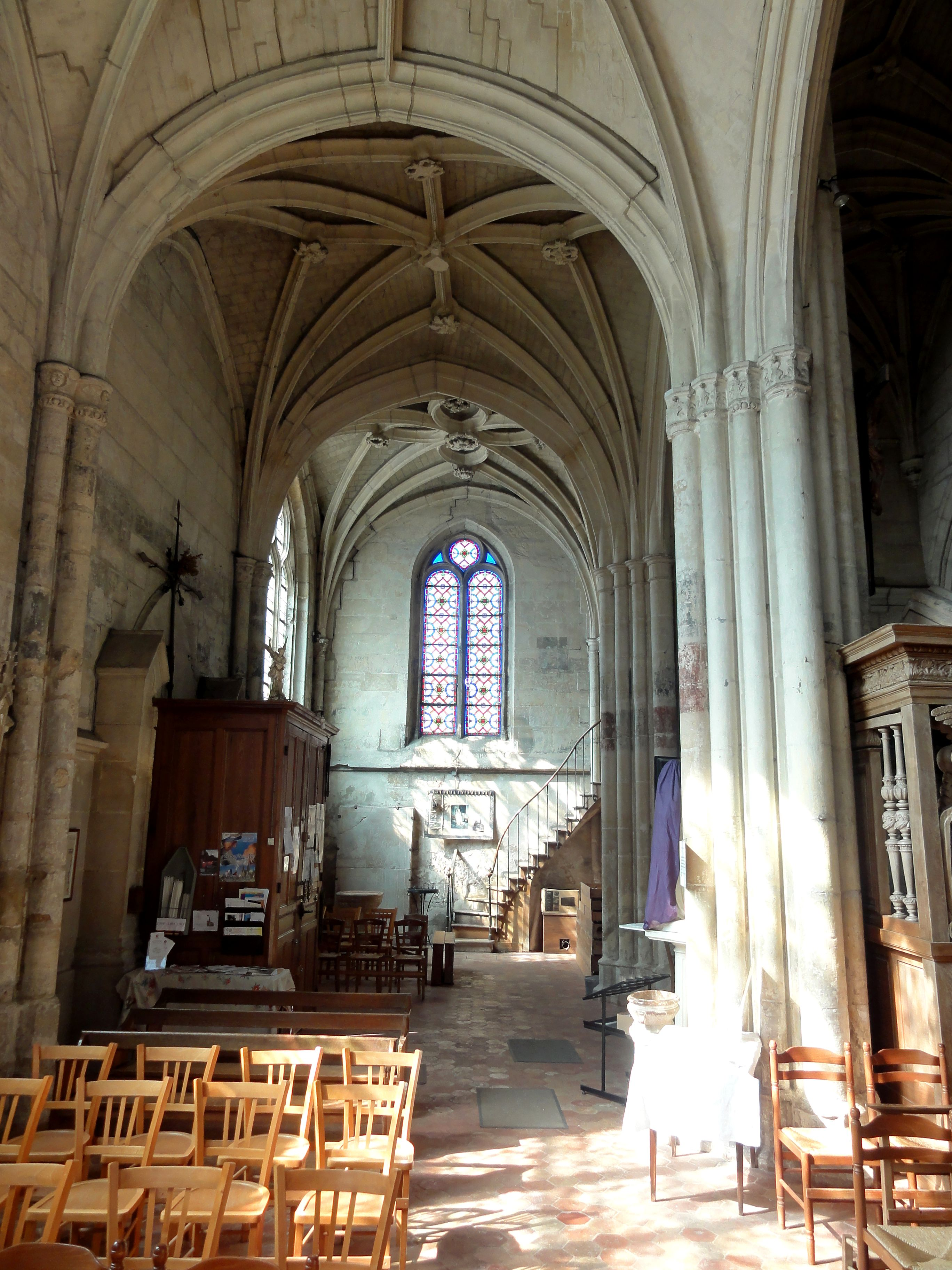
Collatéral sud, vue vers l'ouest.
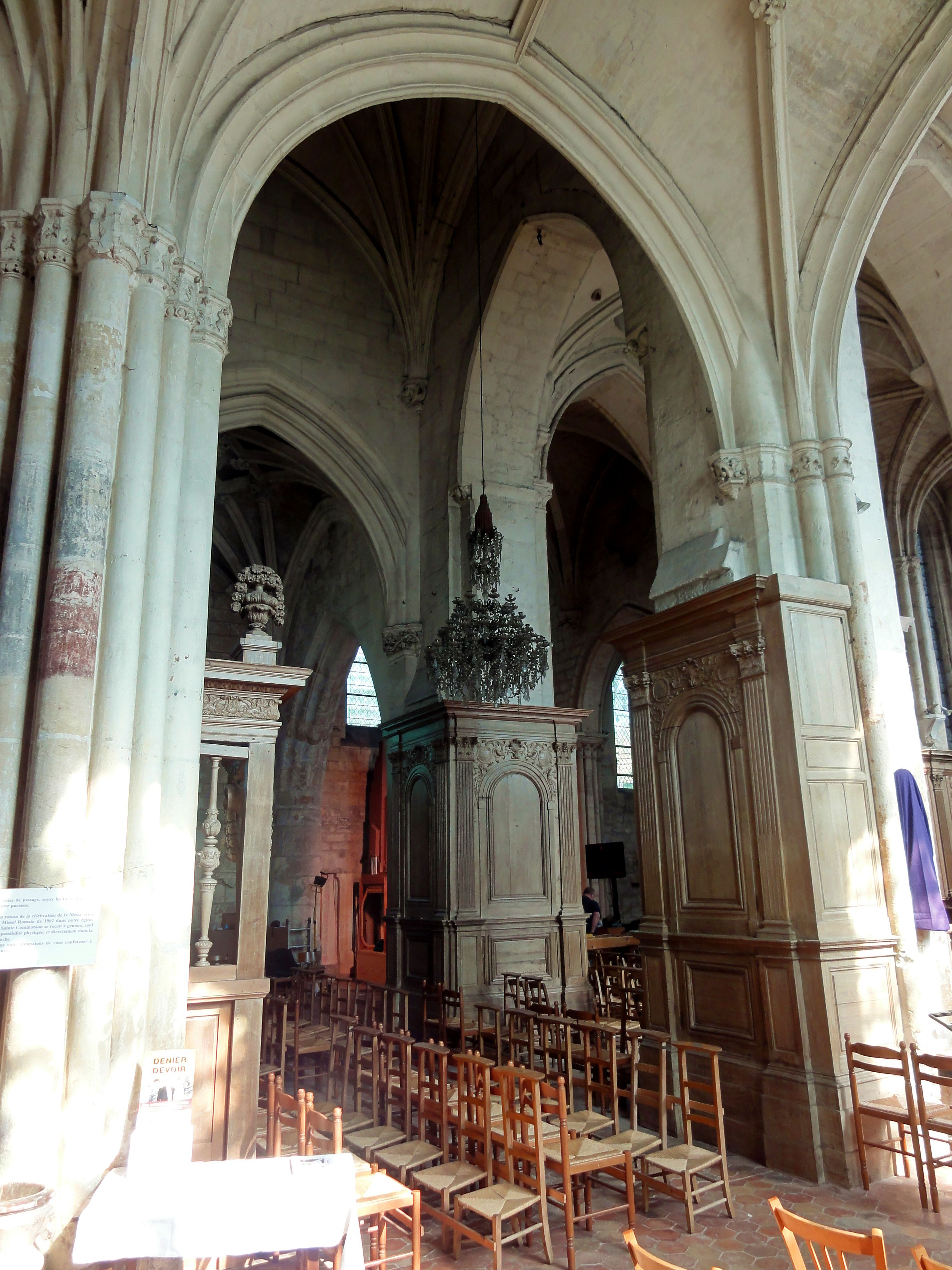
Collatéral sud, vue par la 3e grande arcade.
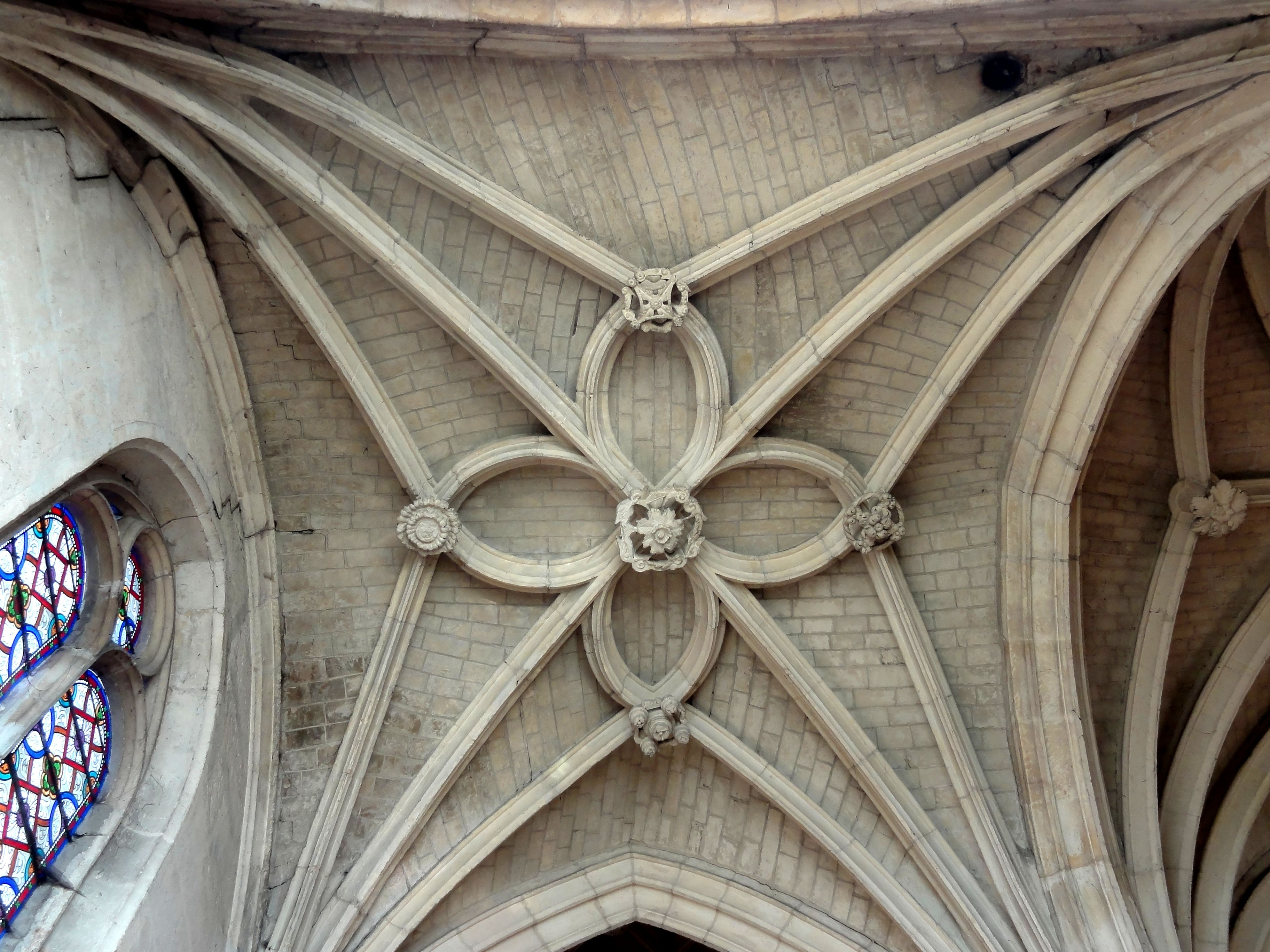
Collatéral sud, voûte de la 1re travée.

#### Base du clocher et chœur

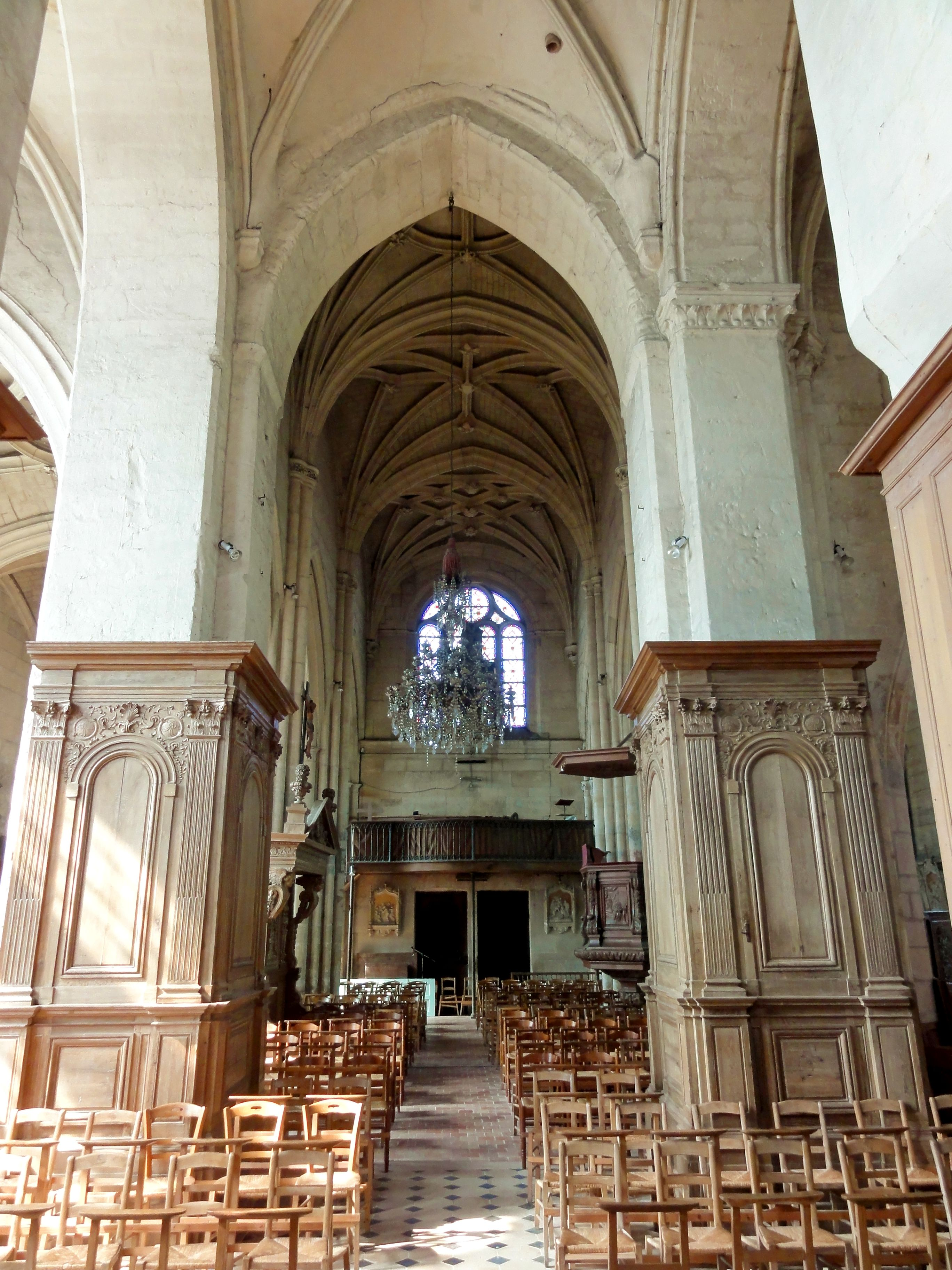
Croisée, vue vers l'ouest.

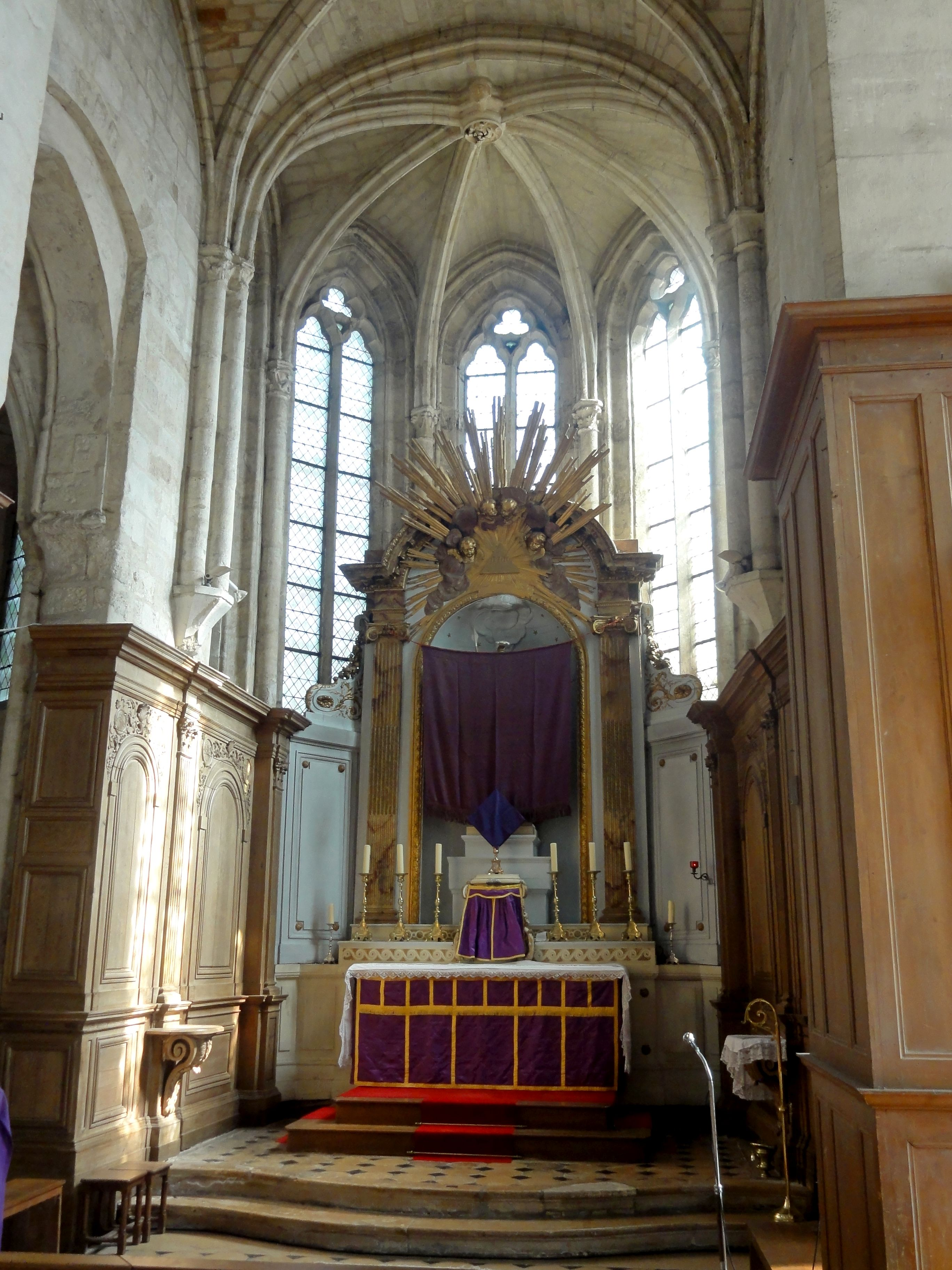
Chœur, vue vers l'est.

La base du clocher ou croisée du transept n'est architecturalement pas à la hauteur du reste de l'église, car elle offre quatre piles pratiquement nues, hormis les supports des voûtes des travées attenantes qui y ont été engagées. L'on n'a donc pas essayé de racheter l'ampleur des piles en les cantonnant de multiples colonnettes, comme on le faisait déjà vers 1145 dans le massif occidental de la basilique Saint-Denis. En revanche, des boiseries d'une qualité exceptionnelle ont été posées en 1717, en même temps que le chœur en fut équipé. Comme déjà évoqué, les arcades ne sont pas moulurées, sauf l'arcade septentrionale, dont les arêtes sont bordées de tores. Mais l'aspect initial de la base du clocher était sans doute moins sobre, comme le permet de le déduire l'arcade septentrionale ouvrant sur le croisillon nord. Alors que l'arcade orientale vers le sanctuaire et l'arcade méridionale vers la chapelle Sainte-Geneviève n'ont même pas d'impostes, et l'arcade occidentale vers la nef seulement des impostes chanfreinées, l'on y voit des tablettes moulurées rappelant des tailloirs, et des frises de feuillages comme sur des chapiteaux. Ces noyaux de piliers traités à la façon de chapiteaux existent déjà pendant la seconde moitié du XIIe siècle, comme l'indique la cathédrale Notre-Dame de Paris, et dans le département, la base du clocher de Saint-Clair-sur-Epte et le chœur de Louvres. Les tailloirs ne sont pas au même profil que dans le croisillon nord, et ce décor sculpté n'est donc pas à rattacher à la campagne de construction du croisillon nord et de l'absidiole. Il est donc possible qu'il a existé sur les autres piles. En ce qui concerne la voûte, du XIVe siècle, elle présente des ogives au profil d'un tore aminci en forme d'amande, entre deux gorges et deux autres tores. La clé est « tournante » et montre dix feuilles gravitant autour du centre. Il existe des formerets, qui, avec les ogives, retombent sur des culots frustes dans les angles. Ils paraissent avoir été bûchés. Le voûtain septentrional a été percé d'un grand clou de cloches postérieurement à la construction. Sur les quatre cloches prévues dans le clocher, seulement deux ont été remplacées à la suite de leur destruction pendant la Révolution.
La première travée droite du chœur est peu profonde, et forme une entité indissociable avec l'abside, où se situent les fenêtres. Les deux arcades latérales, l'une vers la chapelle de la Vierge, au nord, et l'autre vers la chapelle Sainte-Geneviève, au sud, sont hautes et étroites. Non moulurées, elles n'étaient vraisemblablement pas prévues au départ. L'arcade du nord s'ouvre curieusement sous un arc de décharge en anse de panier. Le chœur est moins élevé que la nef, et voûté à la même hauteur que la base du clocher, qui tient lieu d'avant-chœur. Il n'y a qu'un unique niveau d'élévation. Deux marches en pierre montent vers le maître-autel. Les ogives sont au même profil que dans la base du clocher, et il y a aussi des formerets. La clé de voûte de la première travée est un disque nu ; celle de l'abside est ornée de quelques feuilles, et est flanquée d'une petite tête sculptée orientée vers l'ouest. Six branches d'ogives rayonnent autour de la clé. Près des piles du clocher, les ogives et formerets retombent sur des colonnettes uniques logées dans les angles. À l'intersection entre les deux travées, les supports sont analogues aux supports des voûtes de la nef : l'on voit donc des faisceaux d'une colonne et de deux colonnettes. Pour la pose des boiseries, la moitié inférieure des fûts a été supprimée, et remplacée par un cul-de-lampe sommaire. Entre deux fenêtres de l'abside, des colonnettes uniques ont été jugées suffisantes. Ici, on remarque des tailloirs à bec. Les cinq fenêtres, soit une au nord, trois au chevet et une au sud, sont entourées de larges gorges, et l'espace vitré est ainsi réduit au niveau nécessaire. La fenêtre côté nord est une lancette simple sans remplage. Les quatre autres sont un peu plus larges et possèdent deux lancettes aux têtes trilobées non inscrites, surmontées d'un trèfle. Les meneaux sont aigus et coupés en biseau, sans chapiteaux ni bases. L'évolution vers les baies flamboyantes du type que l'on voit dans la première travée du collatéral nord s'annonce déjà.

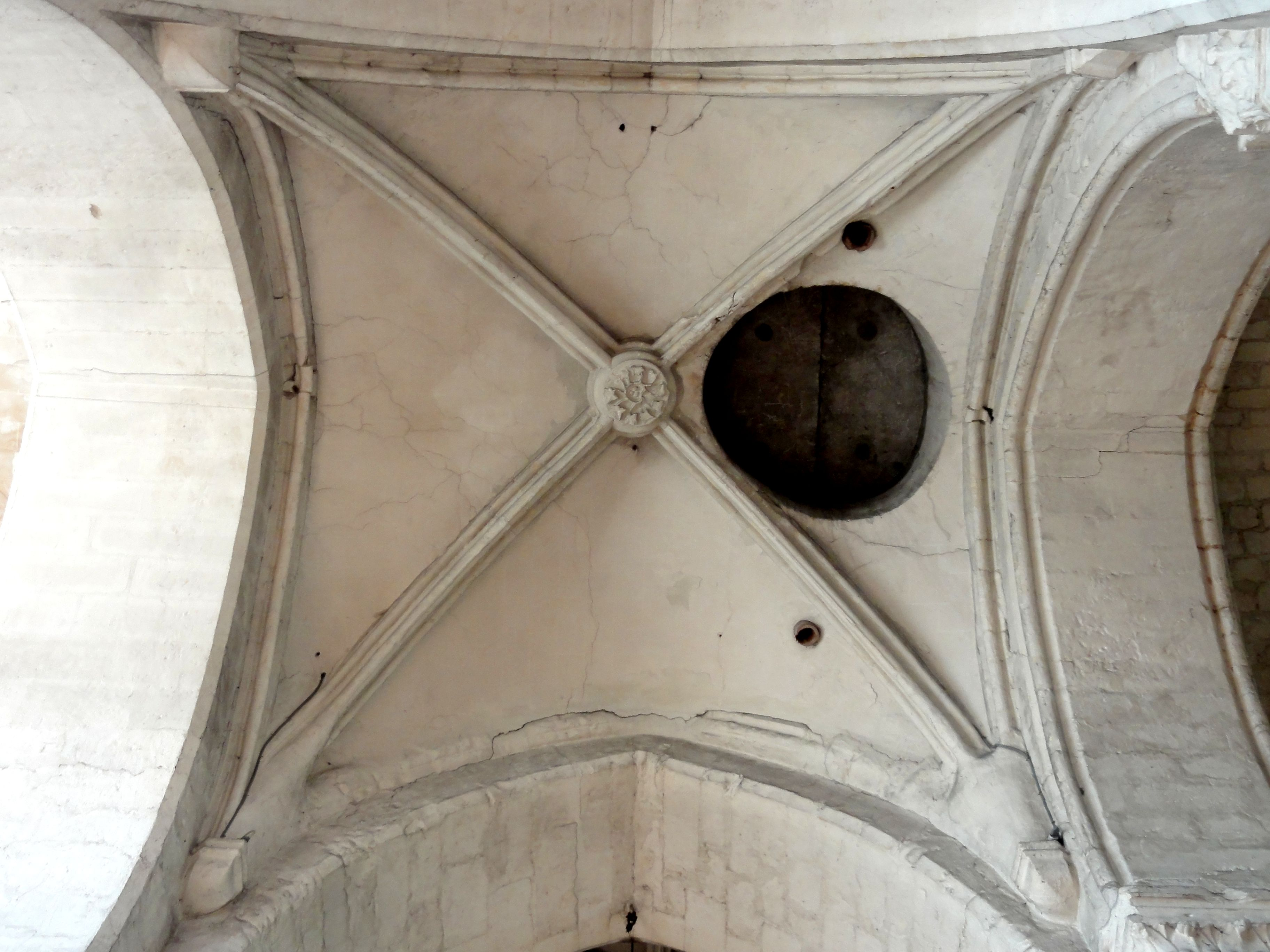
Voûte sous le clocher.
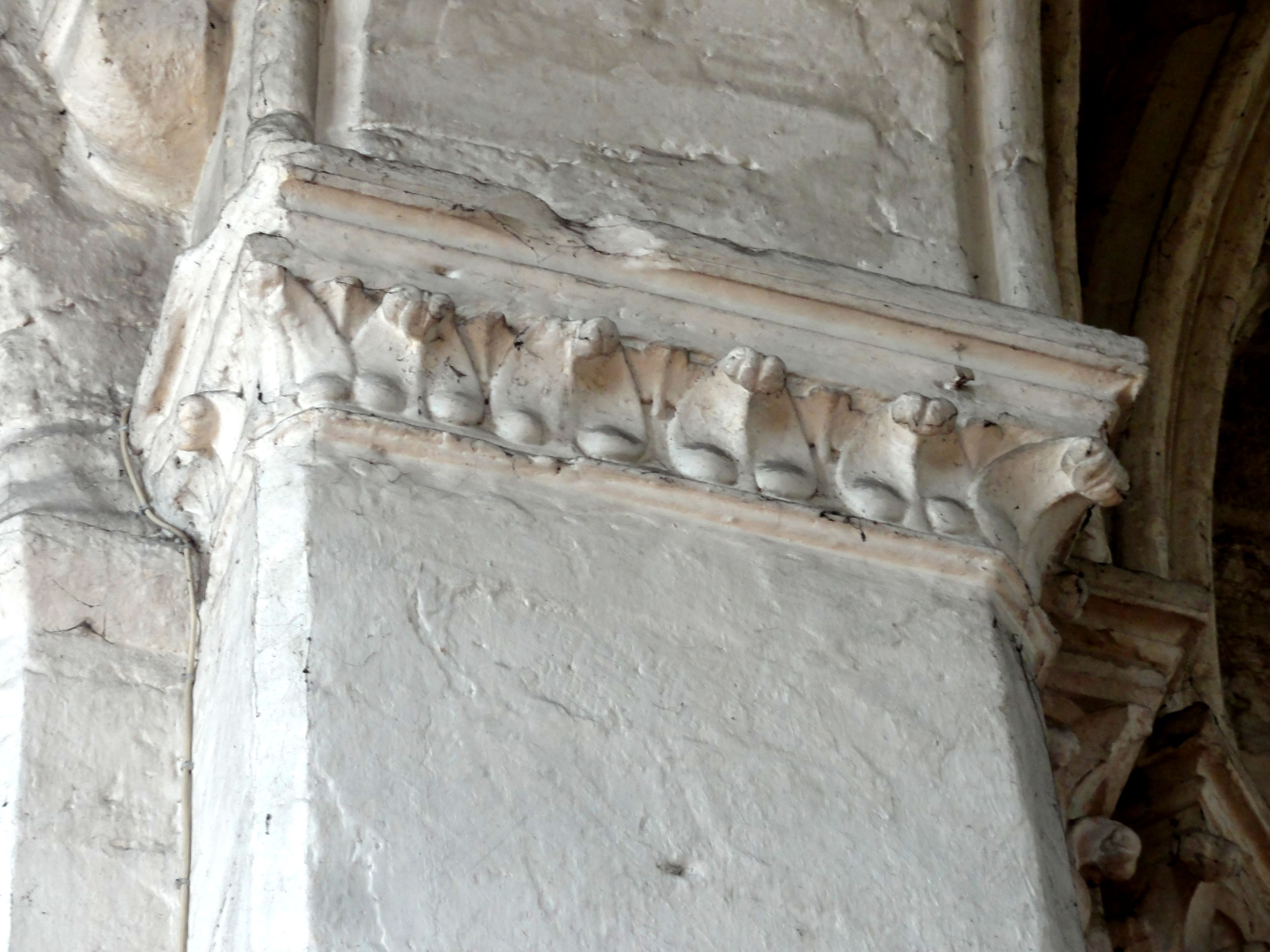
Frise de l'arcade nord.
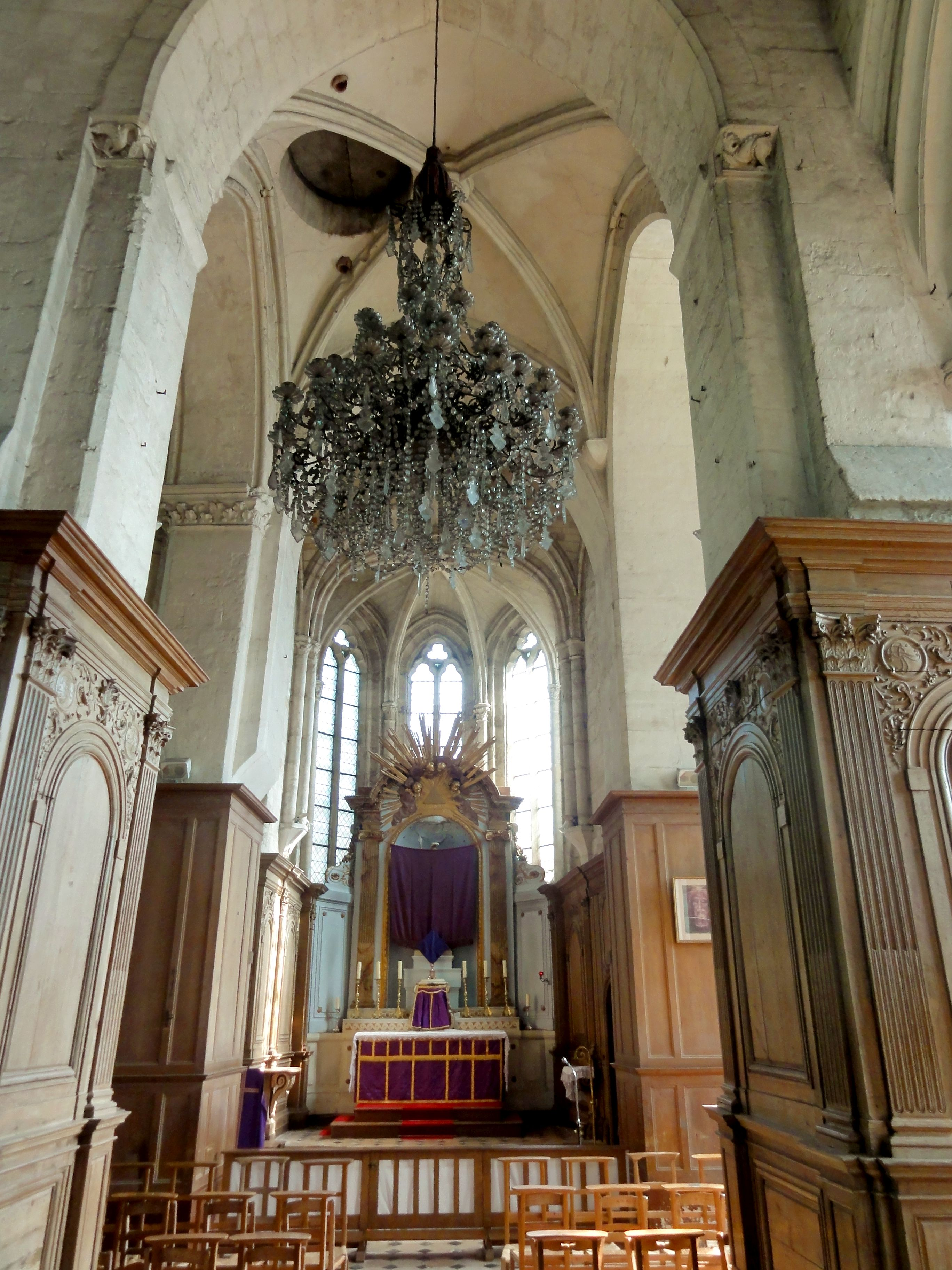
Vue vers le sanctuaire.
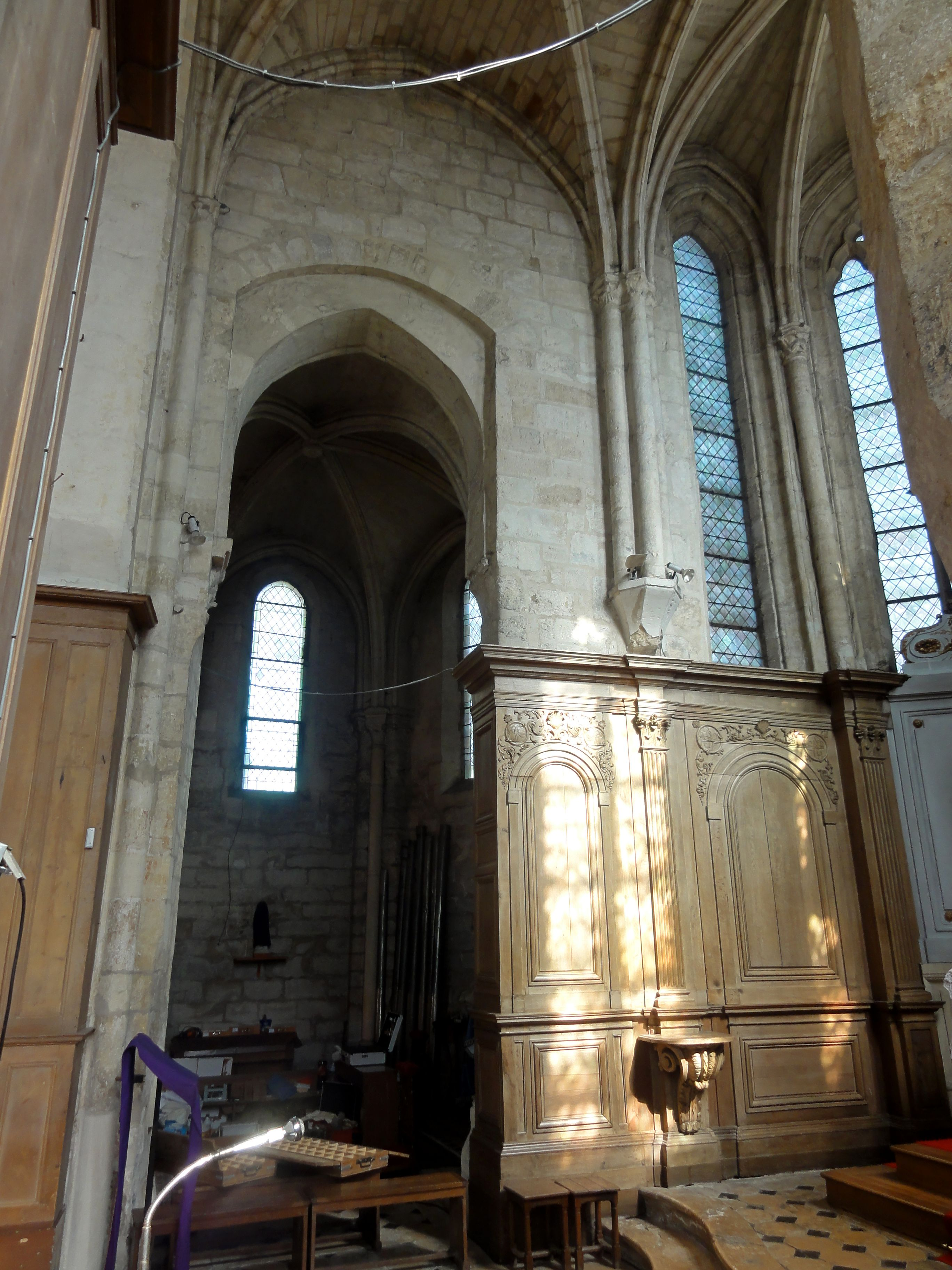
Chœur, côté nord.
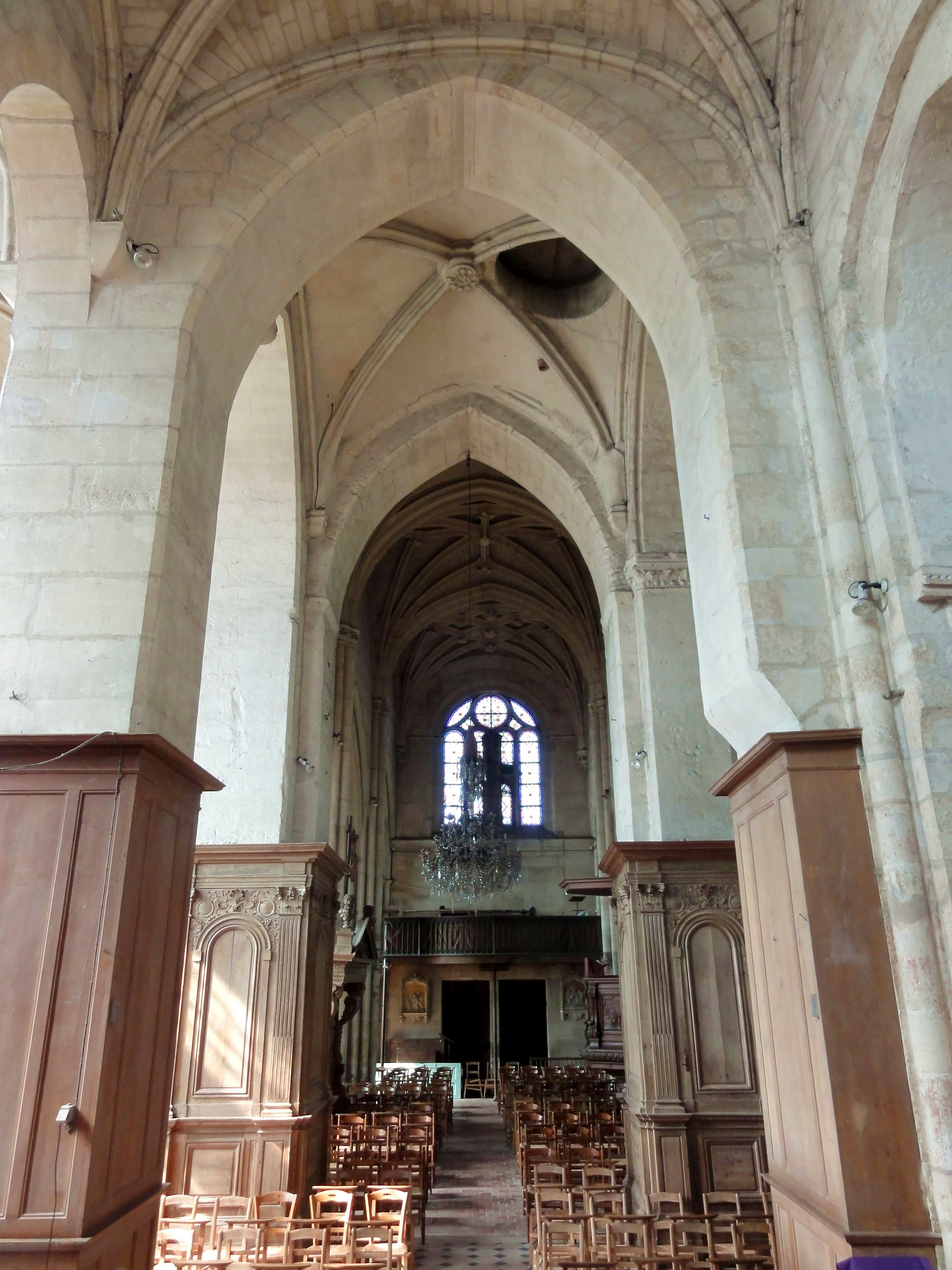
Chœur, vue vers l'ouest.
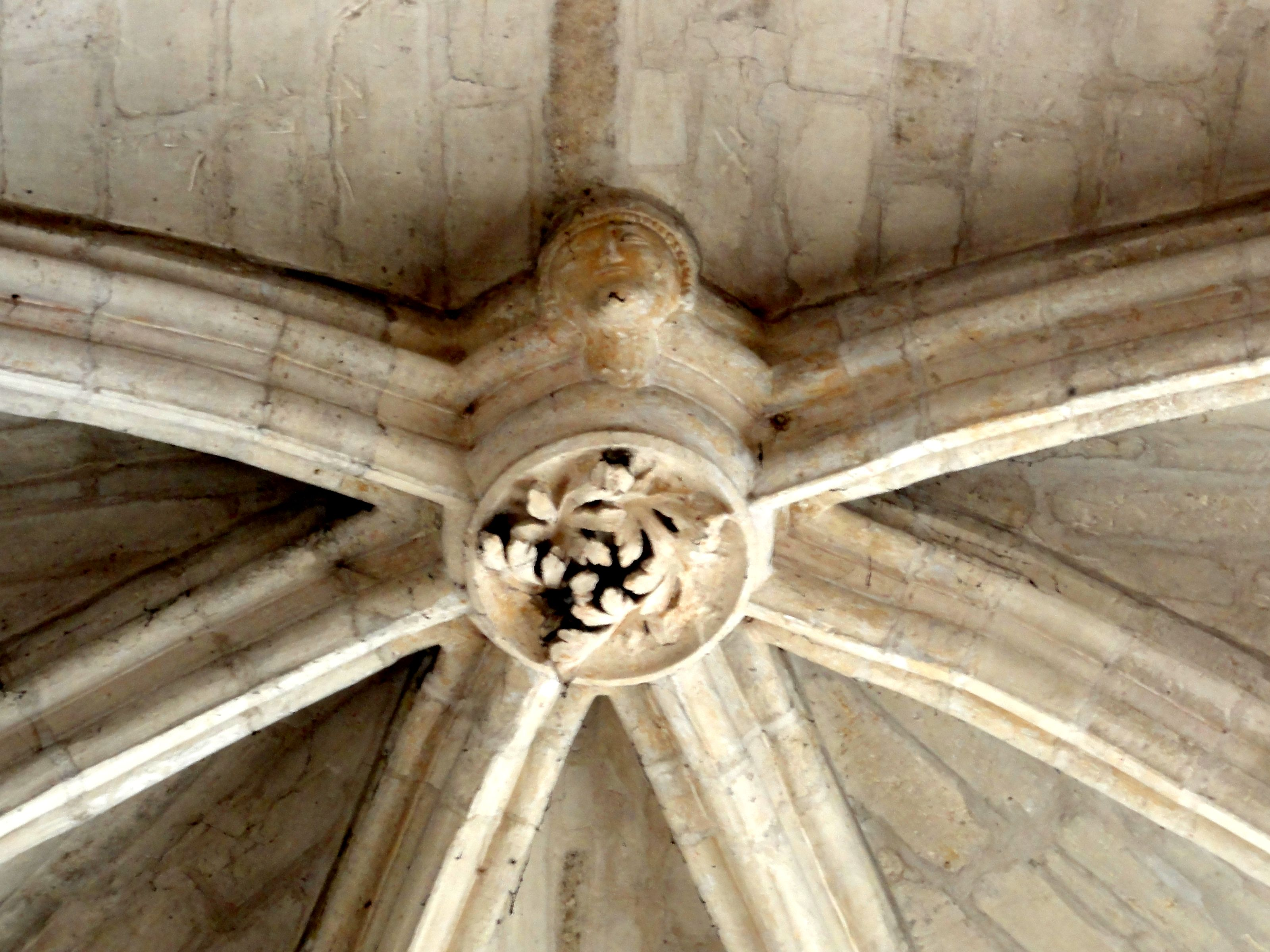
Clé de voûte de l'abside.

#### Croisillon nord et chapelle de la Vierge

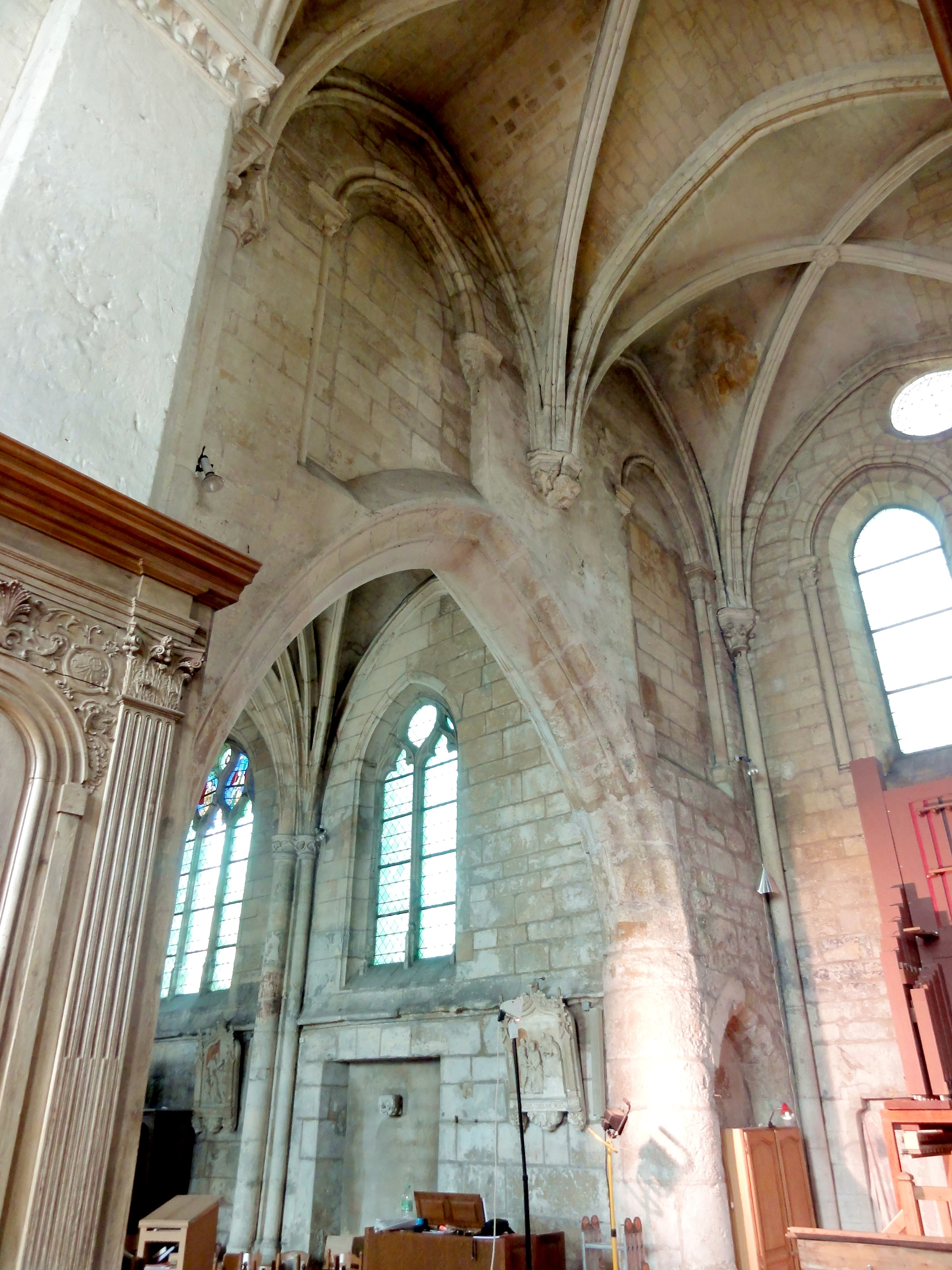
Croisillon, côté ouest.

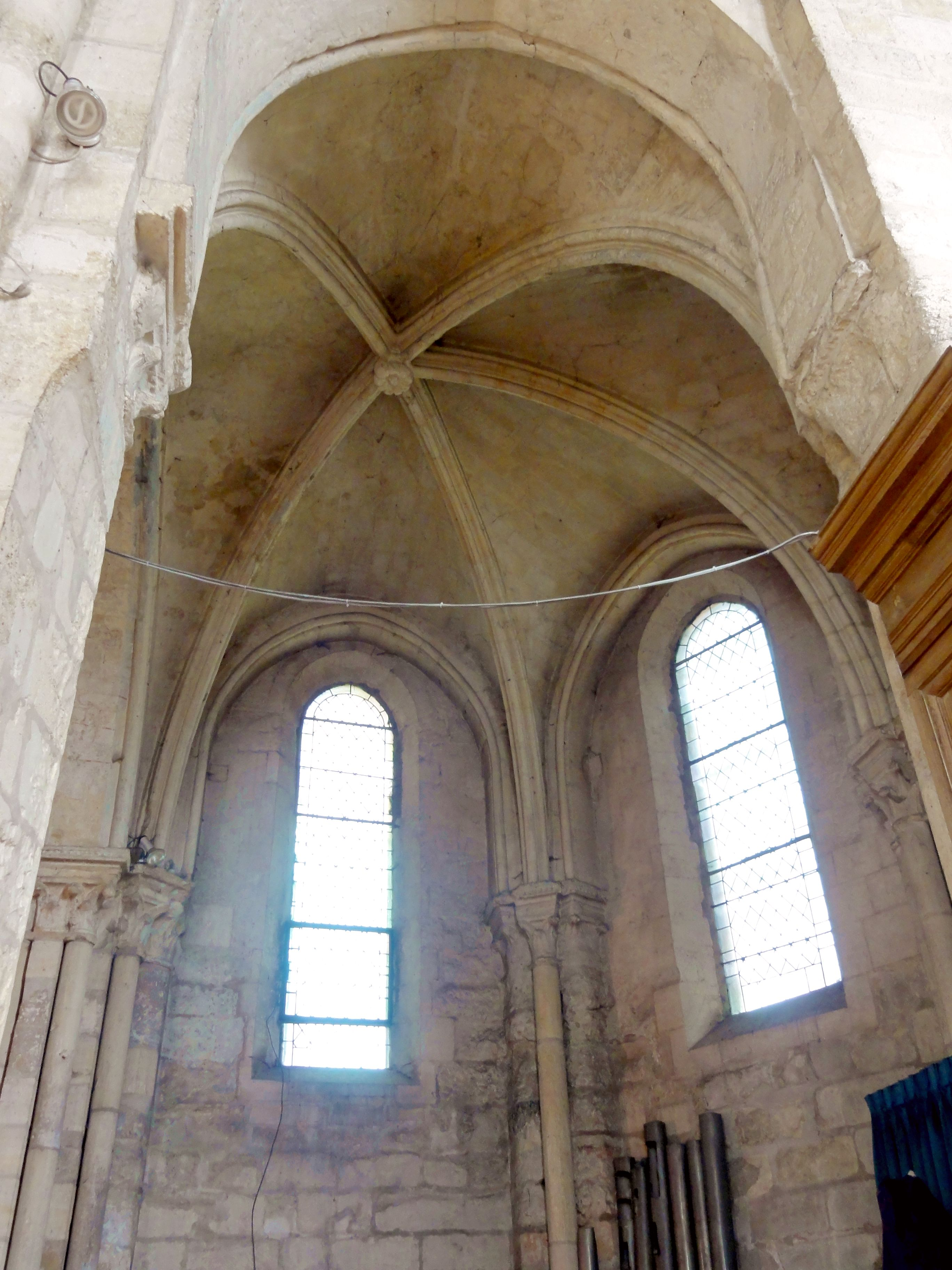
Chapelle de la Vierge.

L'ensemble croisillon nord et chapelle de la Vierge de la fin du XIIe siècle possède un certain intérêt archéologique, car les croisillons à deux voûtes d'ogives successives sont rares, et généralement réservés aux églises plus importantes, comme Notre-Dame de Taverny ou Saint-Étienne de Beauvais. Dans ces cas, le motif évident est la grande superficie à couvrir. À Champagne-sur-Oise vers 1160 / 1170, l'on recouvrit des croisillons profonds comme à Belloy par des voûtes d'ogives uniques. Des exemples pour des chapelles orientées gothiques à la suite des croisillons se trouvent, par exemple, à Champagne-sur-Oise, Fosses, et au XIIIe siècle encore à Taverny. À Champagne-sur-Oise ou dans les chapelles rayonnantes de la cathédrale Saint-Maclou de Pontoise, il y a également deux fenêtres du côté du chevet, mais celui-ci est alors en hémicycle et non à pans coupés. — Les ogives des voûtes du croisillon sont au profil d'une large arête entre deux tores, profil qui renvoie à la période gothique primitive. Le doubleau intermédiaire adopte un profil similaire, mais il est flanqué de deux bandeaux biseautés, et l'arête médiane est placée au milieu d'une gorge. Malgré la date de construction reculée, des formerets sont déjà présents. Dans les angles, les ogives et doubleaux sont reçus par des colonnettes uniques. Près du doubleau intermédiaire, ils se partagent des culs-de-lampe avec celui-ci, ce qui rappelle également Saint-Étienne de Beauvais. Les culs-de-lampe évoquent des chapiteaux de crochets à trois faces, dont les crochets et feuillages sont en grande partie cachés par deux chimères. La voûte de la chapelle de la Vierge n'est pas comparable, et présente le profil du XIVe siècle observé dans le chœur. Ici les formerets retombent sur des piliers rectangulaires engagés dans le mur, qui ne possèdent pas de chapiteaux à proprement parler, mais sont sculptés, dans leur partie supérieure, comme les chapiteaux des colonnettes des ogives, qui sont adossées au milieu des piliers. Cette disposition est assez intéressante. L'arcade faisant communiquer le croisillon avec la chapelle a également été soignée. Elle est flanquée de deux tores, et s'ouvre, de chaque côté, entre deux fines colonnettes en délit logées dans des angles rentrants, munies de chapiteaux de crochets. La sculpture des chapiteaux se continue sur la partie visible des piédroits, entre deux chapiteaux.
En ce qui concerne les fenêtres, ce sont des lancettes simples. Dans le croisillon seulement, elles sont décorées d'une archivolte torique, qui retombe sur une console près du cul-de-lampe de la voûte, et sur des colonnettes à chapiteaux près des angles. Les colonnettes sont en délit, comme par ailleurs celles des voûtes, ce qui donne une certaine élégance. Les deux fenêtres occidentales sont bouchées depuis que l'arcade prismatique vers le collatéral a été bâtie. Seules les deux fenêtres septentrionales restent intactes. Elles sont surmontées d'un oculus, et sont regroupées avec celui-ci sous un arc de décharge commun. Cette disposition est antérieure à la mise au point des remplages, et se rencontre, par exemple, dans les nefs de Clermont et Saint-Leu-d'Esserent, dans le chœur-halle de Villers-Saint-Paul (toujours avec des oculi polylobés) ou dans les chevets d'Ableiges (sans l'oculus), Courcelles-sur-Viosne (sans l'oculus), Livilliers et Méry-sur-Oise. En raison de la présence de la tourelle devant l'angle nord-ouest, l'ensemble des baies du nord est désaxé vers la droite, ce qui est du plus mauvais effet. Dans l'angle, l'on voit une porte bouchée, et une autre porte qui donne accès à l'escalier. Depuis le mois de mars 2014, le nouvel orgue est installé au fond du croisillon nord. Avant, l'on voyait mieux les arcatures aveugles en tiers-point qui agrémentent les soubassements des fenêtres, deux au nord et deux à l'ouest. Elles ne sont pas décorées. Reste à mentionner un oculus quatre-feuilles d'une forme inhabituelle, et aujourd'hui bouchée, au-dessus de l'arcade vers la chapelle.

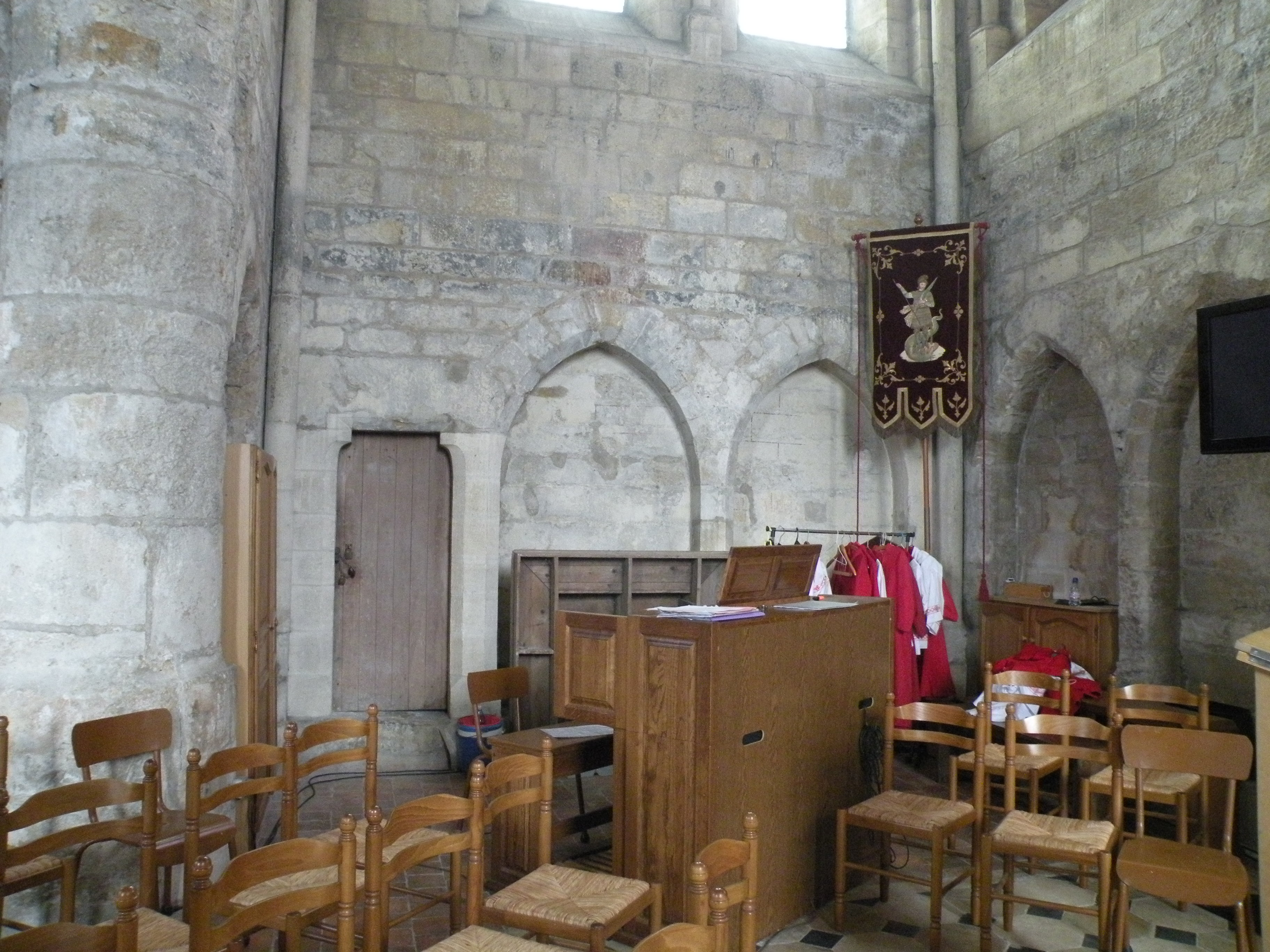
Croisillon, parties basses.
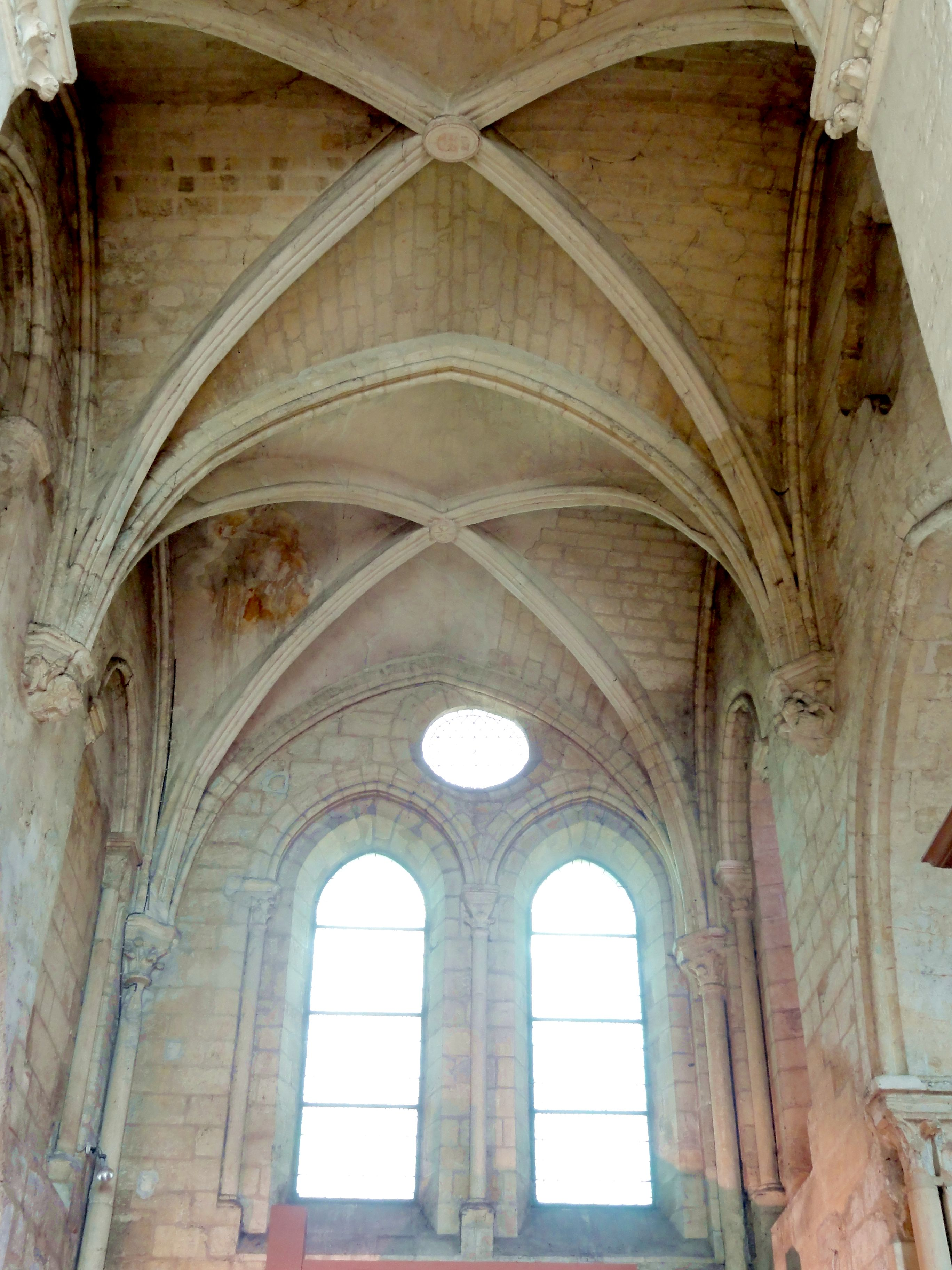
Croisillon, parties hautes.
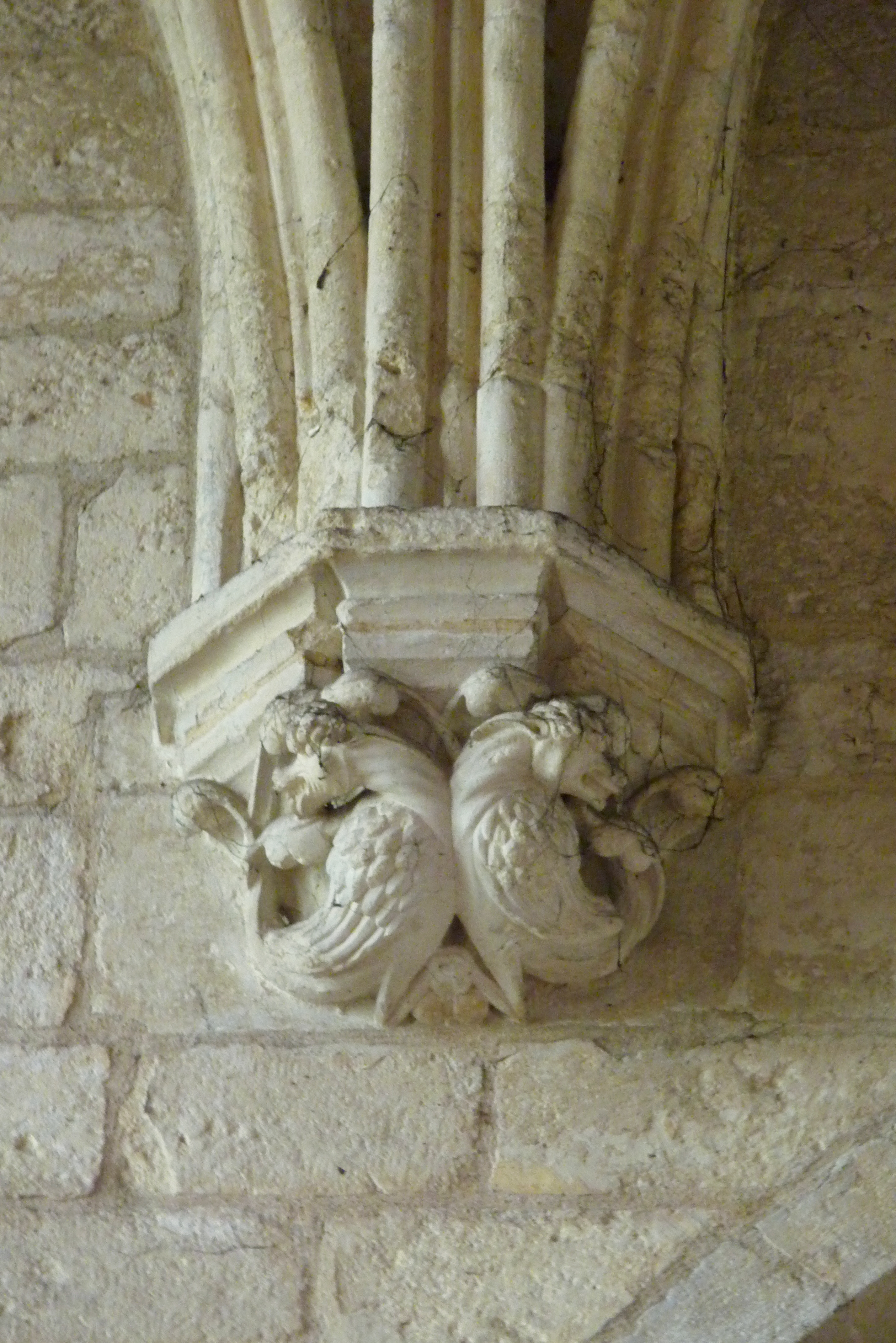
Croisillon, culs-de-lampe.
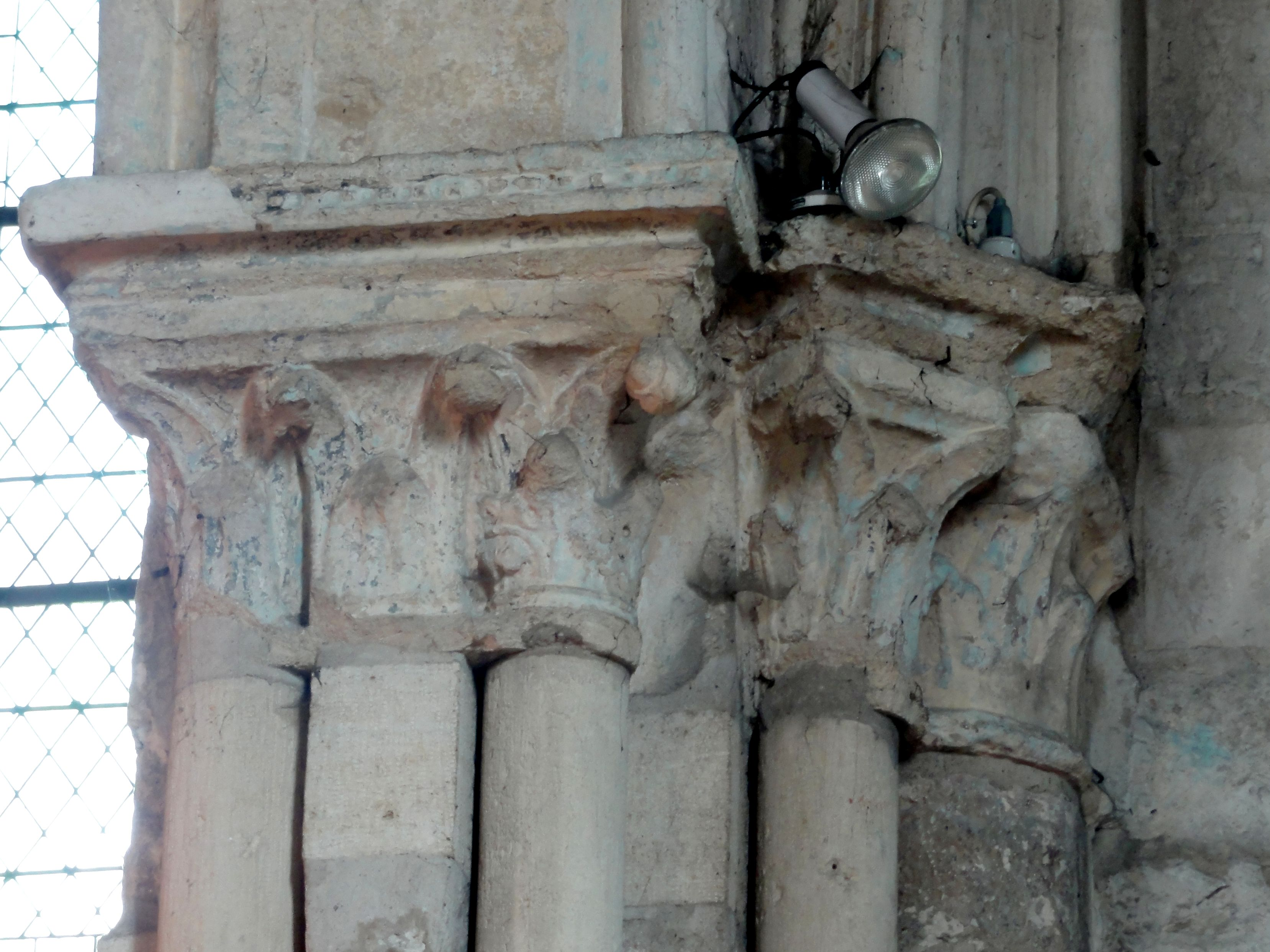
Arcade, chapiteaux.
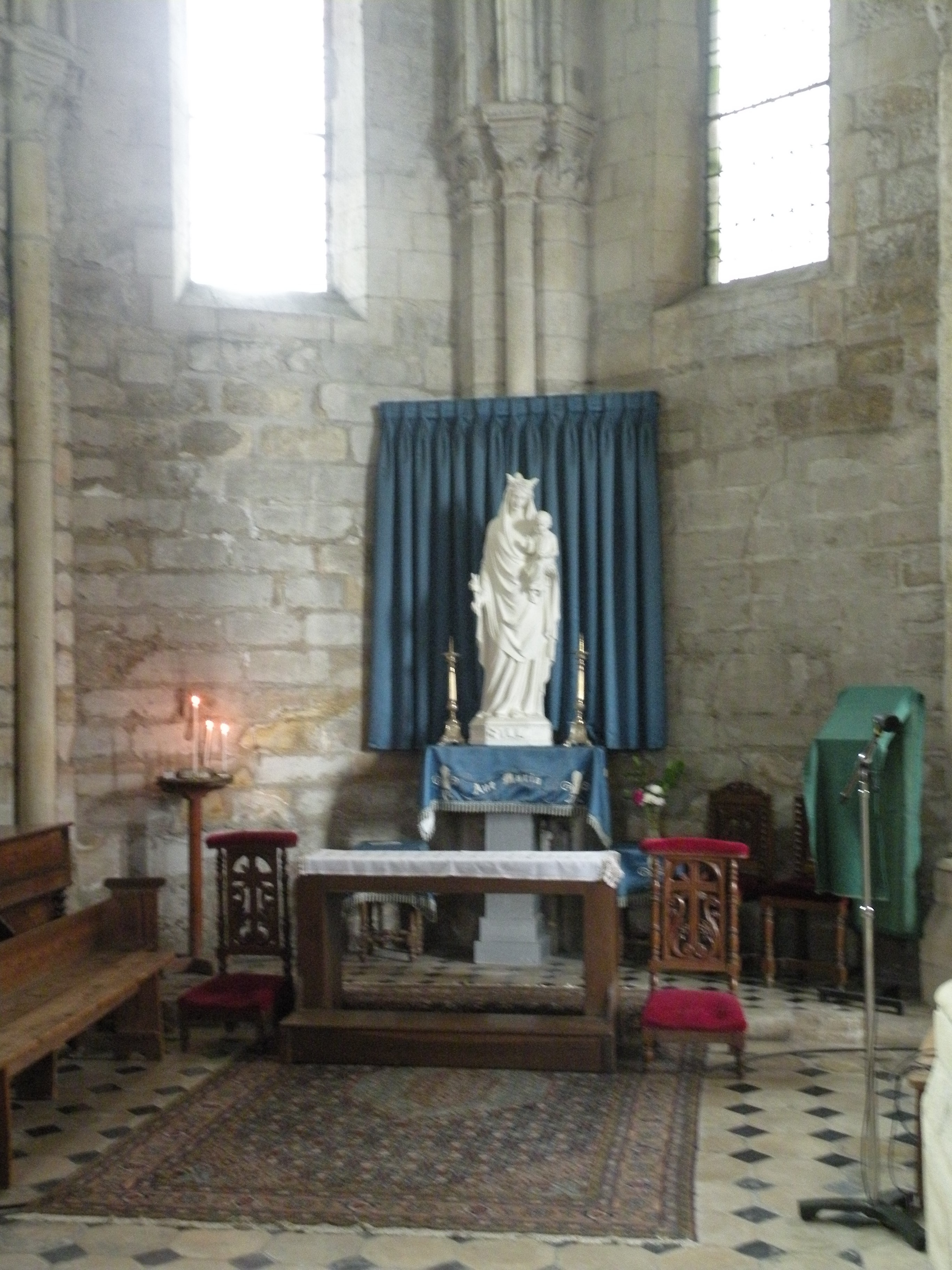
Chapelle de la Vierge.
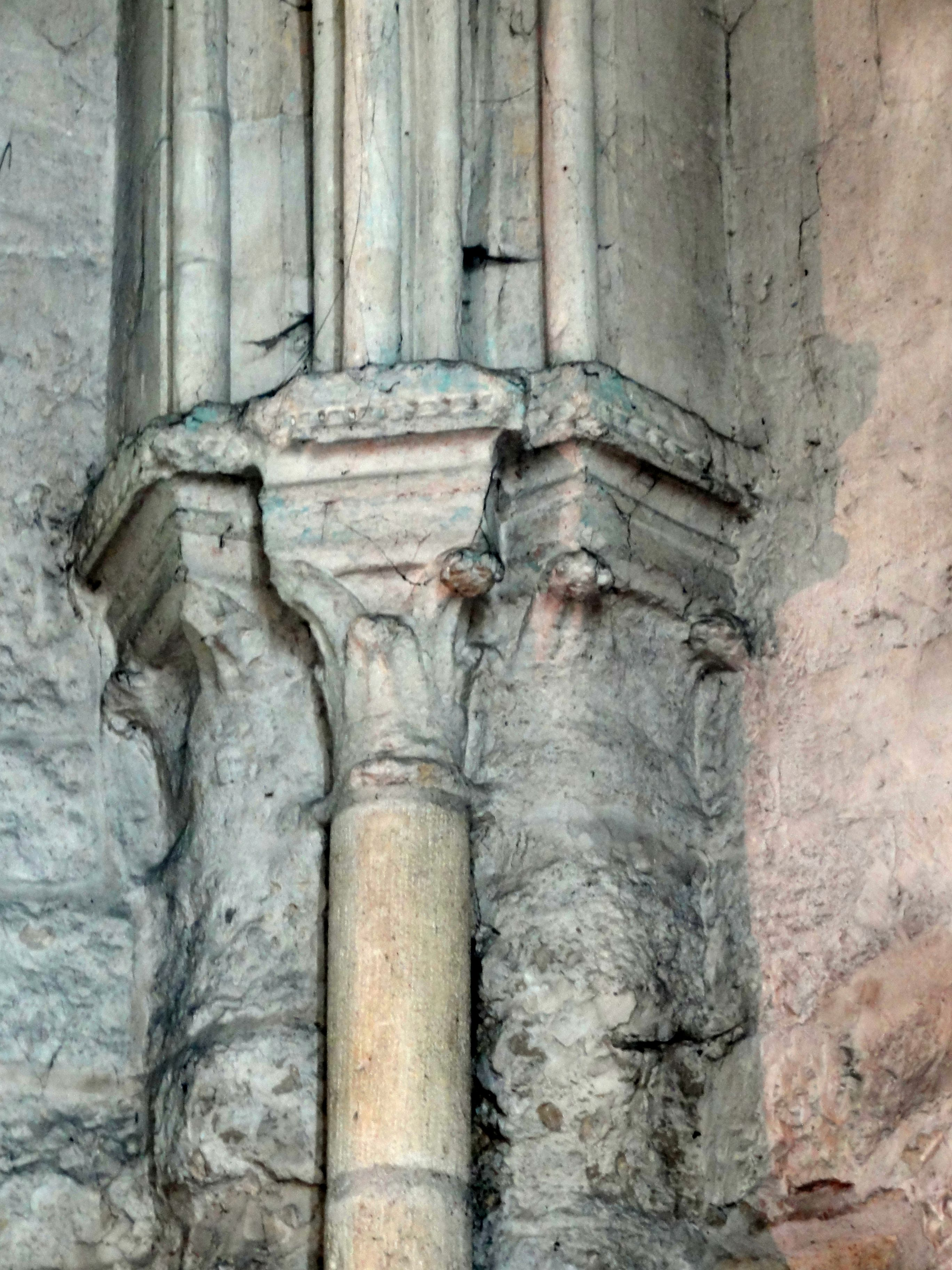
Chapelle, chapiteau.

#### Chapelle Sainte-Geneviève

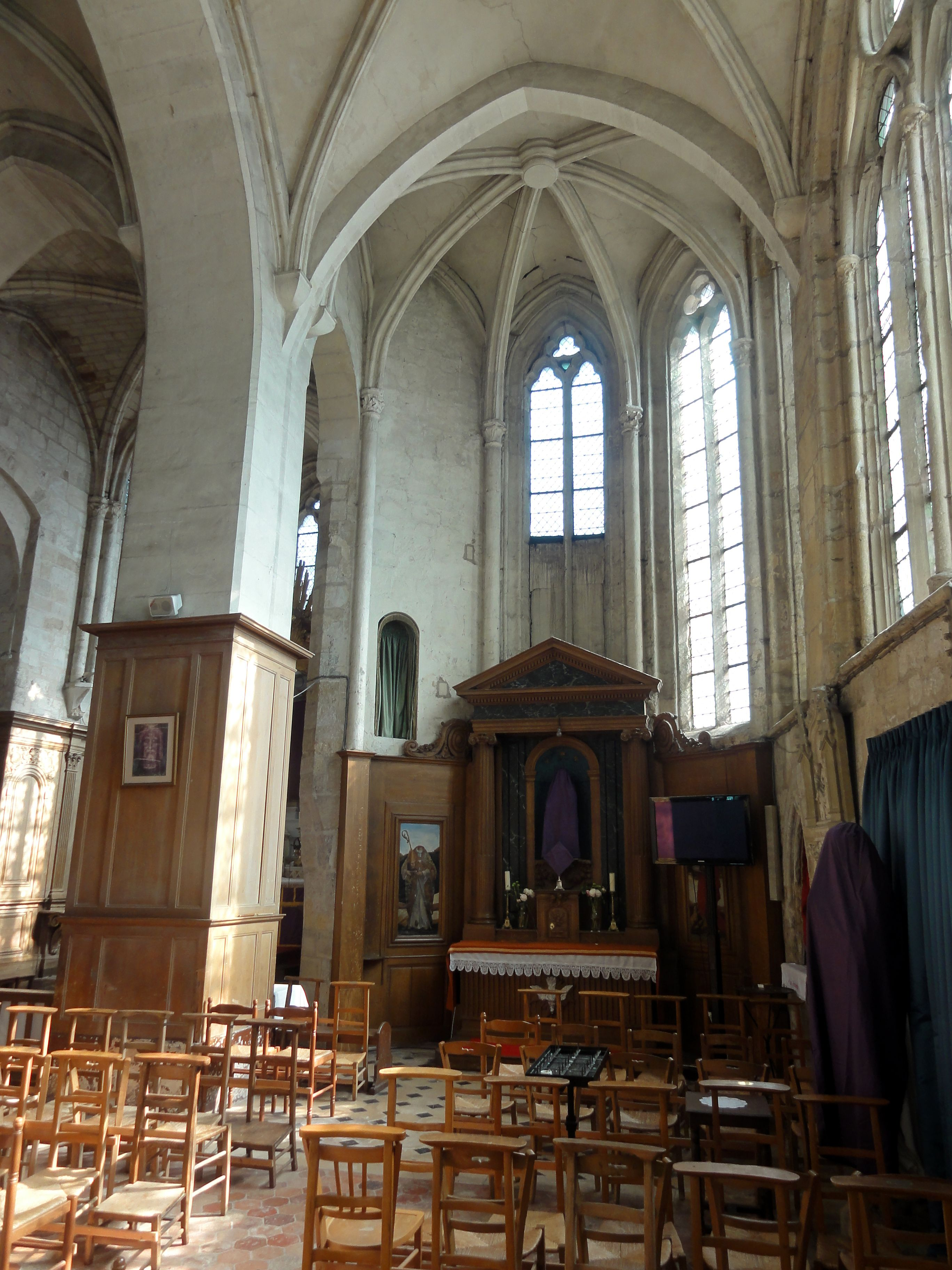
Chapelle Sainte-Geneviève.

Rares sont les collatéraux terminés par des chapelles aux absides polygonales pleinement gothiques : dans la région, l'on peut seulement citer Chambly, Luzarches et Ully-Saint-Georges. La chapelle Sainte-Geneviève, au sud du chœur, semble en être une réplique à peu de détails près, mais elle a apparemment subi des réparations maladroites à une époque bien antérieure au classement, dont la première peut-être après les guerres de religion, à la fin du XVIe siècle. Il s'agit du doubleau à l'intersection entre les deux travées, qui a perdu son fin profil du XIVe siècle, et n'est plus qu'une arcade angulaire. En plus, le faisceau de colonnettes au nord de ce doubleau a été entièrement supprimé lors de la pose des boiseries en 1717, et non seulement dans sa partie inférieure. Désormais, les ogives et formerets retombent ici sur des culs-de-lampe frustes, comme par ailleurs dans les angles près du doubleau vers le collatéral sud. Bien que construite en même temps que le chœur ou peu de temps après lui, l'arcade qui relie le pan nord de son abside à la première travée du chœur n'était initialement pas prévue, sinon elle aurait été moulurée et flanquée de colonnettes des deux côtés. Vers la chapelle, elle était initialement flanquée des colonnettes servant de supports aux voûtes. Depuis 1717, ne subsiste que la colonnette à droite. Le pan nord-est de la chapelle qui suit n'est pas doté d'une fenêtre, car elle aurait donné presque immédiatement sur le chœur. L'abside n'a donc que trois fenêtres : dans l'axe du chevet, au sud-est et au sud. La première travée possède une vaste baie des mêmes dimensions que celles des collatéraux. C'est la seule fenêtre à quatre lancettes de l'église, et son réseau primaire est précédé d'un tore et garni de petits chapiteaux ronds. Le remplage comporte deux lancettes surmontées d'un oculus, dans chaque lancette étant inscrites deux petites lancettes, également surmontées d'un oculus. Cette fenêtre affirme encore clairement son caractère gothique rayonnant. Le retable de bois date du début XIXe siècle et est orné de deux toiles du XVIIIe siècle représentant saint Denis céphalophore et saint Jean Baptiste présentant sa tête sur une assiette. Une piscine liturgique subsiste dans le mur sud de l'abside.

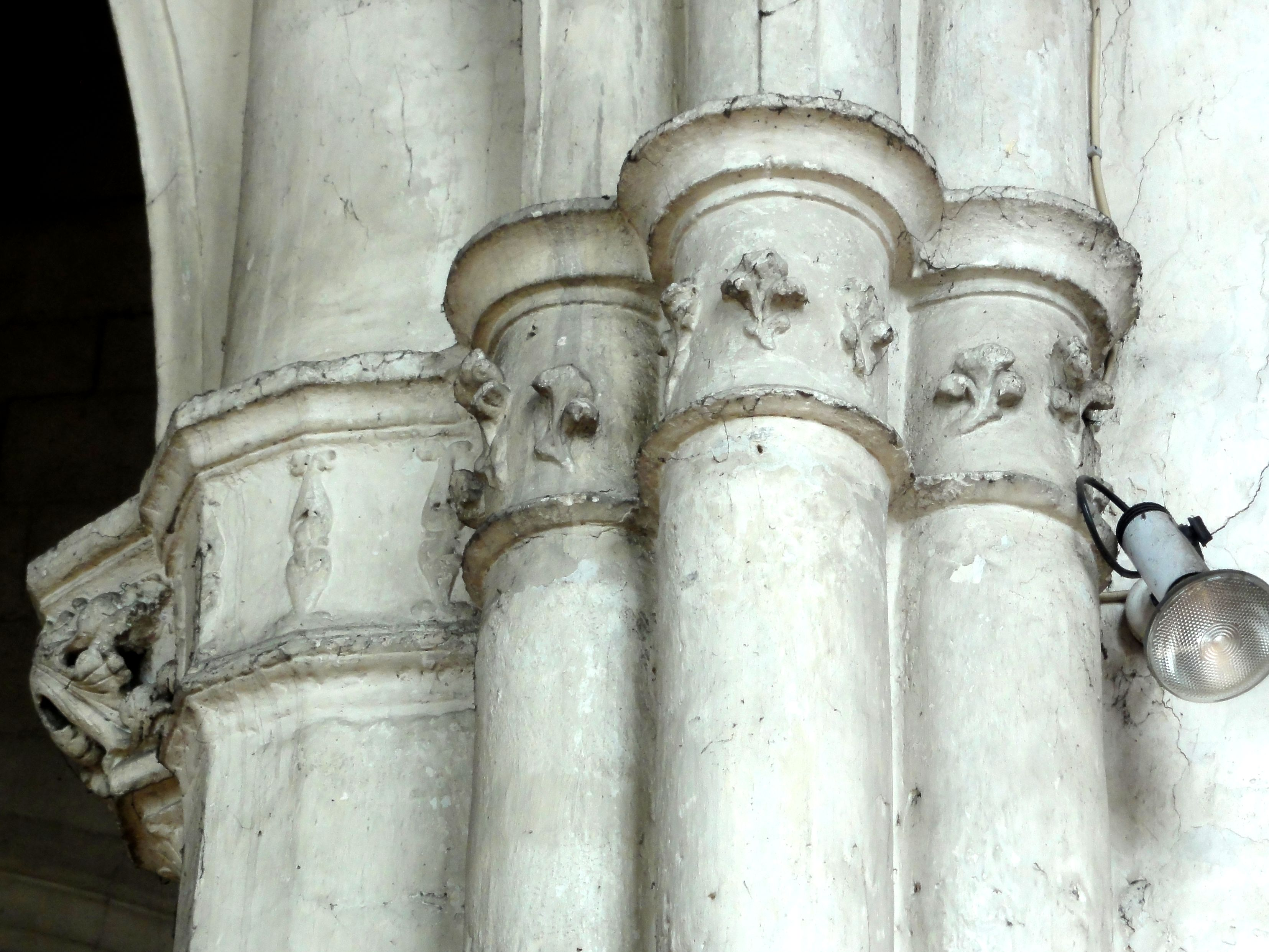
Chapiteaux du doubleau côté collatéral sud.
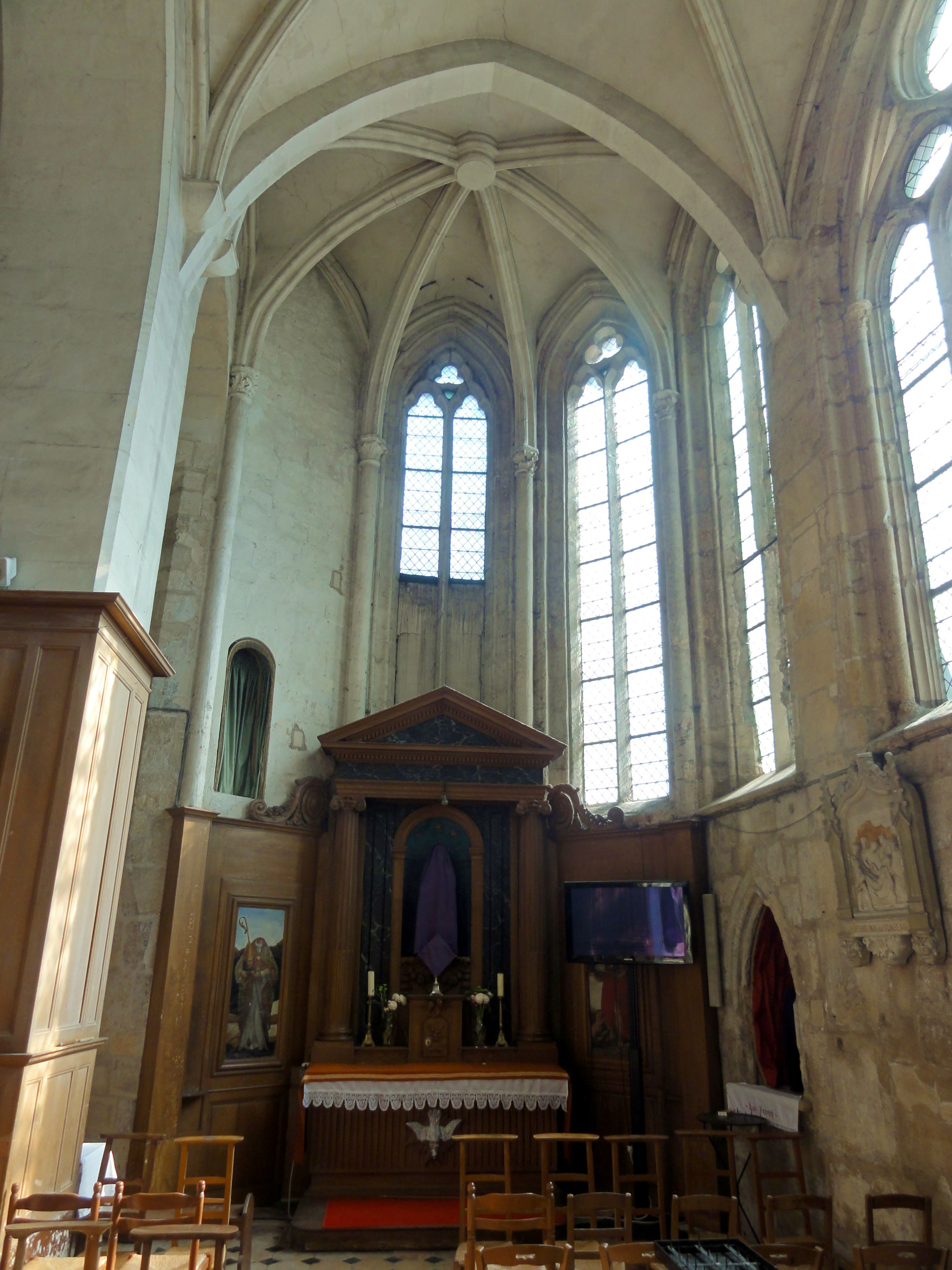
Chapelle Sainte-Geneviève, vue vers l'est.
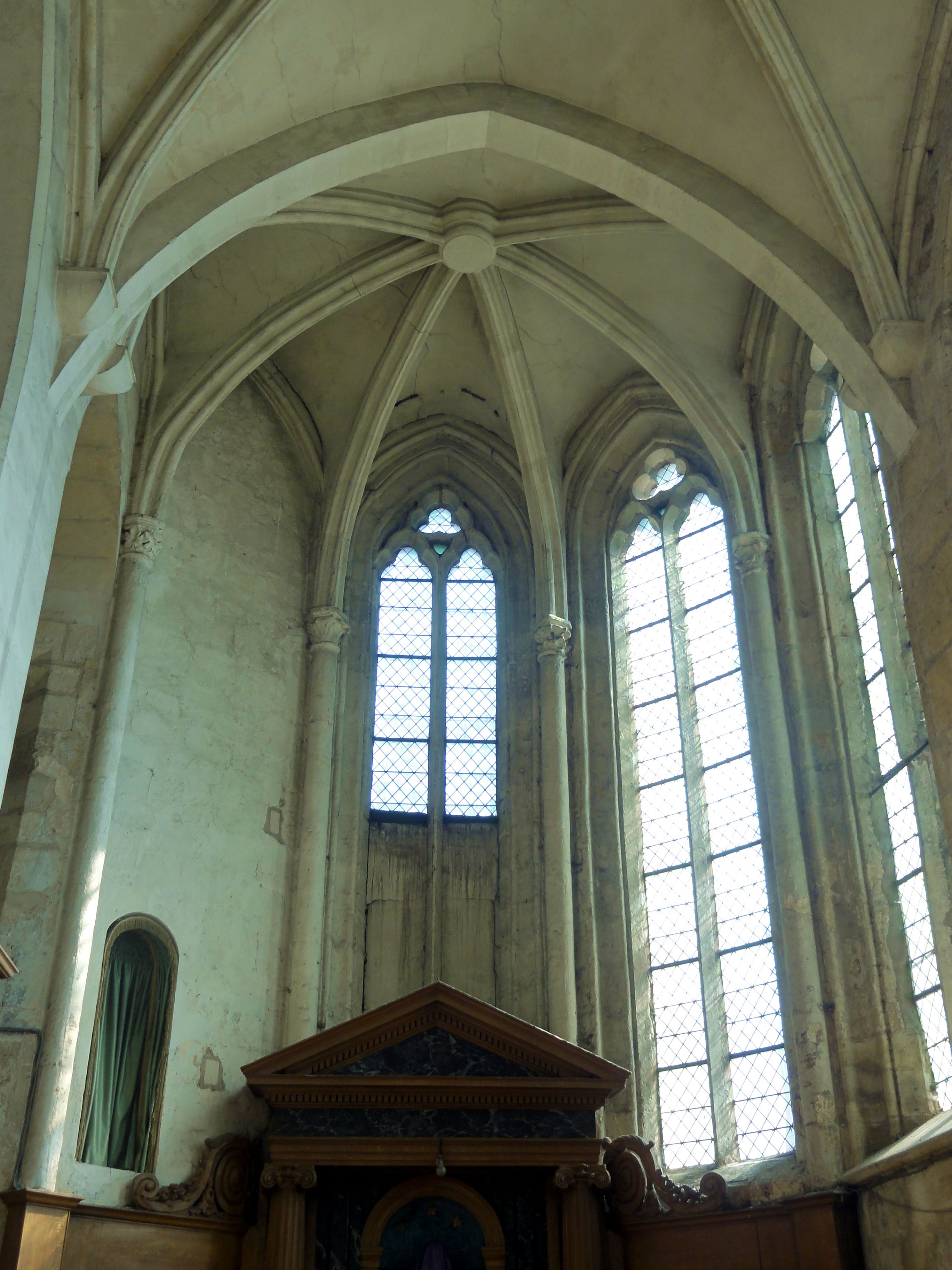
Abside de la chapelle, parties hautes.
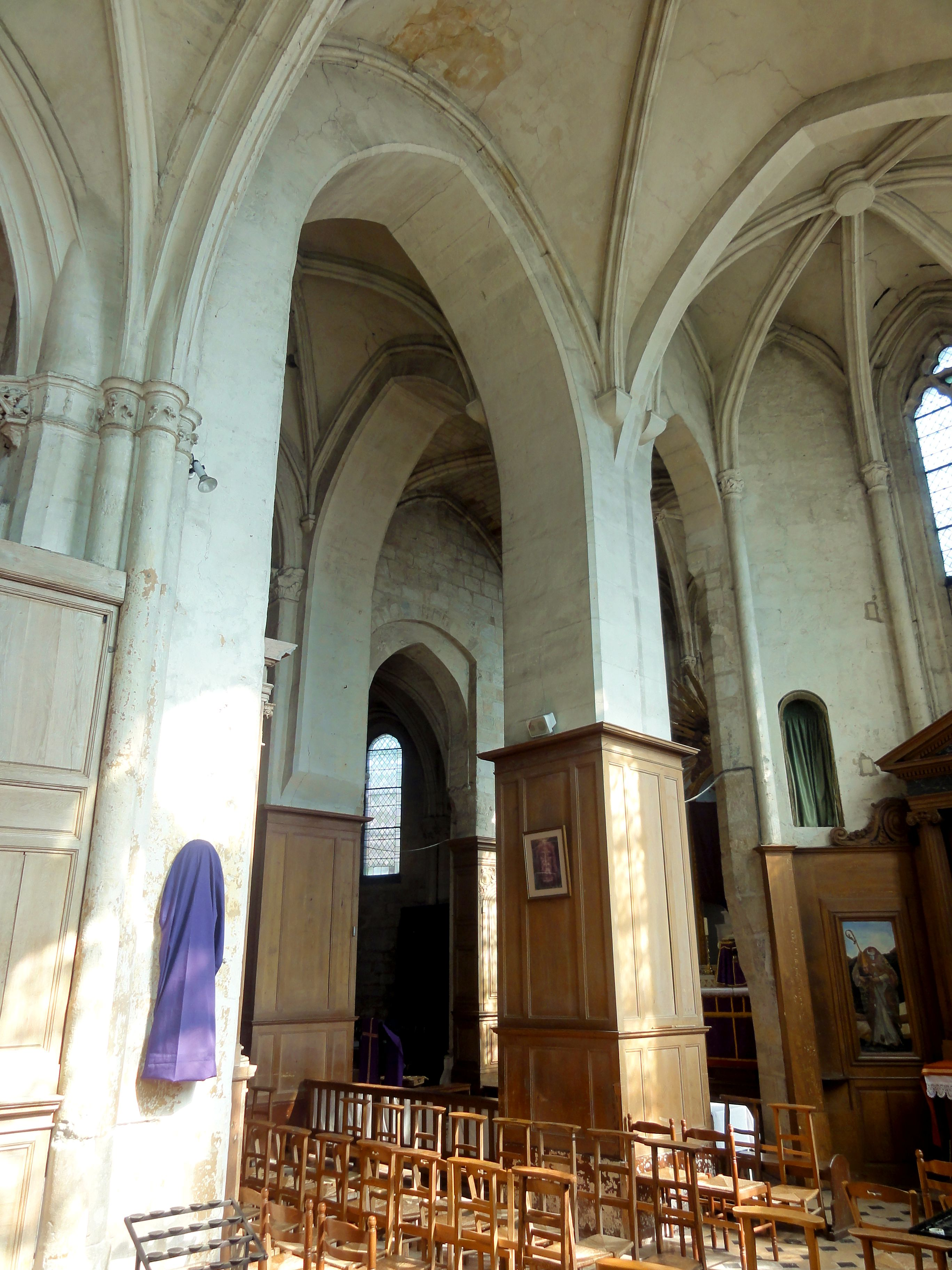
Arcades vers le chœur, côté nord.
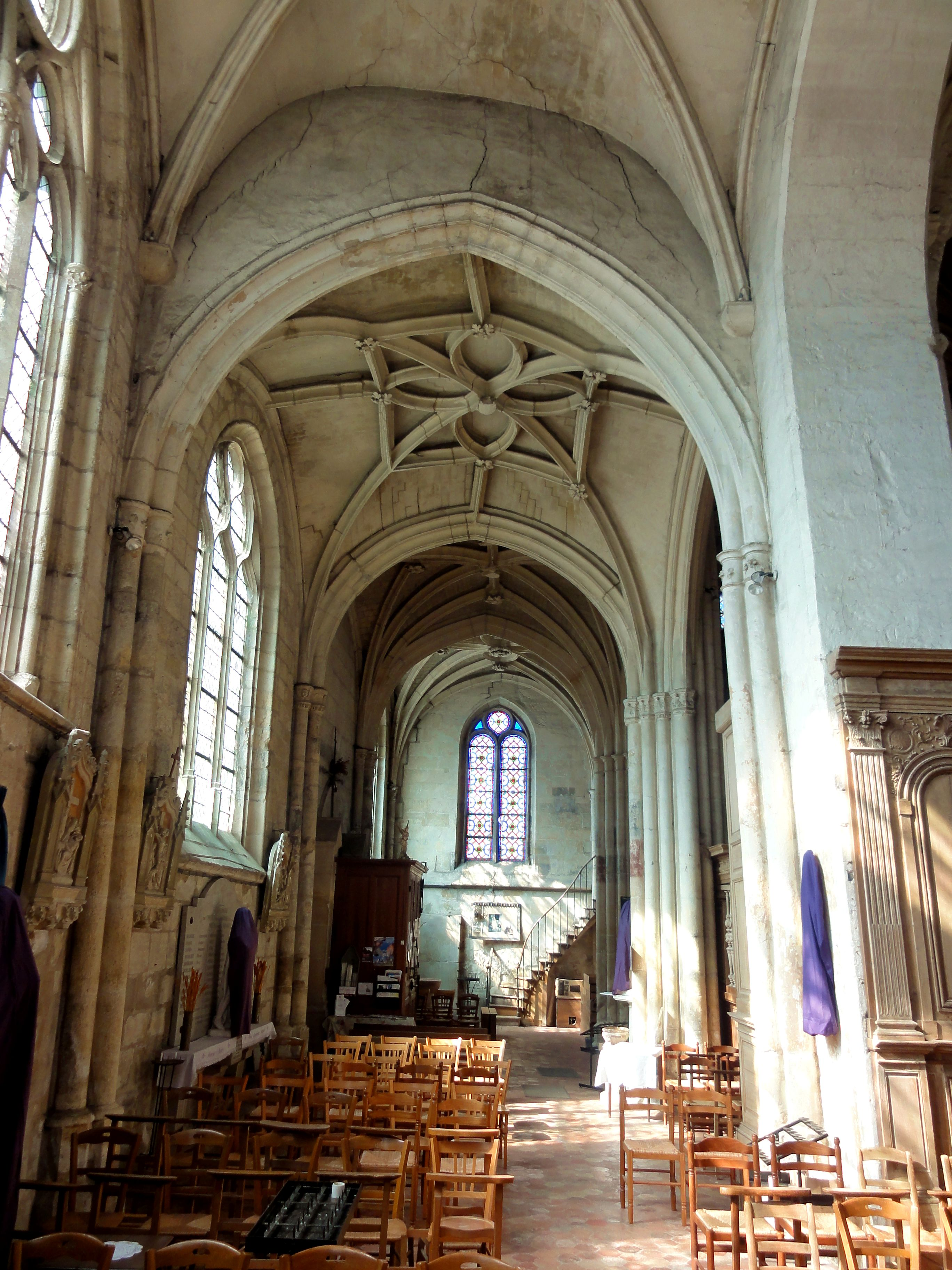
Vue vers l'ouest, dans le collatéral.
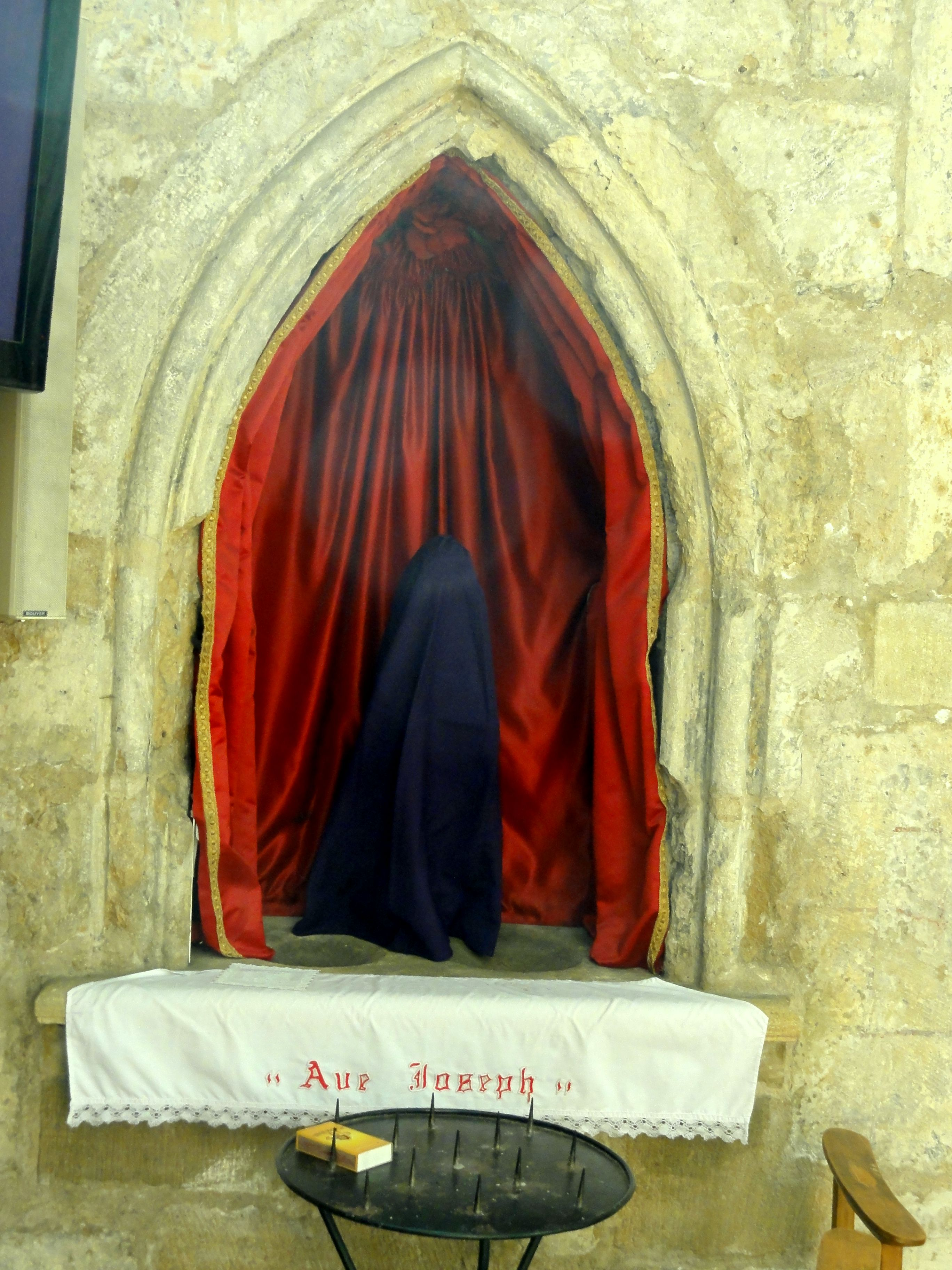
Piscine à droite, dans le mur du sud.

### Extérieur

#### Façade occidentale

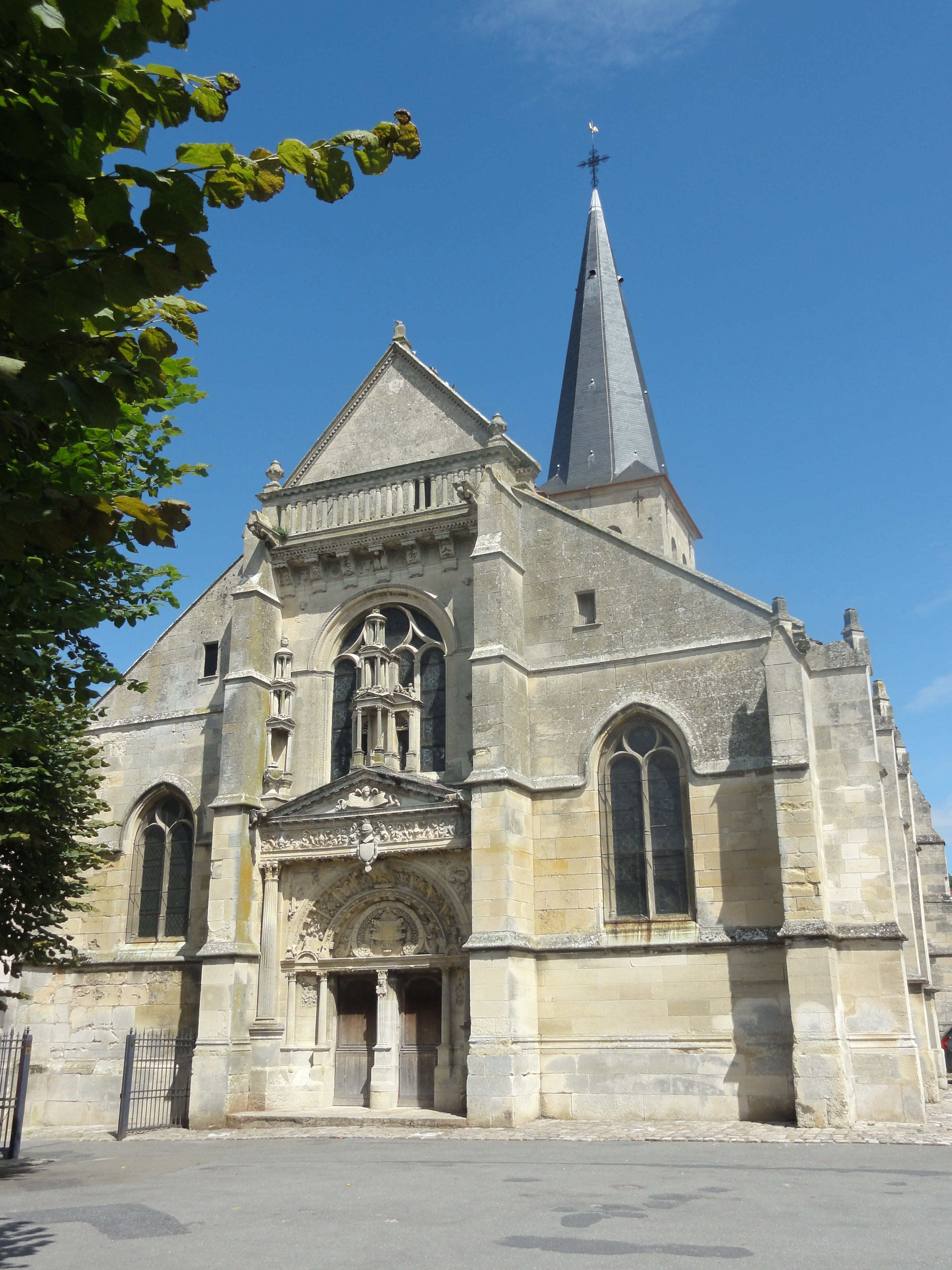
Façade occidentale.

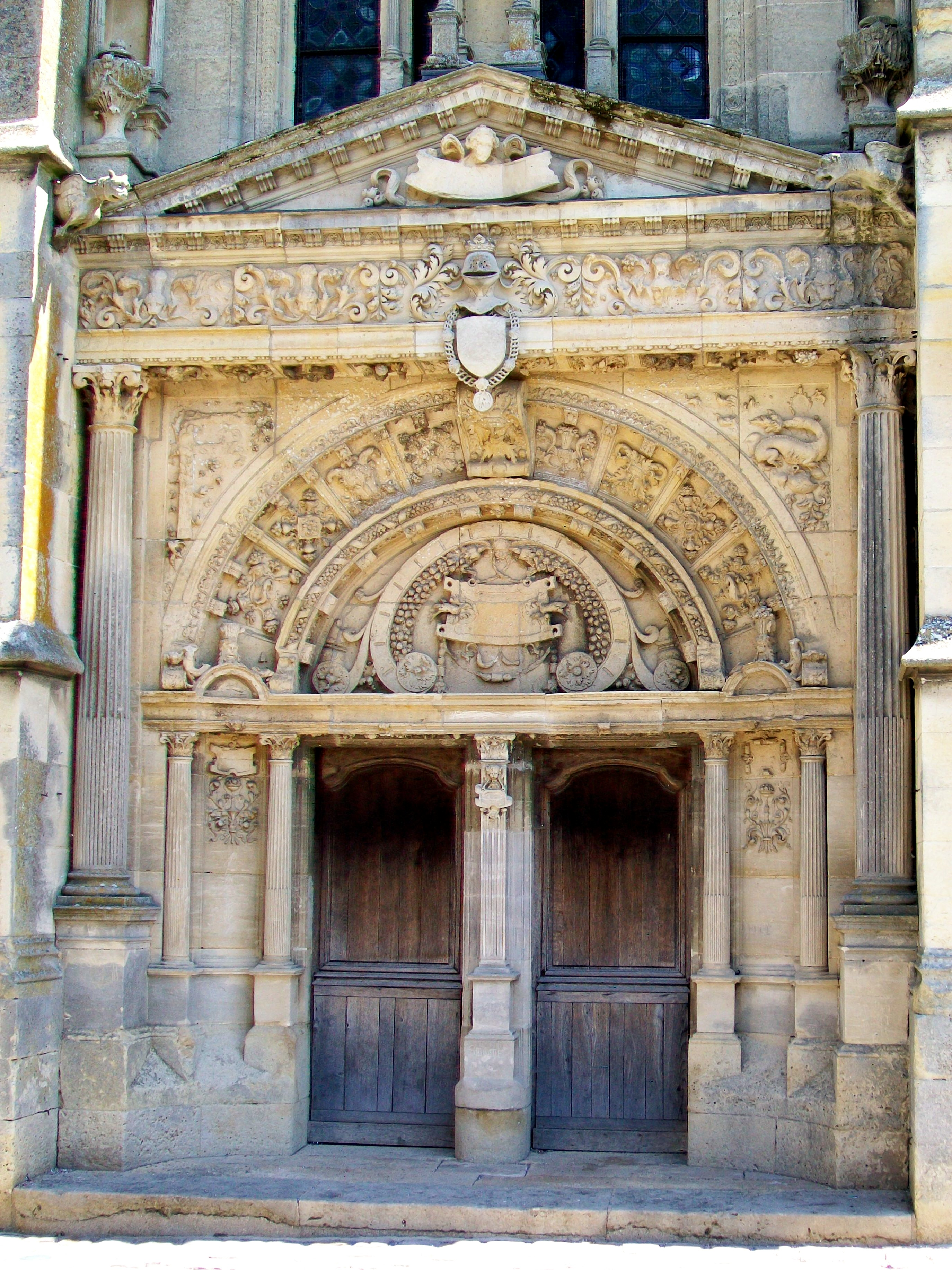
Portail Renaissance.

Le portail occidental est une réalisation remarquable des débuts de l'architecture Renaissance dans la région. Sur le plan départemental, il doit être considéré comme l'un des principaux portails Renaissance, avec ceux de Liviliers, Luzarches et Magny-en-Vexin, tous différents. Avec Sarcelles, c'est l'un de deux exemples de la transformation Renaissance d'une façade gothique.
L'ordonnancement général s'établit comme suite. Les deux portes rectangulaires sont séparés d'un trumeau qui arbore un pilastre corinthien cannelé. Il supporte, avec deux paires de colonnettes du même ordre disposées à gauche et à droite des portes, un entablement sur lequel repose un grand tympan en plein cintre. Entre chaque paire de colonnettes, reste assez de place pour un arrangement végétal en bas-relief, et un cartouche. Au-dessus, le linteau porte un tout petit fronton en hémicycle. L'ensemble du portail et du tympan est cantonné de deux colonnes corinthiennes cannelées, autrement grandes que celles près des portes. Les deux grandes colonnes supportent un second entablement, également plus grand que le précédent et agrémenté d'une grande frise. Suit un grand fronton triangulaire flanqué de deux chimères, qui renvoient encore au gothique. Le sommet du fronton est surmonté d'un édicule à trois niveaux, dont le niveau inférieur devait abriter une statue. Il se superpose à un péristyle en arrière-plan. Les deux niveaux inférieurs sont de plan carré, et le niveau supérieur est de plan rond et terminé par un dôme. Des édicules plus petits sont logés dans les angles, près des contreforts, directement au-dessus des colonnes. Chacun de ces deux édicules ou lanternons est précédé par un vase. L'ordre ionique règne sur ce niveau. La fenêtre occidentale de la nef est en partie obstrué par le grand édicule central ; elle est en plein cintre et pourvue d'un remplage de quatre formes en plein cintre, surmontées de soufflets et mouchettes aux formes arrondies. Les meneaux sont porteurs de chapiteaux. En haut de la façade court une galerie en encorbellement, avec une balustrade à jour, portée par des modillons en forme de consoles. La balustrade est constituée de colonnettes doriques. Au début et à la fin, une gargouille cariatide fait saillie, dont l'une représente un génie, et l'autre un satyre barbu. Un vase orné de tête d'ange couronne les contreforts,.
L'une des originalités de la façade est l'inverse des ordres antiques : normalement, l'ordre corinthien se trouve en haut de la composition. Pour Charles Terrasse, ce n'est pas un signe d'ignorance du maître-maçon qui conçut la façade, mais une marque de créativité. L'ornementation est d'une grande richesse. Le centre du tympan est meublé d'une moulure plate en anse de panier, agrémenté de canaux, dont les enroulements sont ornés d'un fleuron. Elle fournit le cadre pour un motif qui met en scène un ange soutenant deux guirlandes de fruits et un cartouche. Une large voussure en hémicycle entoure le centre du tympan. Elle est subdivisée en huit caissons qui montrent des sujets divers, dont une salamandre entourée de têtes de femmes portant des paniers de fleurs, des rosaces, une tête de bœuf avec bandelettes, des têtes d'ange, des cornes d'abondance et des masques grotesques. Le « F » et la salamandre de François Ier apparaissent aux écoinçons du tympan, ce qui indique que le portail a été construit avant sa mort.
Le grand entablement fait saillie : en dessous, le soffite ou dessous de frise est décoré par des caissons ou l’on voie l'aigle, attribut de saint Jean et de divers motifs. Assurément, les emblèmes des autres Évangélistes étaient aussi représentés, mais ils se sont effacés. La frise elle-même montre de petites têtes de bœuf, et des rinceaux ou petites volutes de feuillages sortent de leur bouche. Au milieu, un écu vierge sommé d'un casque se superpose à la frise. Cet ornement n'a été ajouté que vers la fin du XIXe siècle, car Viollet-le-Duc et le baron Ferdinand de Guilhermy ne le mentionnent pas. Au centre du fronton, une tête d'ange surgit derrière un cartouche. Les consoles sous la balustrade sont sculptées de têtes grotesques, de palmettes et d'une jolie tête de femme. Les métopes entre les consoles affichent des bucranes et des patères. Toute la sculpture a été exécutée par des mains habiles, et certains détails sont d'une finesse exquise. La mouluration est très riche et toujours précise,.
Toute la galerie a été reconstruite par Viollet-le-Duc. Les deux contreforts qui encadrent la façade de la nef ne vont pas aussi haut. Ils sont scandés par quatre niveaux de larmiers, toujours plus rapprochés d'un niveau à l'autre, et s'amortissent par des chaperons. Ces contreforts sont encore purement gothiques, et il en va de même des deux contreforts orthogonaux par angle, qui épaulent les collatéraux. Seule la facture des petits clochetons fait apparaître l'influence de la Renaissance. Trois des larmiers des contreforts sont également présents sur les murs occidentaux des collatéraux : le premier au niveau du seuil des fenêtres, et le second au niveau des impostes des fenêtres, s'infléchissant au-dessus de l'arc de la baie. En dépit du remplage Renaissance avec des formes en plein cintre, l'arc extérieur est brisé,.

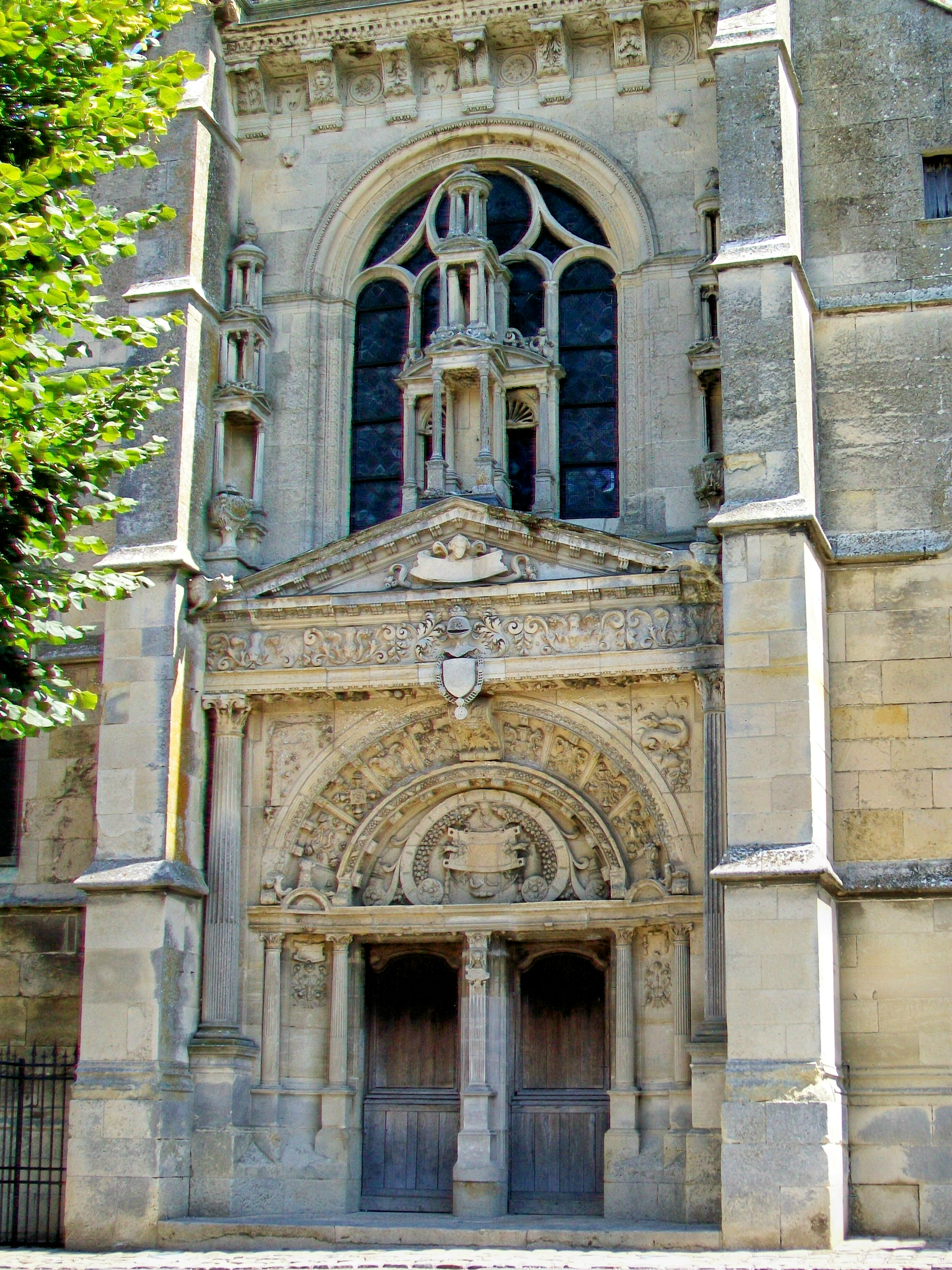
Façade occidentale.
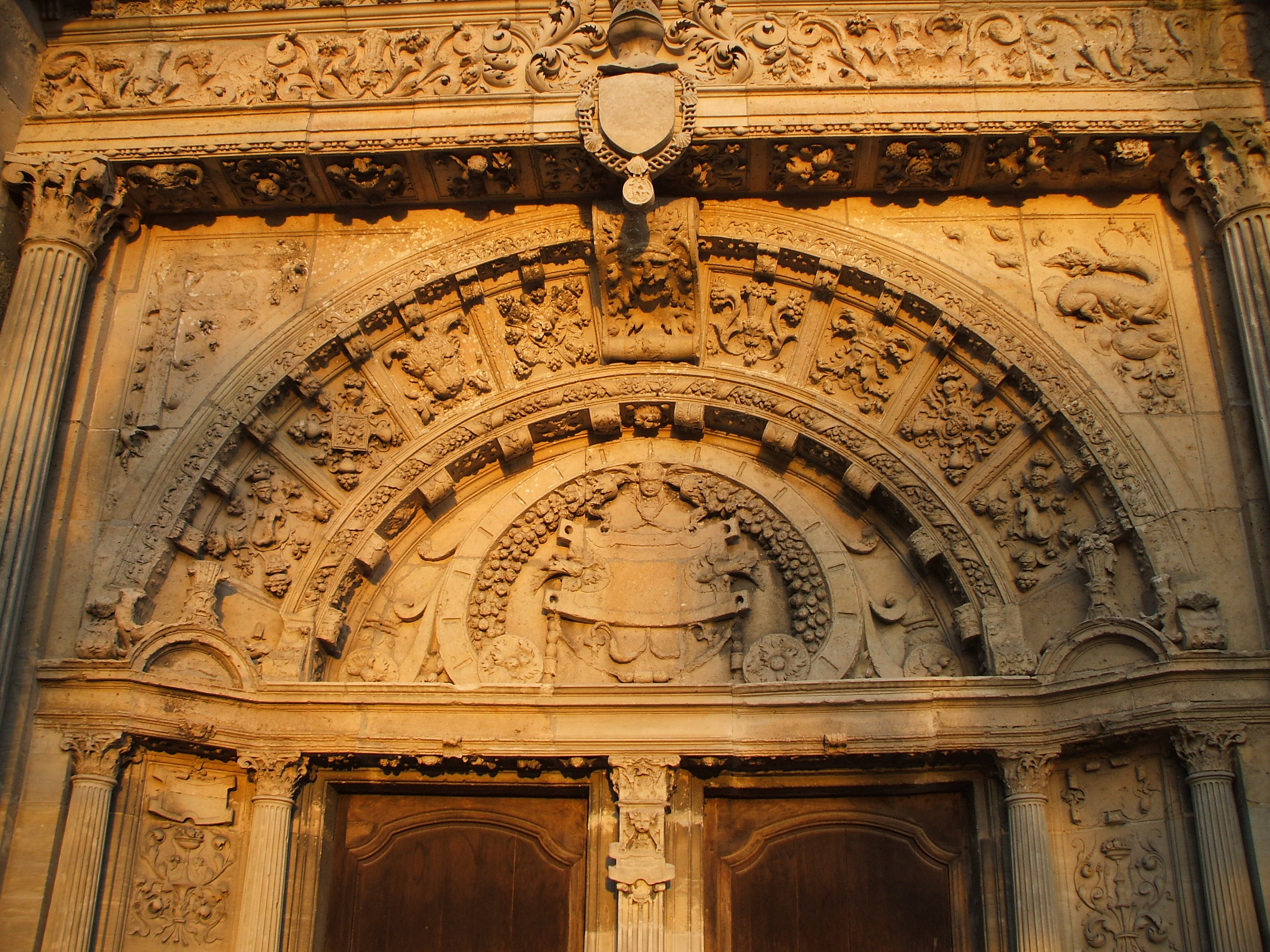
Tympan.
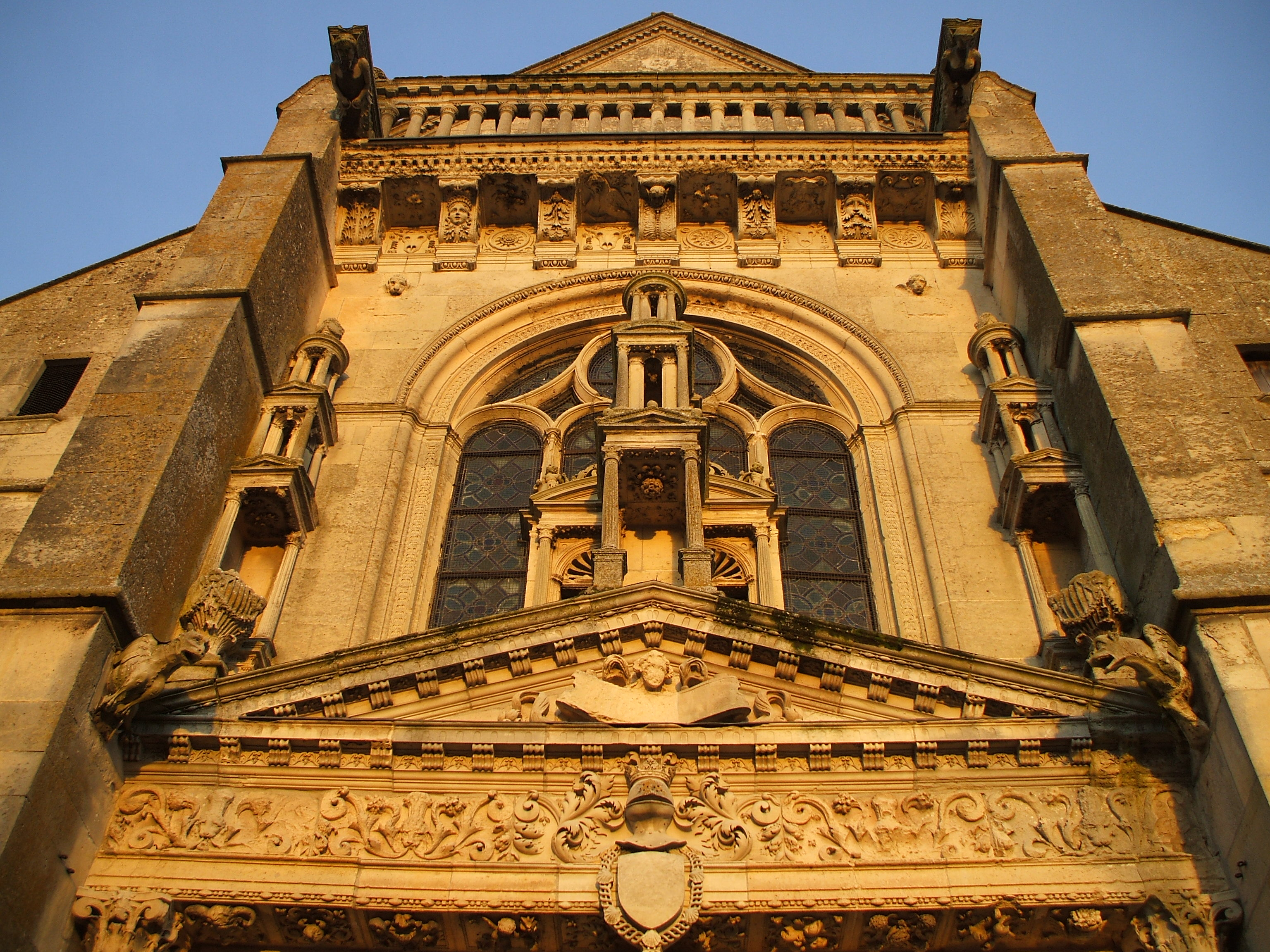
Parties hautes.
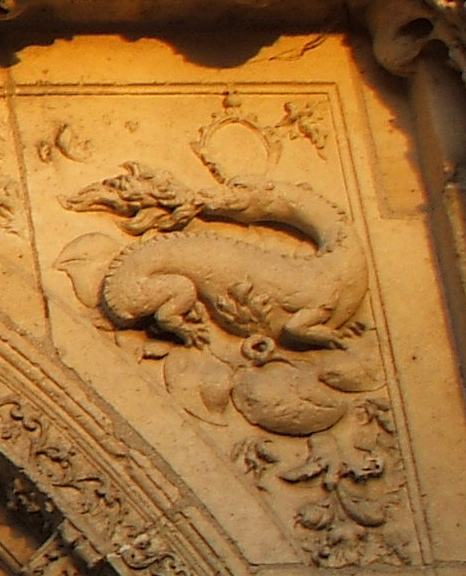
Salamandre.
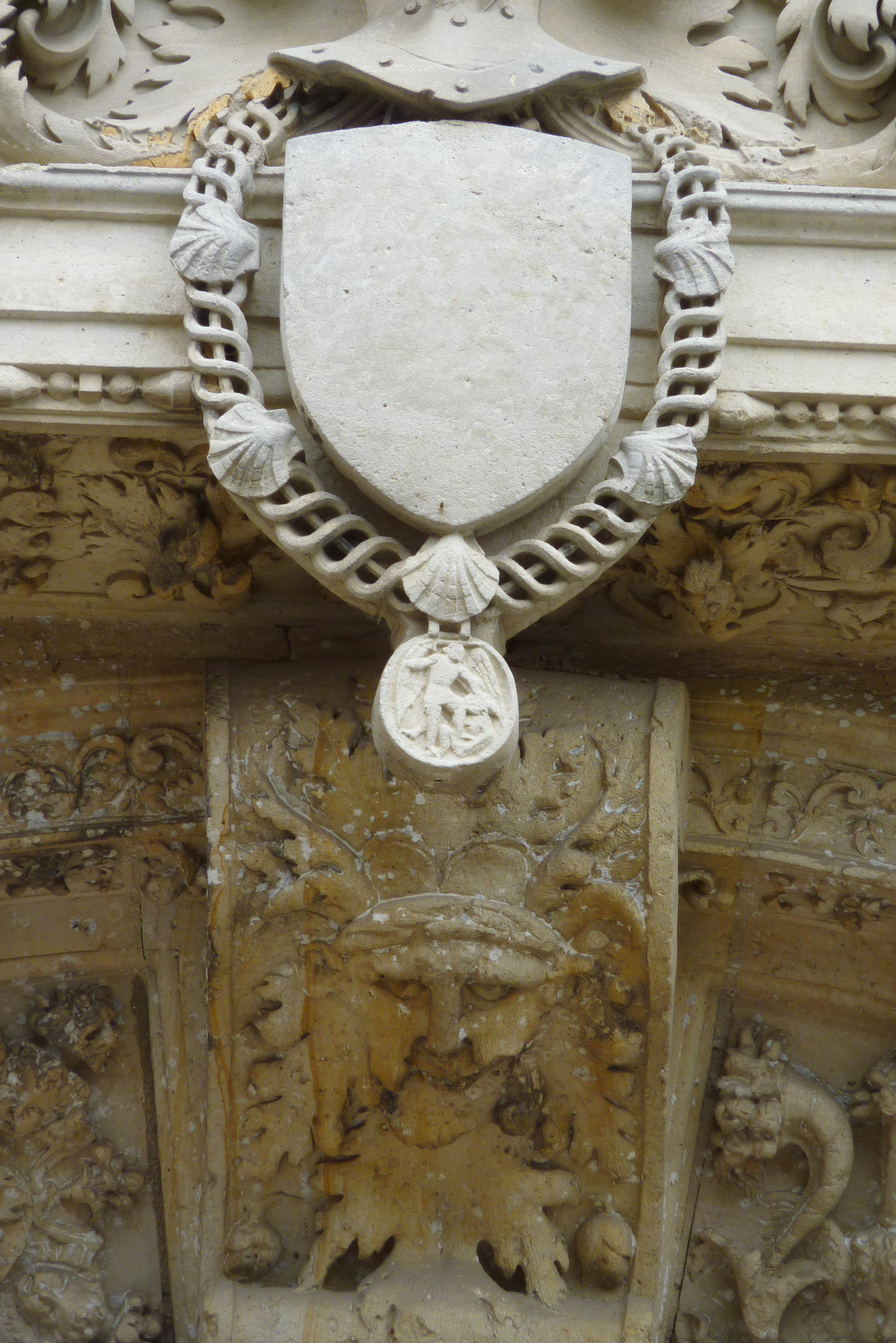
Écu de la fin du XIXe.

#### Élévations latérales

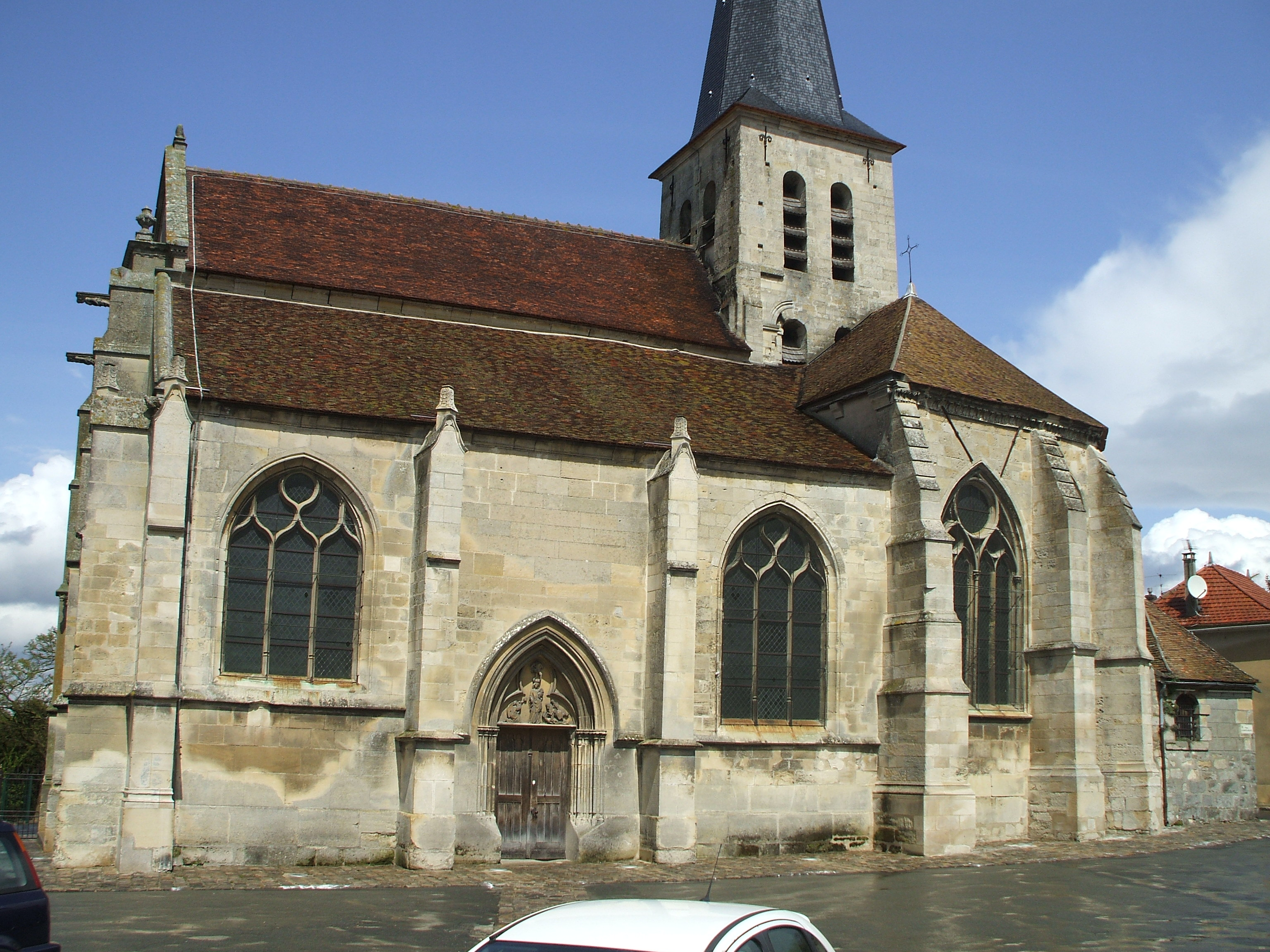
Vue depuis le sud.

L'élévation méridionale fait apparaître une courte portion du mur haut de la nef. Les collatéraux sont, en effet, pourvus de toits en appentis indépendants, moins fortement inclinés que le toit de la nef. Le collatéral sud présente un ordonnancement symétrique avec un portail entre deux fenêtres, séparés par des contreforts à chaperons identiques à ceux aux angles de la façade. Sur leur gâble, apparaît une petite arcature trilobée plaquée, et le chaperon, aux formes arrondies en doucine, est sommé d'un clocheton placé de biais. Il est sculpté de feuilles côtelées appliquées sur les angles. Sinon, le décor se limite au portail du XIVe siècle. Le tympan affiche un bas-relief, où la Vierge à l'Enfant (enfant qui a perdu sa tête) est couronnée par un ange qui vole au-dessus d'elle. À gauche de la Vierge, un ange est agenouillé devant elle, mais à droite, sans rapport avec le sujet principal, figure le saint patron de l'église. Saint Georges est représenté en tenue de chevalier, à cheval, en donnant un coup de lance dans la gueule du dragon que le cheval écrase sous ses pieds. Le tympan est surmonté d'une double archivolte, dont chacun est formée par un petit tore, un profond cavet et un gros tore. Chaque archivolte retombe sur deux paires de colonnettes, moyennant les tailloirs octogonaux de chapiteaux ronds garnis de crochets très fouillés. Il est intéressant d'observer que les quatre chapiteaux avec leurs tailloirs et les parties supérieures des colonnettes sont taillés dans un seul bloc. Pour l'ensemble des fûts et les piédroits, l'on compte trois blocs sculptés de chaque côté, puis un quatrième qui comporte les socles et bases. Concernant les fenêtres, il reste à remarquer que celle de droite descend plus bas. Le bandeau qui court à son seuil se situe au niveau des impostes du portail, et il s'infléchit au-dessus de ses archivoltes.
L'élévation septentrionale est largement analogue, sauf que chaque travée comporte une fenêtre, et que deux portes bouchées sont présentes dans le soubassement des fenêtres. La première, dans la première travée, est en anse de panier, non décorée, et de petites dimensions. La seconde, dans la troisième travée, est rectangulaire et beaucoup plus large. C'est l'ancienne porte seigneuriale, entourée de moulures avec des losanges sculptés, et vraisemblablement un écusson martelé au milieu du linteau. Les fenêtres étaient initialement surmontées d'accolades garnies de quelques petits animaux fantastiques feuilles frisées. Seule l'accolade de la troisième fenêtre demeure intacte. Au-dessus, le mur se termine par une corniche agrémentée de rinceaux. Des animaux fantastiques peuplaient aussi les larmiers supérieurs des contreforts, mais seul sur le contrefort entre la seconde et la troisième travée reste encore un exemplaire bien conservée. À côté, la tourelle d'escalier octogonale à l'angle nord-ouest du croisillon est flanquée par deux puissants contreforts qui vont jusqu'à mi-hauteur, et qui s'achèvent par des glacis. D'étroites meurtrières sont percées dans les deux faces restées libres. Le croisillon nord est d'un aspect austère. Les contreforts à l'angle nord-est sont assez saillants et présentent une seule retraite à mi-hauteur, moyennant un glacis. Ils sont également amortis par un glacis. Les fenêtres ne sont pas décorées, contrairement à l'intérieur. Le pignon est placé en légère retraite. À l'est, un quadrilobe bouchée est visible au-dessus de la chapelle de la Vierge. Le clocher a en grande partie perdu son caractère. Seuls des fragments subsistent de la décoration des baies romanes du premier étage, au nord et au sud. Elles étaient surmontées d'une archivolte moulurée, qui retombait sur un bandeau servant en même temps de tailloir aux chapiteaux des colonnettes qui flanquaient les fenêtres. Les contreforts plats typiquement romans s'arrêtent en haut du premier étage. La seconde étage est percée de deux baies abat-son en plein cintre par face, qui sont plus hautes que les baies du premier étage, mais dépourvues de toute ornementation.

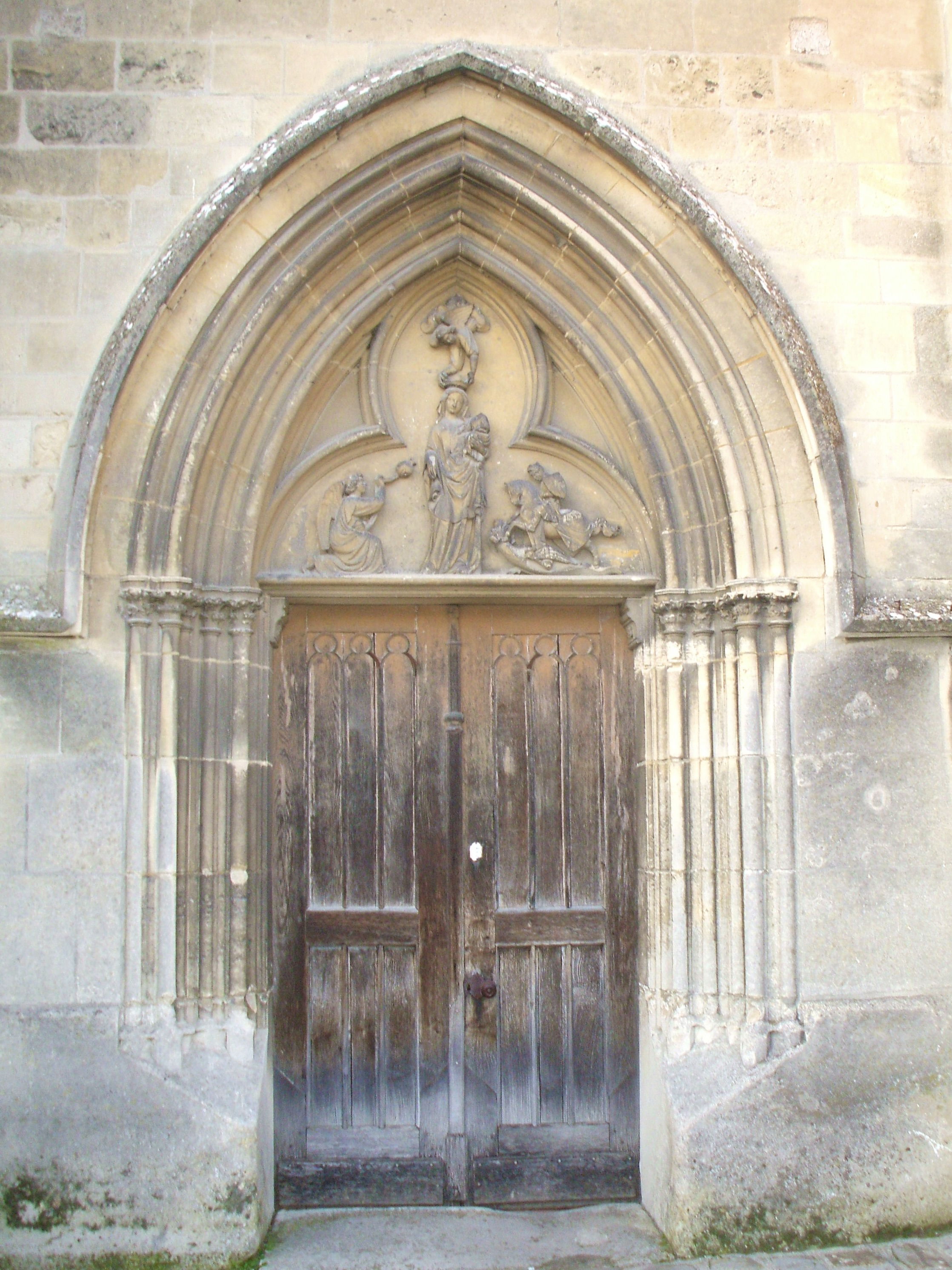
Portail sud.
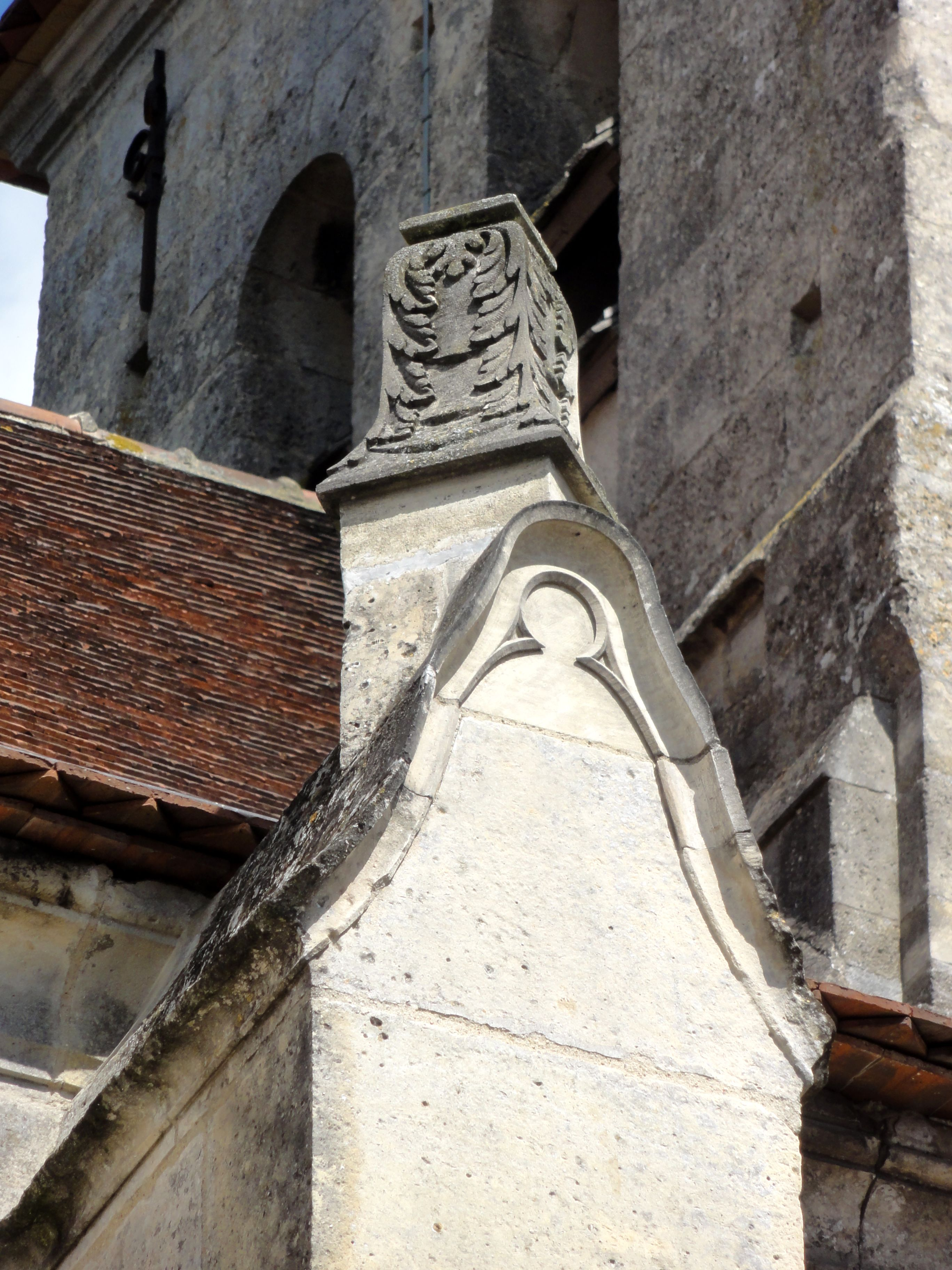
Clocheton Renaissance.
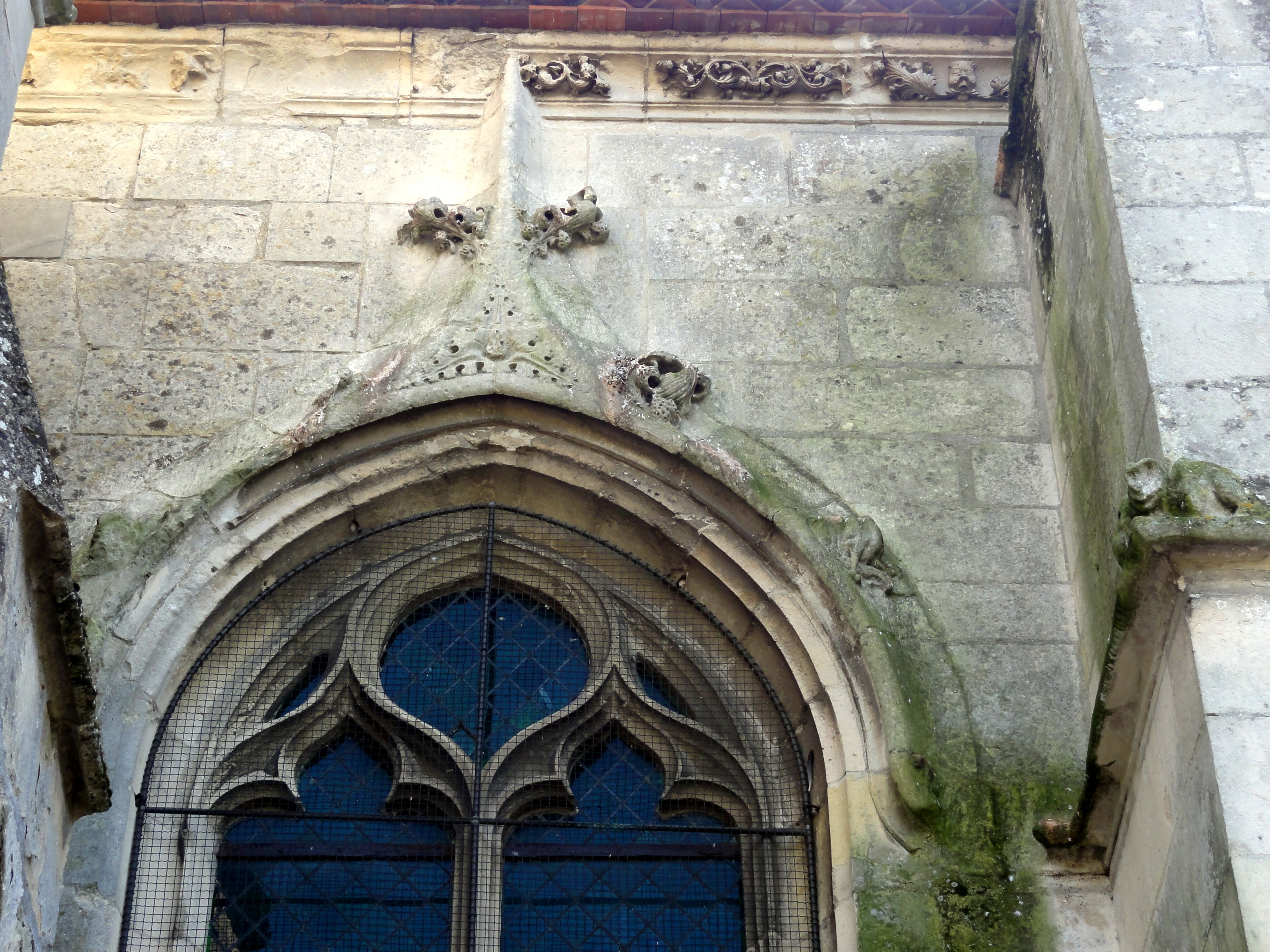
Décor flamboyant au nord.
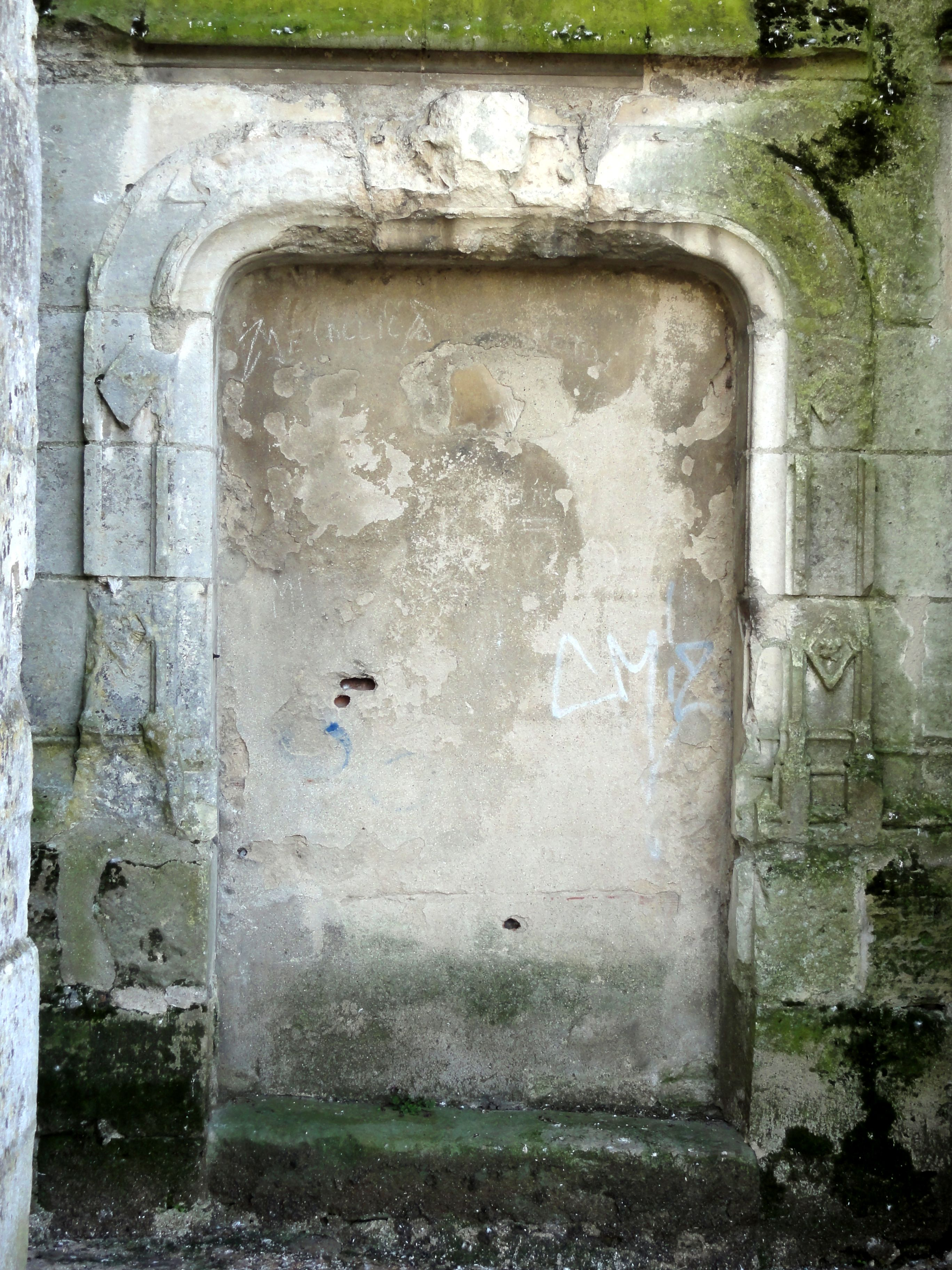
Porte seigneuriale.
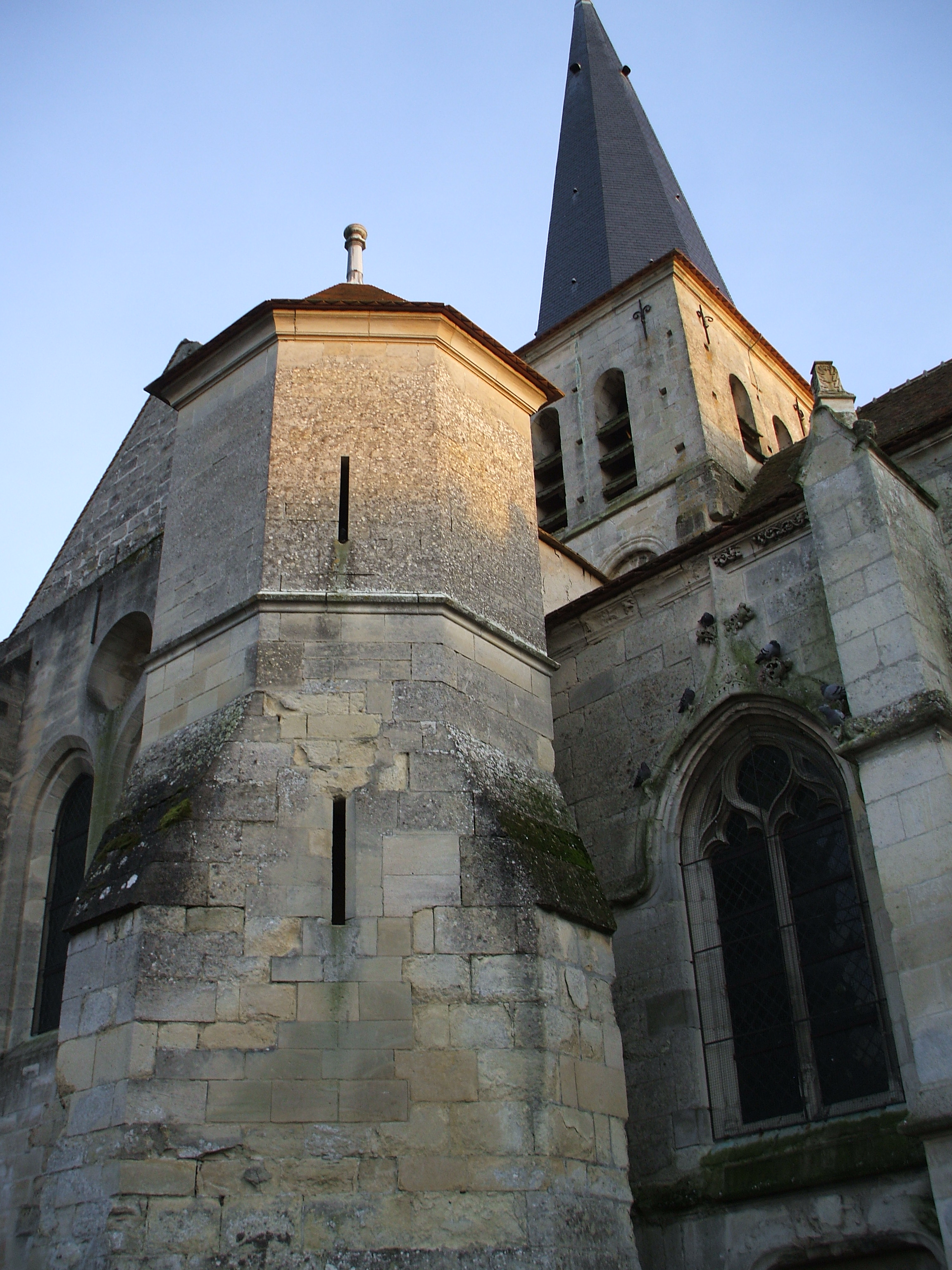
Tourelle d'escalier.
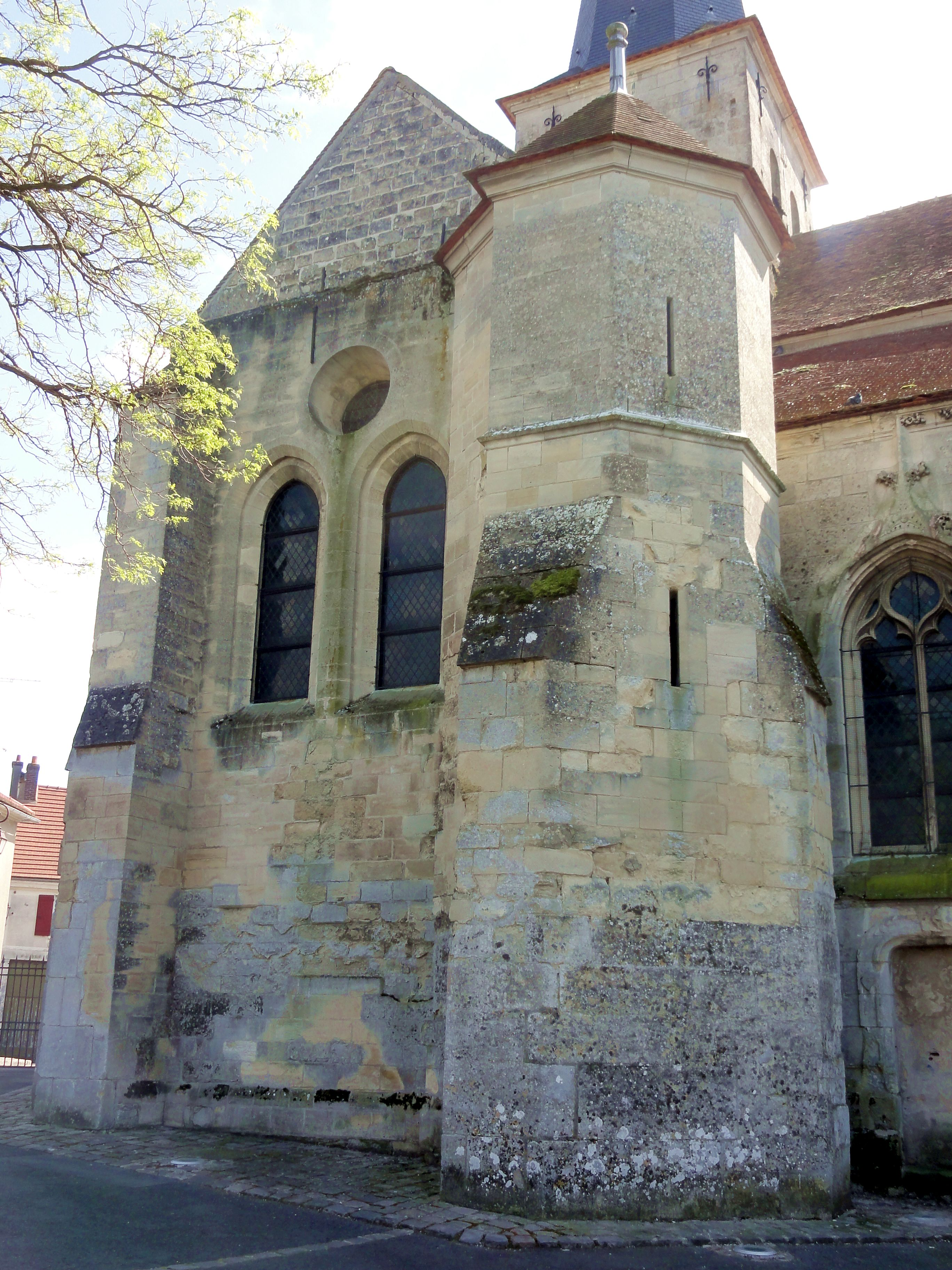
Croisillon nord.

#### Chapelles et chœur
La chapelle Sainte-Geneviève et le chœur sont stylistiquement homogènes. Ils se caractérisent par une corniche de crochets sans interruption, et par des contreforts avec une retraite par un fruit, un glacis formant larmier à mi-hauteur, et un glacis à gradins fortement incliné au sommet. Le contrefort à l'angle sud-est de la chapelle Sainte-Geneviève, près du collatéral sud, est nettement plus épais que les autres à sa base et d'une silhouette atypique. Il présente un second fruit et un second glacis formant larmier. La chapelle de la Vierge est pourvue de contreforts différents, inhabituellement volumineux par rapport aux petites dimensions de la chapelle. Ils se retraitent une fois par un glacis fortement incliné, près du chevet, puis s'amortissent par un chaperon à trois versants. La corniche est formée par des modillons cubiques non sculptés.

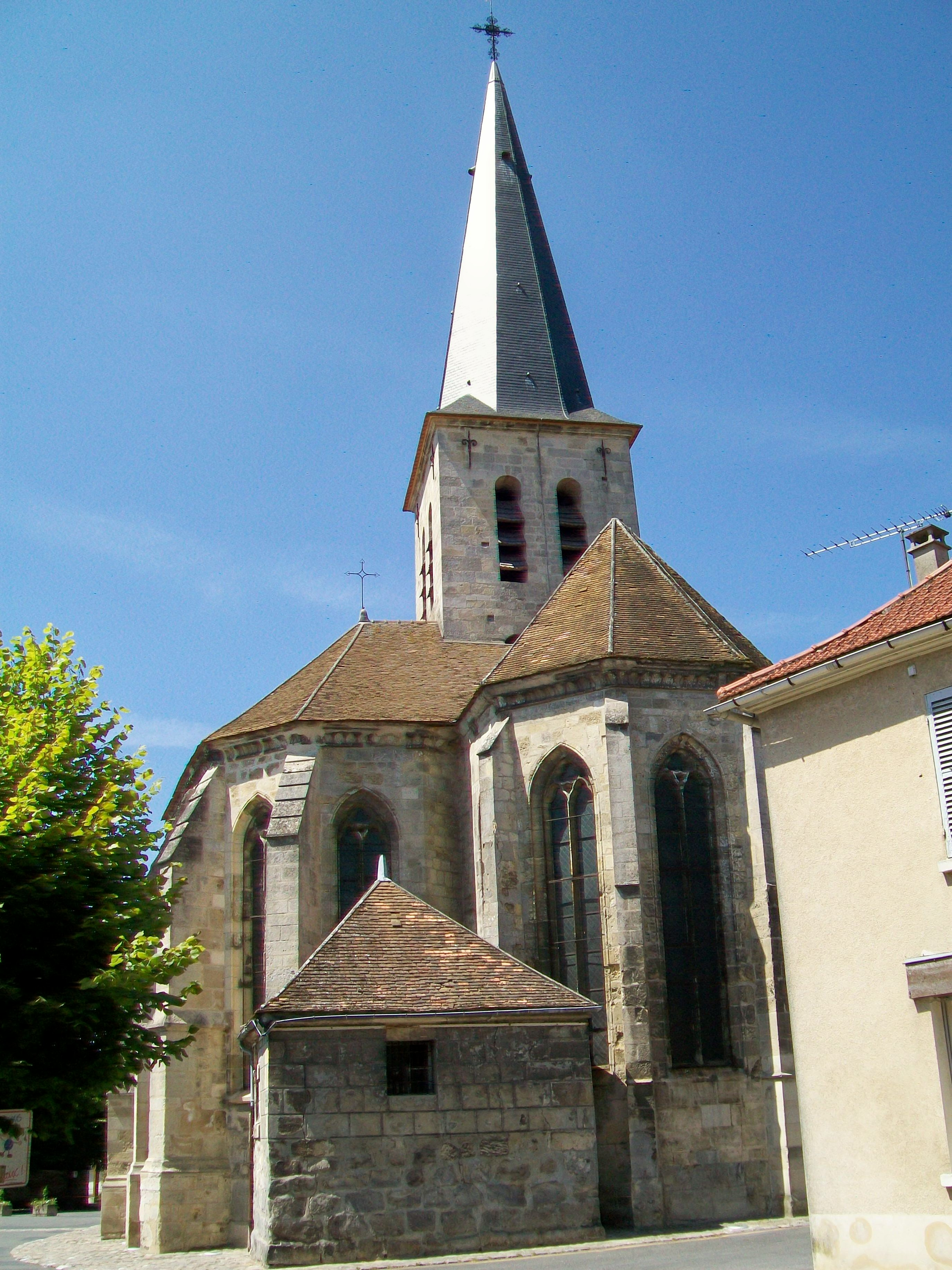
Vue depuis le nord-est.
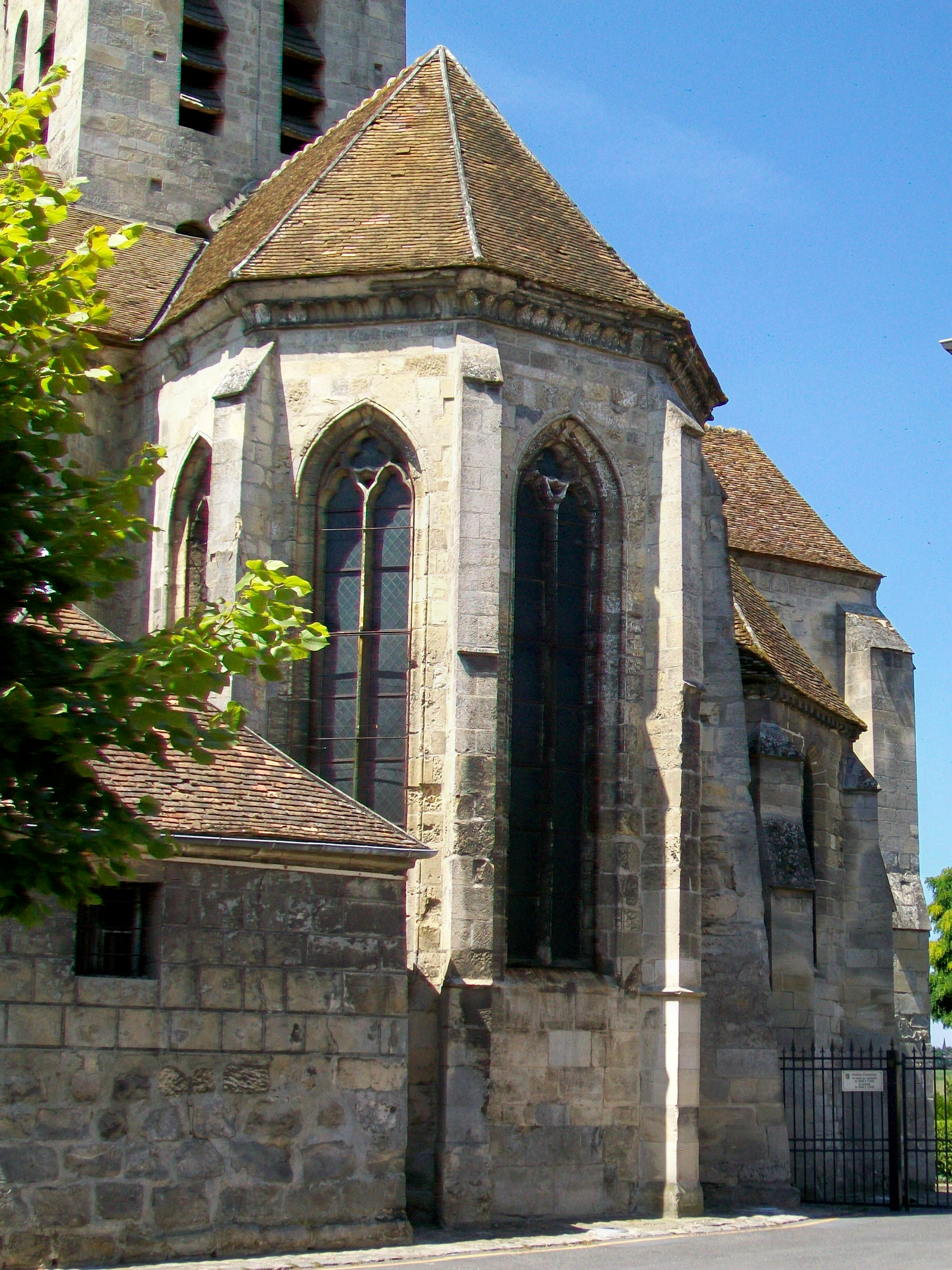
Abside du chœur.
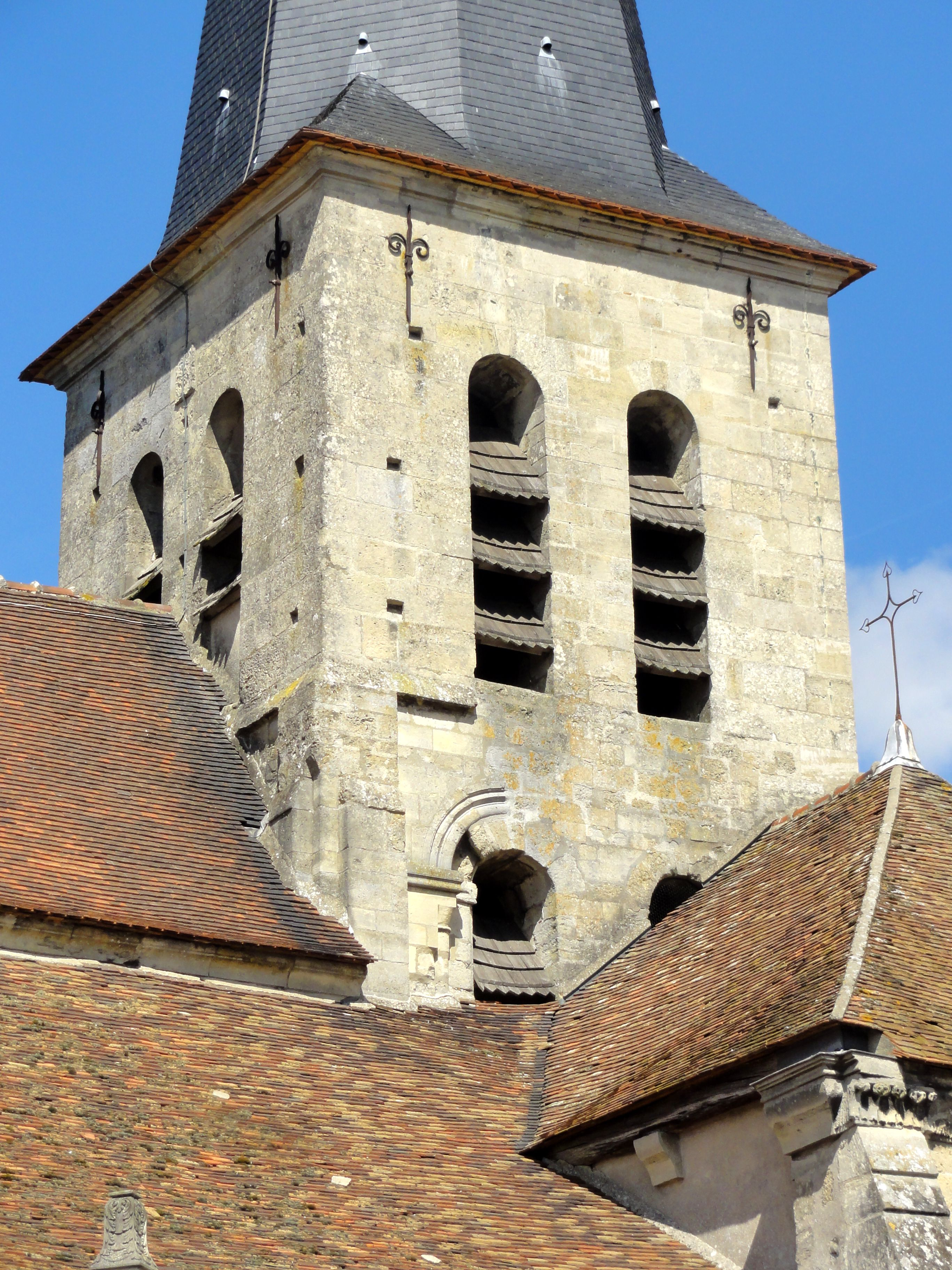
Vue rapprochée du clocher.
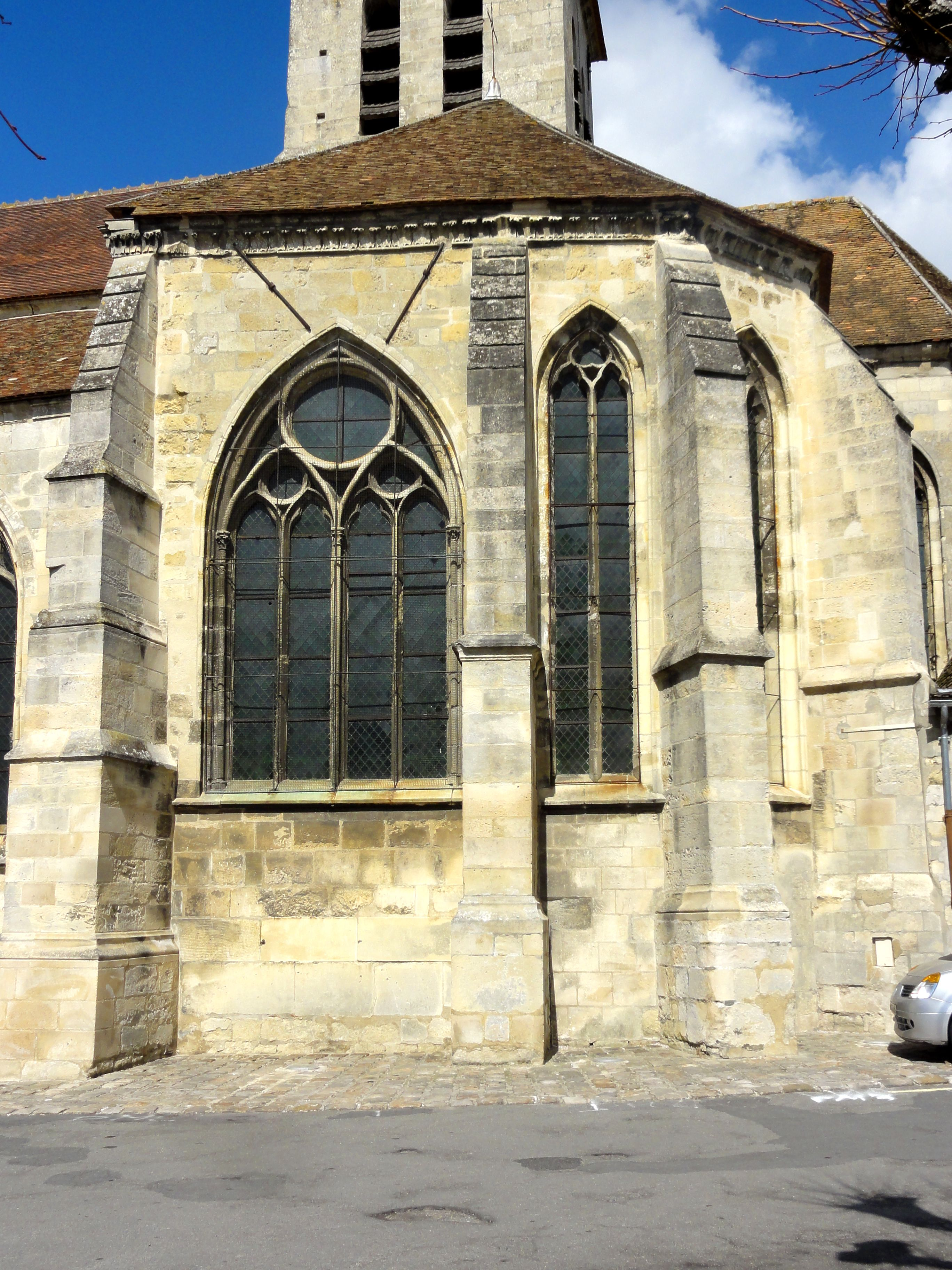
Chapelle Sainte-Geneviève.
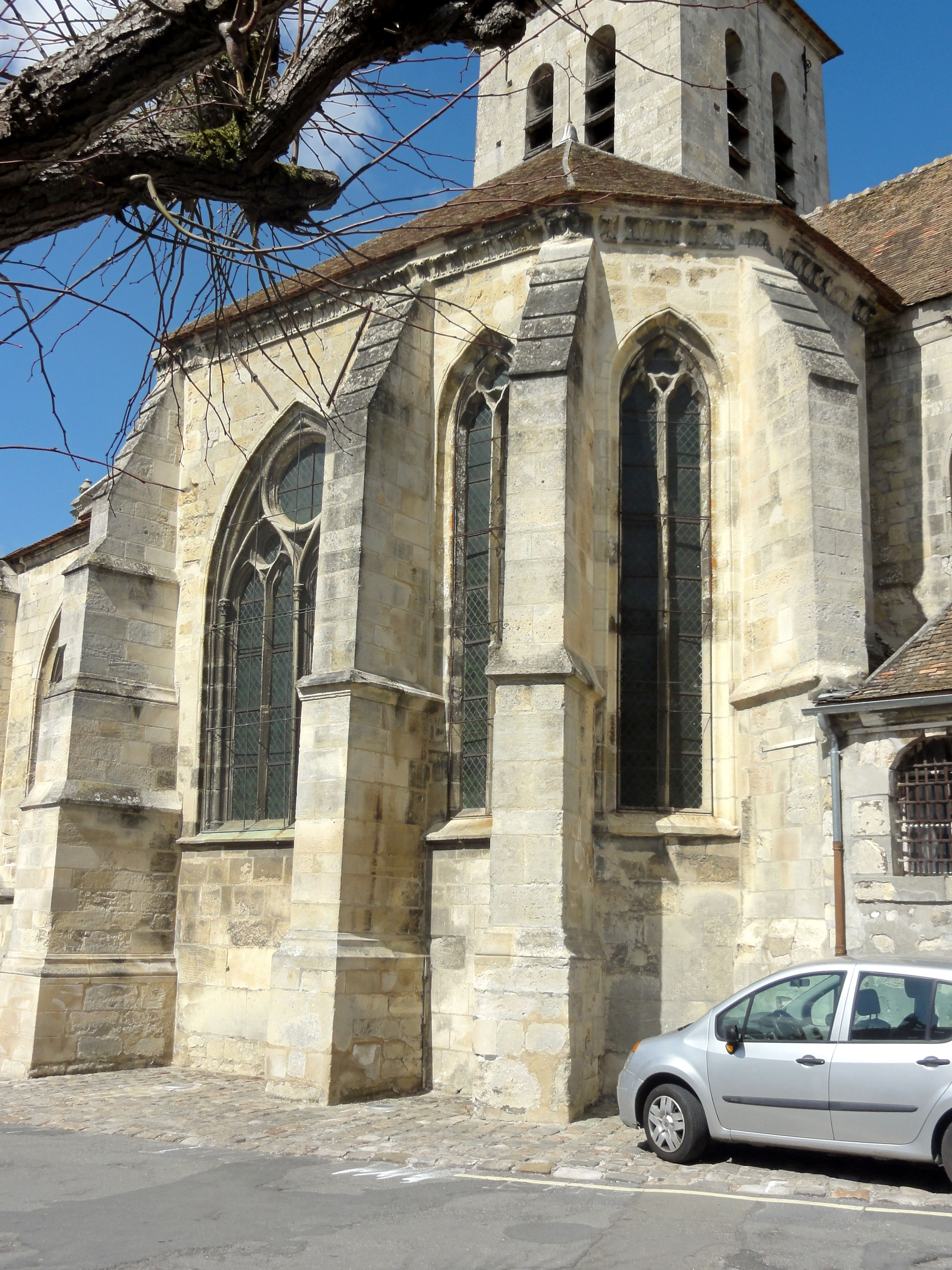
Chapelle Sainte-Geneviève.
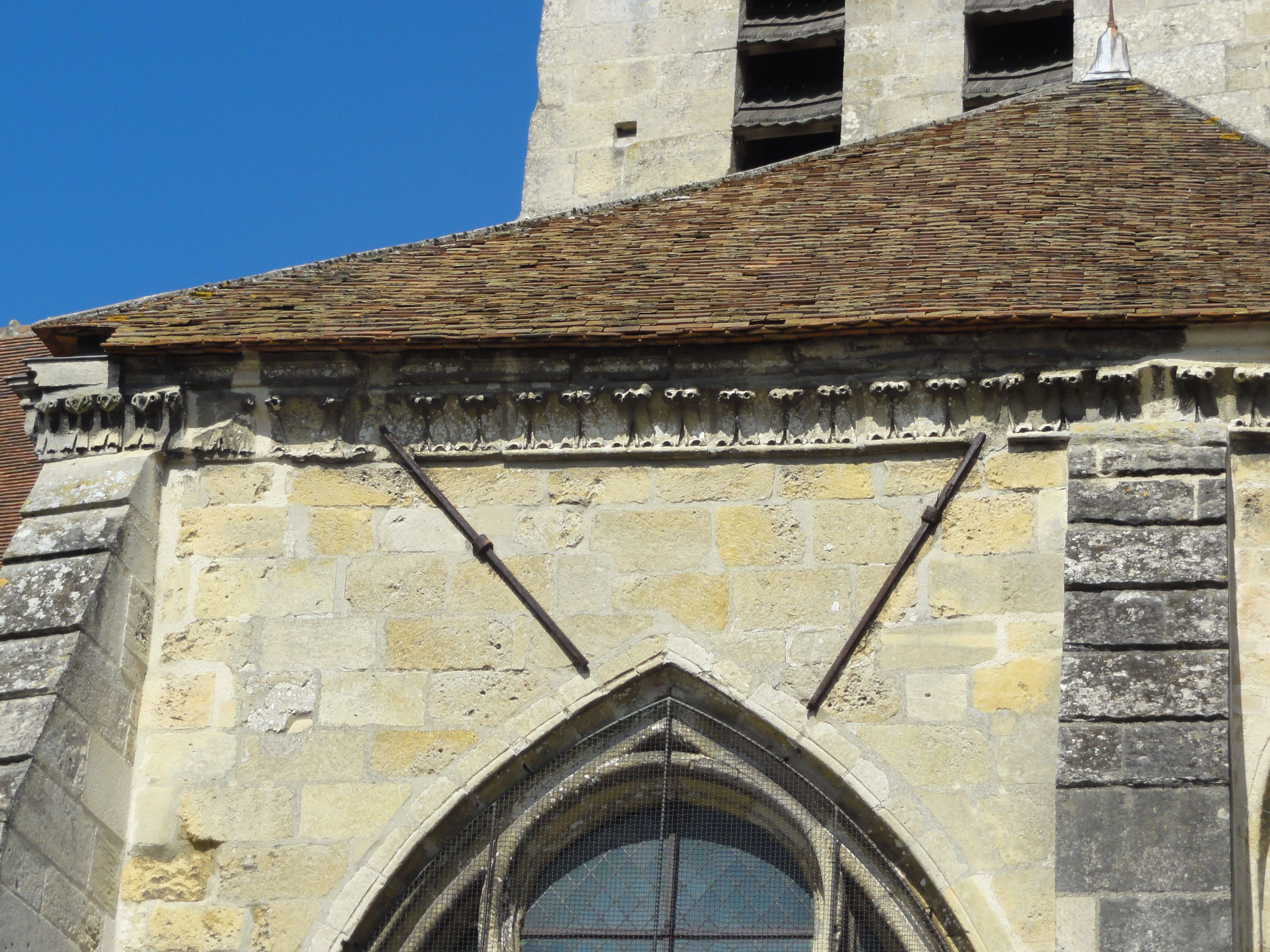
Corniche de crochets.

## Mobilier

### Objets classés
La chaire à prêcher en bois de chêne date du XVIIIe siècle, et sa cuve est agrémentée de panneaux décorés de sujets divers sculptés, dont la vie de saint Georges. Les têtes des personnages ont été bûchées à la Révolution. En face, le banc d'œuvre du premier quart du XVIIIe siècle est composé d'un ancien retable et surmonté d'un fronton. Le dossier et baldaquin sont sculptés ; le pupitre manque. Les deux objets ont été classés au titre immeuble en 1846,. Toujours sur le domaine des œuvres d'ébénisterie et de la menuiserie d'art, deux confessionnaux du XVIIIe siècle et les boiseries du chœur et de l'abside datés de 1717 ,.
Les fonts baptismaux en pierre du XVIe siècle représentent le seul élément du mobilier affectant le style de la Renaissance. La décoration est traitée en bas-relief et assez intéressante. La cuve est ornée de volutes qui se terminent, sur l'une des faces, par des cornes d'abondance, d'où sortent des génies qui tiennent un cartouche avec la date « L'AN M VC XXIIII », soit 1524. Le socle est divisé en quatre compartiments par des balustres ornés de volutes en S, terminées en têtes humaines grotesques coiffés de bonnets de fou, ou de dauphins. Les fonts ont été classés en 1897,.
L'église n'est pas riche en tableaux. Le retable de la chapelle Sainte-Geneviève est flanqué de deux tableaux du XVIIIe siècle peints à l'huile sur toile, et représentant respectivement saint Denis céphalophore, à gauche, et saint Jean-Baptiste portant sa tête sur un plat. Ces deux œuvres, peintes d'un style naïf, ont été classées au titre objet en 1962. Parmi les nombreuses statues, une seule est classée : il s'agit d'une Vierge à l'Enfant en bois datant du XVIIIe siècle, et mesurant 140 cm de haut.

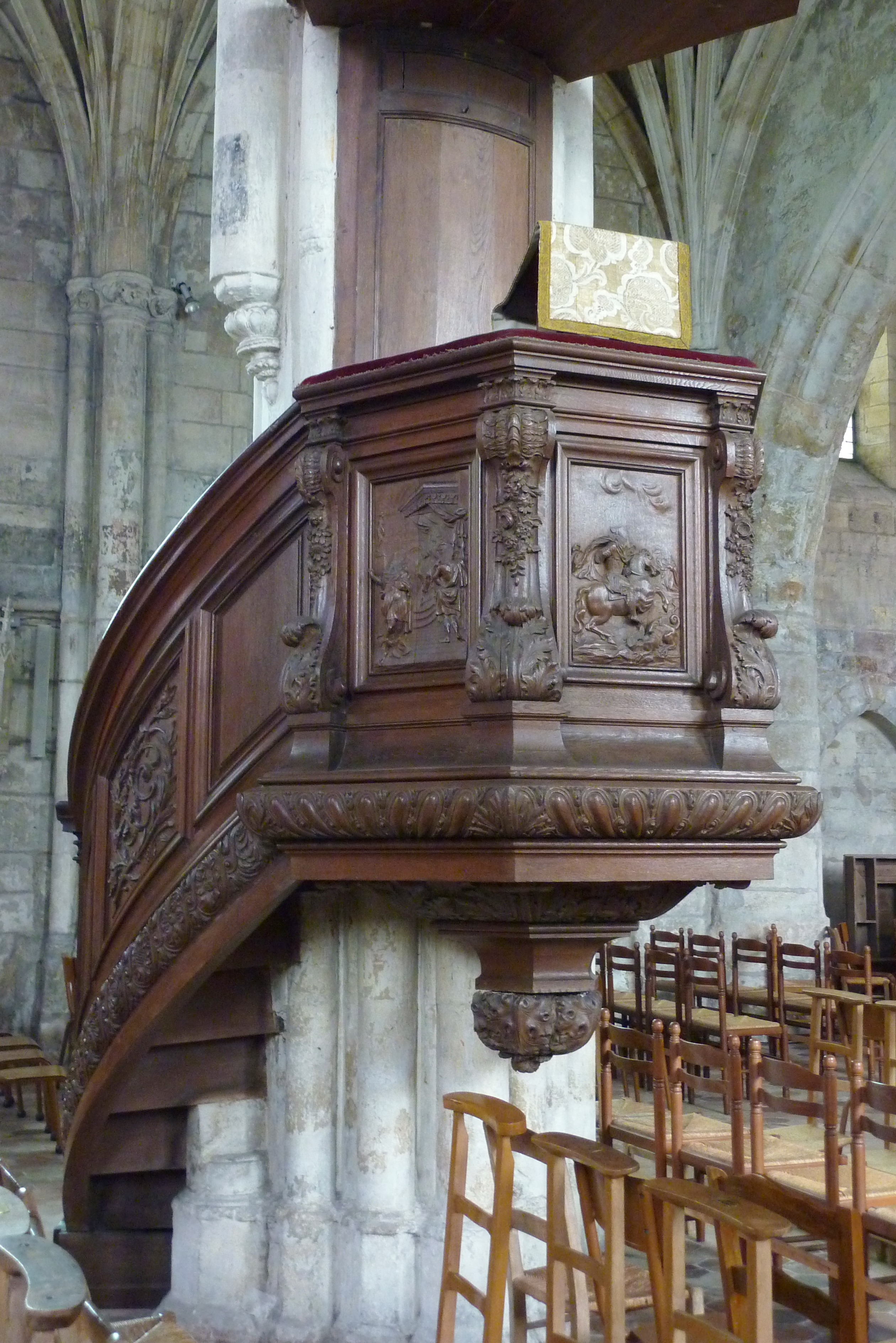
Chaire à prêcher.
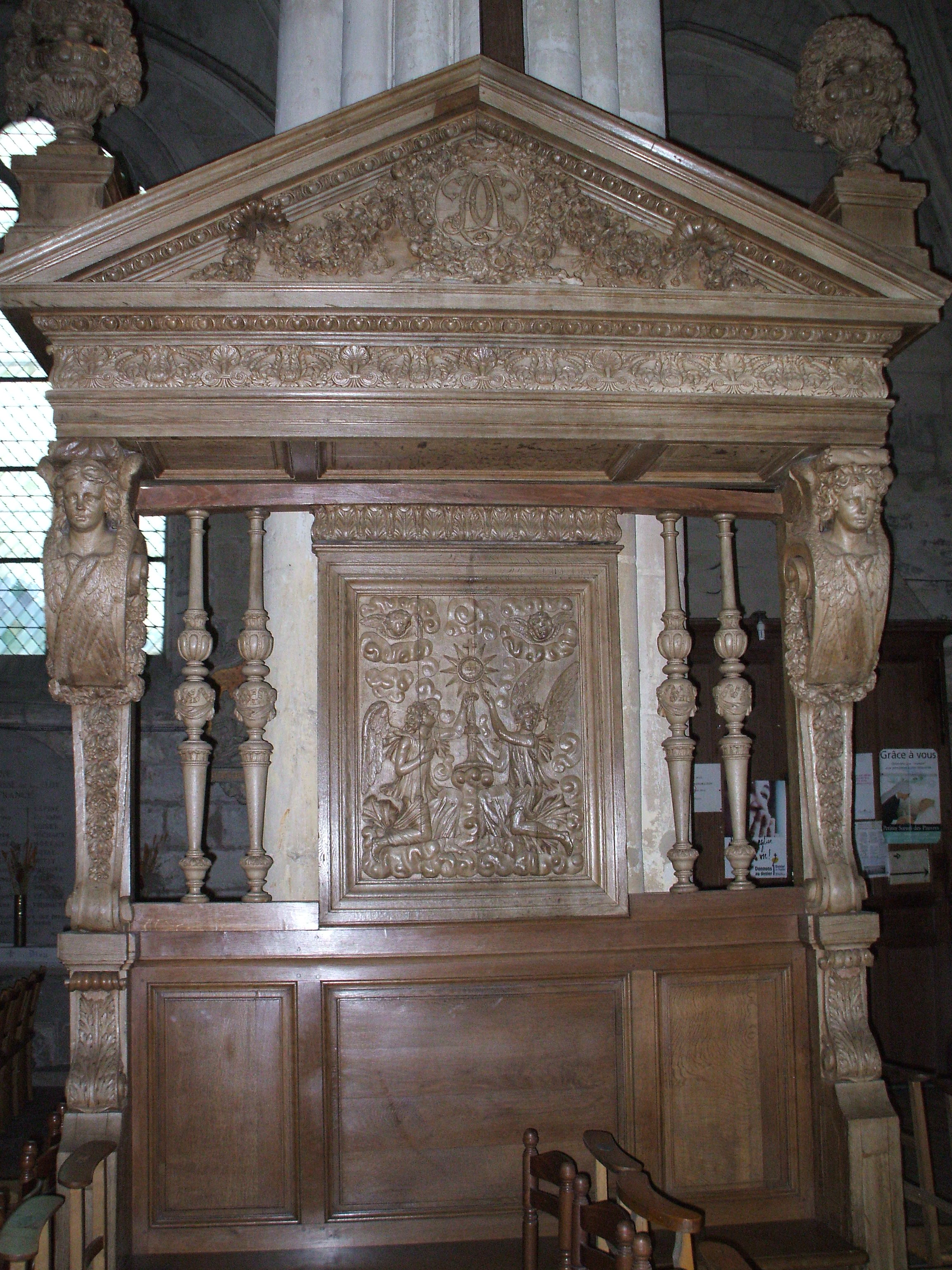
Banc d'œuvre.
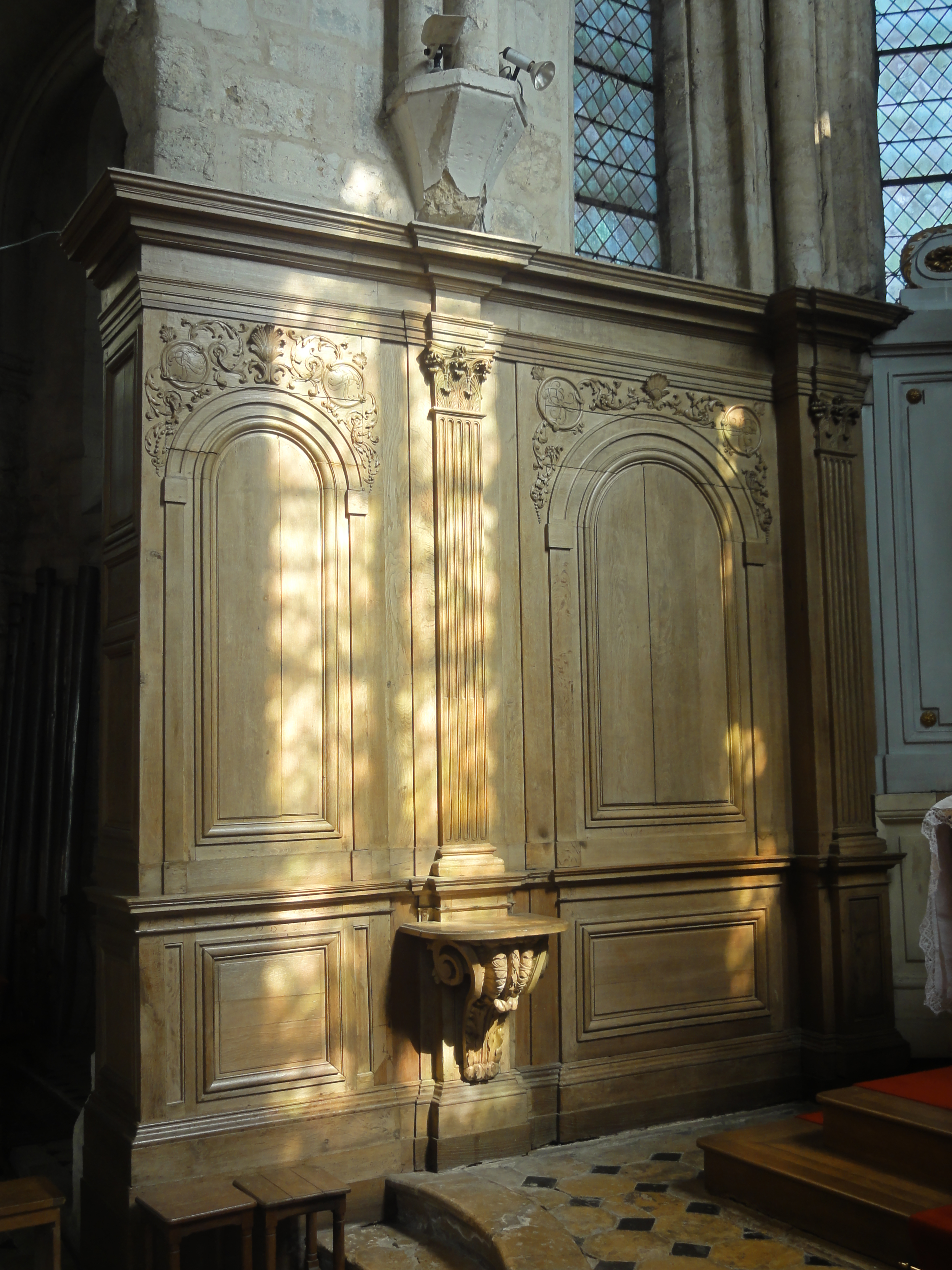
Boiseries du chœur.
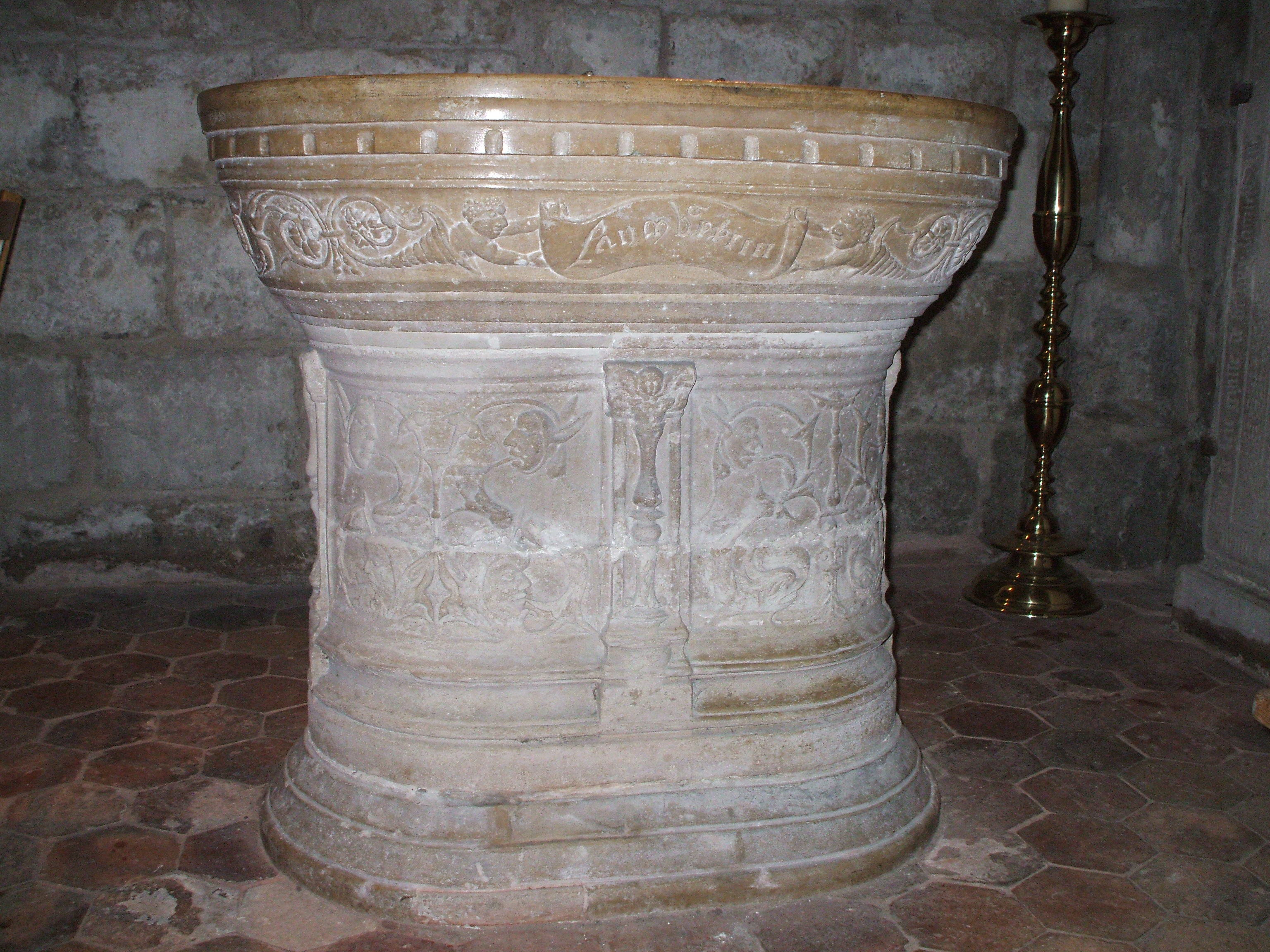
Fonts baptismaux.
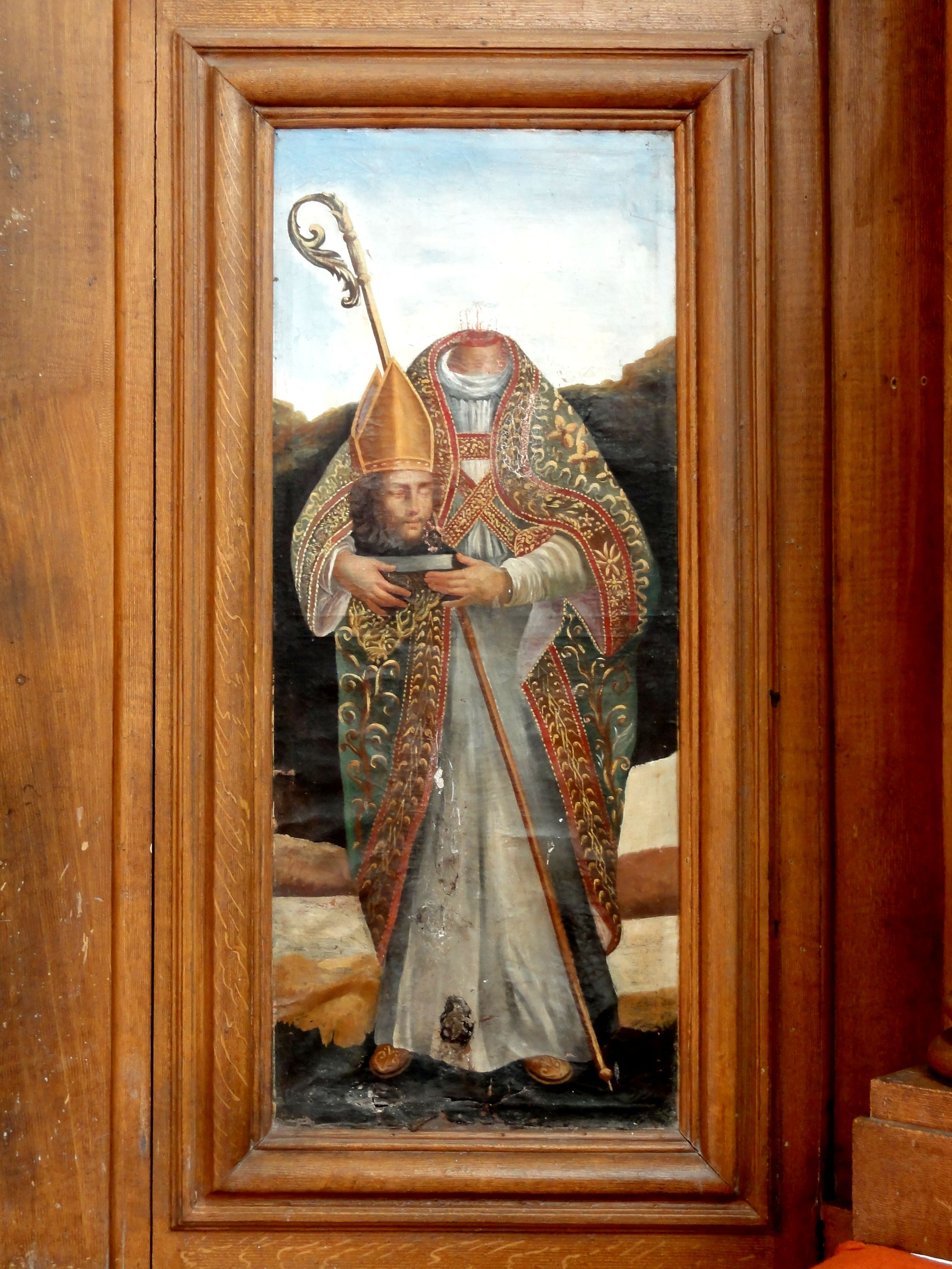
Tableau - saint Denis.
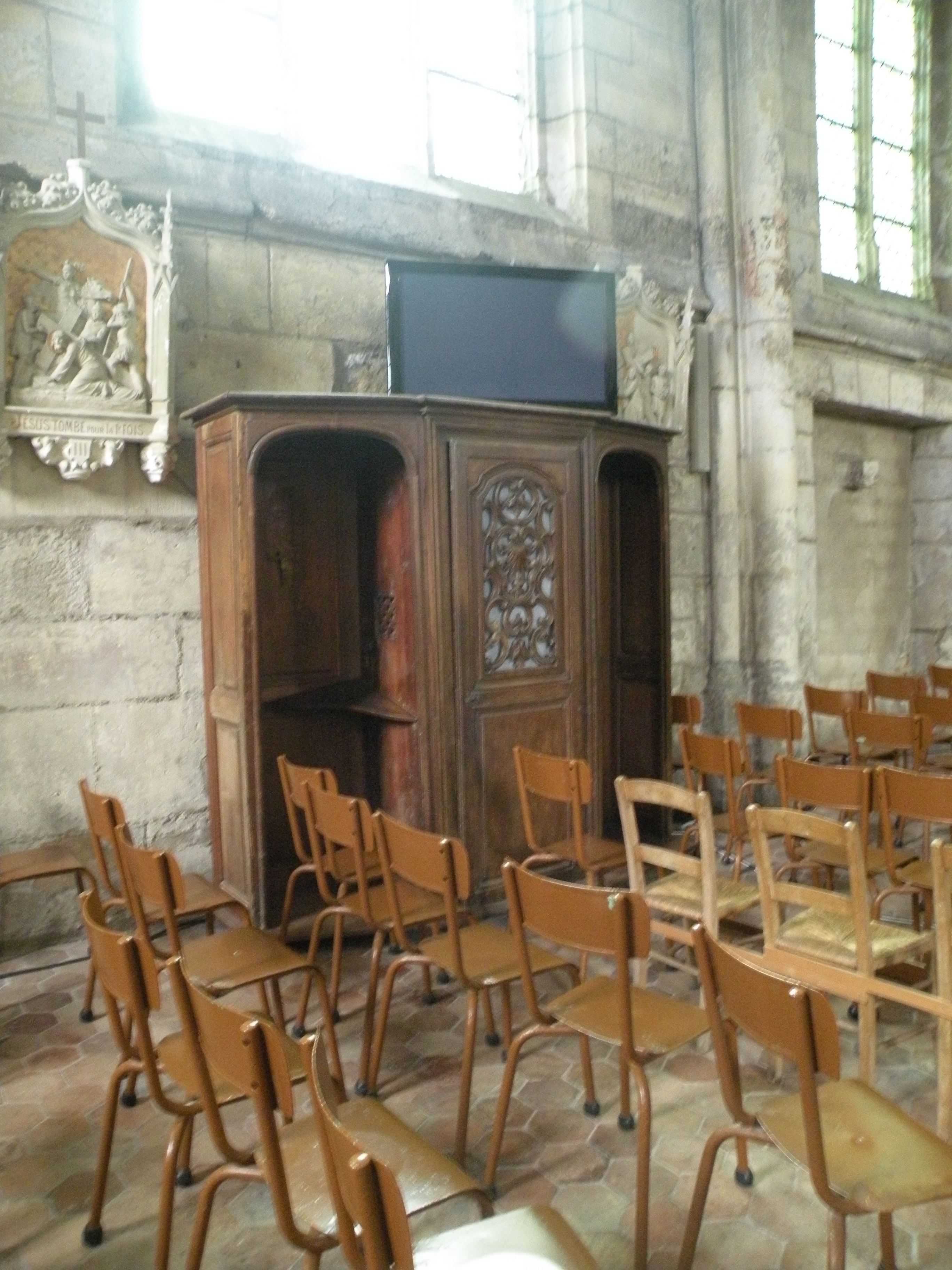
Confessionnal.

### Dalles funéraires

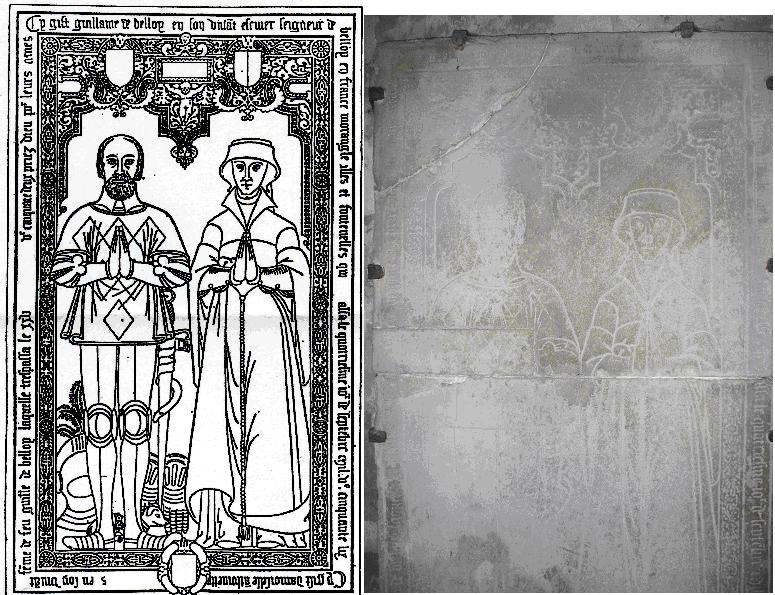
Dalle funéraire de Guillaume de Belloy et de sa femme, vers 1552.

Dans la première travée du collatéral sud, près des fonts baptismaux, la dalle funéraire à effigies gravées de Guillaume de Belloy, mort le 4 septembre 1556, et de Antoinette de Pertuis sa femme, morte le 25 ... 1552, est redressée contre le mur. Ce sont en réalité deux fragments raccommodés, avec une courte section intermédiaire manquante. En effet, la dalle avait été employée pour les marches de l'autel de la chapelle Sainte-Geneviève. Haute de 2,07 m et large de 1,27 m, elle porte l'inscription :
« Cy gist Guillame de Belloy, en son vivant escuier seigneur de Belloy en France Morangle Illes et Fontenelles qui tréspassa le quatriesme jour de septembre mil VC cinquante six. Cy gist damoiselle Anthoinette ... en son vivant femme de feu Guillaume de Belloy laquelle trespassa le XXV ... mil VC cinquante deux. Priez Dieu pour leurs âmes. »
Selon la Généalogie de la maison de Belloy, rédigée à Paris par un auteur anonyme en 1747, Guillaume de Belloy dit le Jeune épousa Anthoinette de Pertuis. Seul le prénom est lisible sur la dalle. Les deux époux ont probablement financé la construction de la façade Renaissance.
Le curé Messire Noël François Le Comte a été inhumé en 1772 sous la première marche du chœur de l'église.